# Rosario (Argentina)
Rosario es una ciudad situada en el sudeste de la provincia de Santa Fe, Argentina, cabecera del departamento homónimo. Se trata de la urbe más poblada de la provincia y la tercera del país, detrás de Buenos Aires y Córdoba.
Está situada en la margen occidental del río Paraná, parte de la hidrovía Paraná-Paraguay, sobre el que está enclavado un puerto de 140 hectáreas que maneja tanto cargas generales como a granel.
Junto a varias localidades de la zona conforma el área metropolitana de Rosario (con 1.937.109 habitantes según el censo de 2022), que excede e incluye al Gran Rosario (el tercer conglomerado urbano del país con 1.455.668  personas) y al departamento Rosario. Según datos del censo de 2022, el municipio contaba con 1 029 619 según datos relevados por el INDEC (Instituto Nacional de Estadística y Censos).
La metrópolis forma parte de una región de gran importancia económica. Cerca del 70% de la producción de cereales del país se exporta a través de su puerto. Hasta 2015, el Gran Rosario generaba el primer PBI per cápita de Argentina y el segundo de Latinoamérica luego de Brasilia, siendo a su vez el segundo PBI urbano de Argentina, tomando toda su conglomeración urbana, por detrás del Gran Córdoba y del Gran Buenos Aires.
Rosario es conocida como la Cuna de la Bandera Argentina y su edificación más conocida es el Monumento a la Bandera. Foco educativo y cultural, cuenta además con importantes museos y bibliotecas y su infraestructura turística incluye circuitos arquitectónicos, paseos, bulevares, parques y hoteles.

## Toponimia
Rosario debe su nombre a la advocación de la Virgen del Rosario, cuya imagen permanece en la catedral, en el mismo lugar donde estaba la capilla en torno a la cual surgió.
En 1823 la población recibió el título de «Ilustre y Fiel Villa», denominándosela desde entonces como Villa del Rosario. Para el 5 de agosto de 1852 (173 años), con el apoyo del general Justo José de Urquiza, fue declarada ciudad para ser conocida desde entonces como Ciudad del Rosario, el Rosario de Santa Fe, o comúnmente como “El Rosario”. Posteriormente se sustituiría la palabra «del» por «de», y no se referiría más a la urbe anteponiendo el artículo «el».
Durante parte del siglo XX, la nomenclatura oficial de Rosario era Rosario de Santa Fe. El nombre ha permanecido en uso en otras provincias del país para evitar confundir la ciudad con otras localidades llamadas Rosario, tales como Rosario del Tala, Rosario de Lerma o Rosario de la Frontera, entre otras.

## Historia
La ciudad surgió a comienzos del siglo XVII como Pago de los Arroyos, sin acta fundacional, en la encrucijada del Camino Real que llevaba por una parte a Córdoba y desde allí al "arriba" y por la otra parte al resto del Litoral fluvial hasta, por lo menos, Paraguay, marcando una etapa en la cual sirvió de paraje de carretas a orillas del río Paraná.
Hacia fines del siglo XVII y principios del XVIII, se estableció la primera población permanente registrada: la estancia del capitán Luis Romero de Pineda. Durante 1719, las tierras de la estancia San Miguel del Carcarañal, propiedad del hijo de Antonio de Vera Mujica, fueron adquiridas por los jesuitas. Estas tierras definirán luego parte de los límites en el pago.
A su vez, atendido por franciscanos se estableció en la zona el Pago del Salado, para hacer frente a las irrupciones de los indios calchaquíes. Luego, hacia 1724, Santiago Montenegro se estableció también en la zona y de manera permanente, para más tarde instalar un molino. Esta etapa facilitó que se estableciera un oratorio en torno a una capilla dedicada a la Virgen del Rosario.[cita requerida]
En su costa, a orillas del río Paraná, el jefe de las instalaciones defensivas sobre el río Paraná, general Manuel Belgrano, organizó las baterías Independencia y Libertad. La batería Libertad estaba en la punta de la barranca que formaba ángulo entre las calles Santa Fe y Córdoba, la que en el siglo siguiente fue rebajada para ensanchar la plaza Brown. A las 6:30 del 27 de febrero de 1812, el poblado asistió al acto en el que por primera vez se enarboló la Bandera de la Argentina creada por Manuel Belgrano, quien la hizo jurar por sus soldados. Por ello se la denomina Cuna de la Bandera. Aunque el uso de dicha bandera sería desautorizado por el gobierno de entonces, sería oficializada cuatro años después por el Congreso de Tucumán, el 9 de julio de 1816.

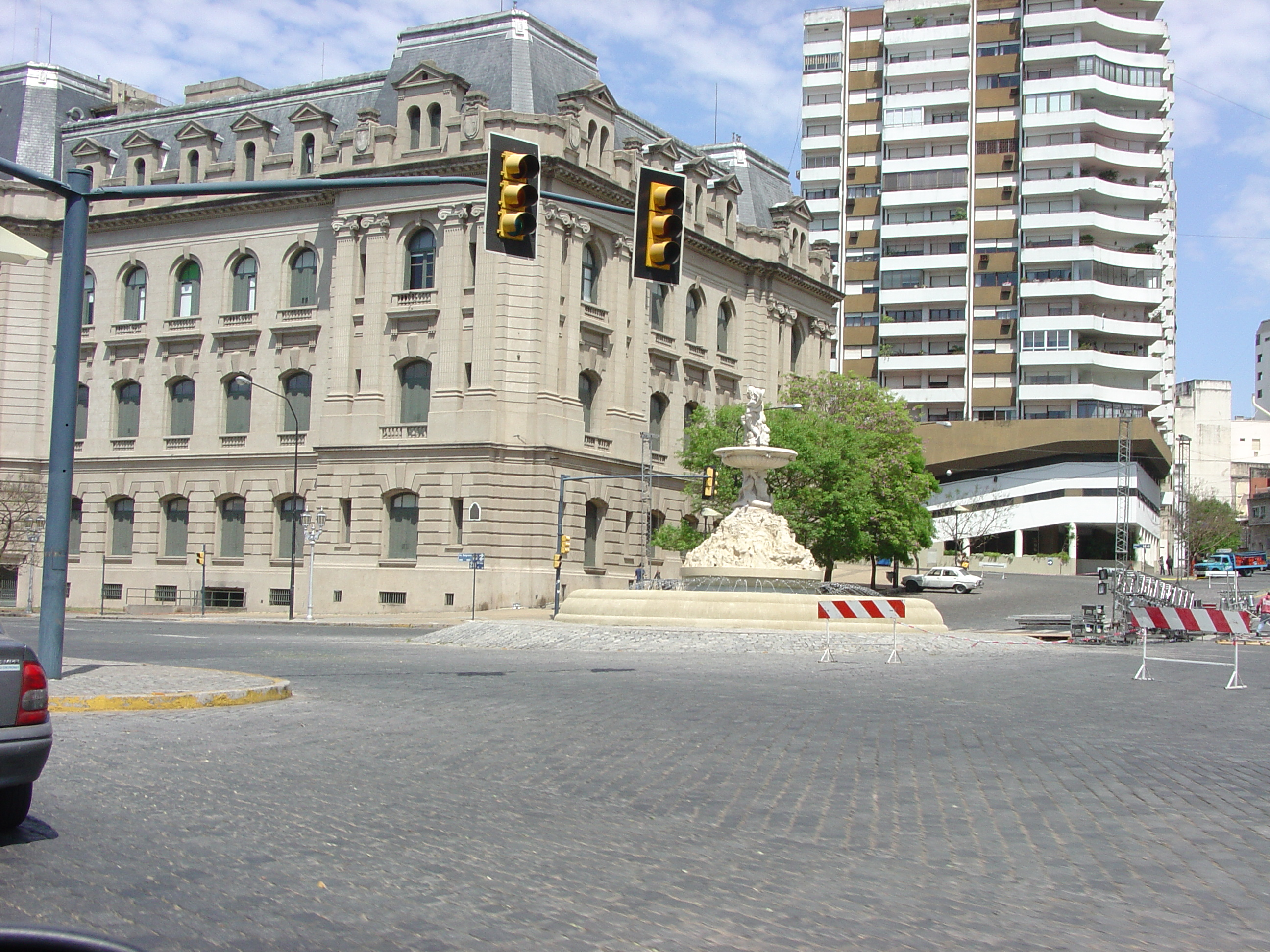
Vista de la ex Aduana, desde la Av. Belgrano, un día soleado.

Para 1823, el pueblo recibió el título de villa (ciudad pequeña con jurisdicción municipal), aunque siguió dependiendo de la ciudad de Santa Fe hasta que el gobernador Domingo Crespo la declaró ciudad el 5 de agosto de 1852 por sugerencia del general Urquiza permitiendo a los rosarinos elegir sus propios gobernantes.
Entre 1862 y 1873, Rosario fue promovida como Capital Federal en tres ocasiones por el Congreso de la Nación Argentina, en un intento de ocupar el lugar de Paraná que fuera la capital de la Confederación Argentina anteriormente pero los vetos a las leyes por parte de Bartolomé Mitre y Domingo Faustino Sarmiento lo impidieron, respondiendo a la concentración de poder y al proyecto unitario de Buenos Aires.
El 29 de septiembre de 1893 se libró el combate naval de El Espinillo (la isla que se encuentra a un kilómetro frente al centro de la ciudad) entre fuerzas leales al Gobierno y sublevados de la Revolución radical de 1893.
En los últimos 15 años del siglo XIX, la ciudad duplicó su población, en parte debido a la inmigración. Por ello y dada la importante concentración obrera, junto a amplios desarrollos edilicios, del ferrocarril y puerto, Rosario se convirtió en un importante epicentro económico, principalmente cerealero. Para 1926, el 47 % de sus habitantes eran de origen transatlántico, la mayoría llegados de Europa (Italia, España, Irlanda, entre otros países) en los comienzos de la Primera Guerra Mundial.[cita requerida]
El 20 de junio de 1957, se inauguró el Monumento a la Bandera, símbolo de Rosario y único en su tipo que conmemora el nacimiento de la insignia patria a la que alude su nombre. Además de ser el monumento dedicado a una bandera más grande del mundo.
En 1969, apoyando el movimiento de masas surgido en la ciudad de Córdoba, trabajadores y estudiantes salieron a las calles para protestar contra el gobierno de facto de Onganía, en un hecho conocido como el Rosariazo.
Durante la dictadura militar autodenominada Proceso de Reorganización Nacional, cientos de ciudadanos fueron “desaparecidos” por el gobierno, en tanto que la urbe fue subsede, en 1978, de la Copa Mundial de Fútbol de 1978 utilizada como propaganda por el régimen.
En 1978, Rosario fue destino de ejercicios de oscurecimiento dentro de la guerra real y psicológica que preparaba la dictadura militar en contra de Chile.

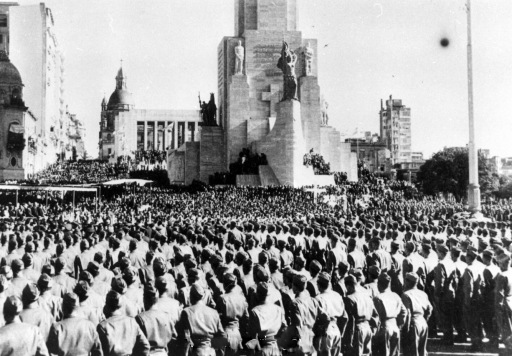
Inauguración del Monumento a la Bandera, el 20 de junio de 1957.

En 1989, en medio de la crisis económica nacional desatada durante el gobierno de Raúl Alfonsín que llevó a la hiperinflación, se produjeron en la ciudad saqueos a supermercados. Bajo la administración de Carlos Menem la reconversión afectó severamente a la urbe, cuyas exportaciones agrícolas se estancaron y vieron cerrarse muchas industrias ante los bajos precios de las importaciones.[cita requerida] Para 1995, el desempleo en el área alcanzó el 21.1 % y gran parte de la población de Rosario, como en otras urbes, quedó bajo la línea de la pobreza.[cita requerida]
Durante los disturbios sociales ocurridos en 2001, Rosario era la ciudad con más desocupados del país llegando a alcanzar niveles de pobreza del 18.3 % en 2003.
Por lo tanto se produjeron marchas, protestas y saqueos en Rosario. La represión de la policía provincial, dejó como saldo el asesinato de 7 personas. Sus nombres eran Pocho Lepratti, Graciela Acosta, Rubén Pereyra, Juan Delgado, Yanina García, Ricardo Villalba y Walter Campos.

Ubicación del departamento.

A partir de la recuperación de la economía por la mejora del contexto internacional que siguió al colapso nacional, la situación para la ciudad ha mejorado. El bum de las exportaciones agrícolas causó un aumento del consumo comercial y nuevas inversiones (principalmente en el sector de la construcción), generando un relativo progreso con perspectivas de continuidad. Los niveles de pobreza e indigencia bajaron de 18.3 % y 5.5 % respectivamente (en 2003) a 9 % y 4.5 % (en 2011) aunque volvió a crecer desmesuradamente entre 2020 y 2023.
«La tasa de pobreza bajó a 8.3 %» Archivado el 19 de enero de 2012 en Wayback Machine., artículo en el diario La Capital del 26 de septiembre de 2011. Consultado el 3 de diciembre de 2011.</ref>
A pesar de que la tasa de homicidios a nivel nacional ha descendido desde 2003, desde 2008, Rosario se convirtió en una de las dos ciudades con más homicidios en el país. En 2013, la ciudad de Santa Fe tuvo una tasa de homicidios 27,8 por cada cien mil personas, mientras que la de Rosario fue de 26,8. En 2014, la tasa de la capital santafesina llegó a la cifra de 38,9, mientras que la ciudad del sur de la provincia registró 20,5. En 2015, la tasa de la capital fue de 28,1 y la rosarina de 20,7. En 2018, se dio un recrudecimiento de la violencia ligado al fuego cruzado del narcotráfico, principalmente debido a la presencia de una organización criminal denominada "Los Monos", la cual se dedica a este negocio desde los años 1990. Las primeras señales de alerta aparecieron a fines de 2017, cuando la ciudad experimentó un rebrote de violencia.
El 14 de marzo de 2020, apareció el primer caso confirmado de la Pandemia por Coronavirus en la ciudad.
Entre 2021 y 2022 la ciudad de Rosario se vio afectada para humo proveniente de quemas intensivas en los humedales en el Delta del Paraná, originados en el Departamento de Victoria, Provincia de Entre Ríos y límite con Santa Fe. También se realizaron diversas manifestaciones en diferentes puntos de la ciudad por parte de organizaciones ambientalista para exigir una Ley de humedales, incluyeron bloqueos al puente Rosario-Victoria.
En abril de 2022, empezaron a levantar las restricciones por la pandemia, el uso del barbijo no era obligatorio, se reabrieron locales de entretenimiento como boliches y cines, además de la realización de eventos religiosos masivos, además se realizaron los Juegos sudamericanos en el Parque Independencia. El 18 de diciembre de 2022, tras el triunfo de la Copa Mundial de fútbol de la selección de fútbol de Argentina, una masiva multitud estimada en más de 700.000 seguidores se concentró en los alrededores del Monumento nacional a la Bandera para festejar la victoria.
Para marzo de 2024, una serie de asesinatos se generaron en la población. Empezando el día 5 con el asesinato de un taxista, al día siguiente mata a otro taxista, los dos hechos ocurrieron al sur de la ciudad, ocasionando un paro del servicio de taxis. Posteriormente el día 7, le disparan a un chofer de colectivo dejándolo gravemente herido, que días después fallece en el hospital HECA, ese mismo día realizan disparos contra la Comisaría 15 de la localidad. El viernes 8 suspenden la marcha por el día de la mujer, y se realizaron allanamientos en diferentes partes de la ciudad, luego el día 9 de marzo es asesinado a sangre fría un playero de la Estación de servicio en la calle Mendoza al 7600. Se anunció un paro de colectivos y las estaciones de servicio no funcionaron en horario nocturno.Todos estos hechos tienen relación con bandas de narcotraficantes que operan en la ciudad. El lunes 11 llegó la ministra de Seguridad de Nación, Patricia Bullrich a la ciudad de Rosario, anunciando un despliegue de 450 oficiales de gendarmería.

## Geografía

### Ubicación
Rosario se encuentra en el extremo sudeste de la provincia de Santa Fe, en la denominada Pampa húmeda y es un punto intermedio para quienes se desplazan entre las distintas regiones del país. Se encuentra a 174 km de la ciudad de Santa Fe, capital de la provincia; mientras que 404 km al noroeste se halla la ciudad de Córdoba y 291 km hacia el sudeste se encuentra la ciudad autónoma de Buenos Aires, Capital Federal de Argentina. El tejido urbano cubre 178,69 km², de los cuales están urbanizados 120,37 km². El relieve de la zona es de llanura ondulada, y su altura es de 22,5 a 24,6 m s. n. m..
El límite oriental de la ciudad está dado por el río Paraná; al norte limita con la ciudad conurbada de Granadero Baigorria; al noroeste con la zona rural de la comuna de Ibarlucea; al oeste con los municipios conurbados de Funes y Pérez. Al sudoeste limita con la localidad conurbada de Soldini y al sur con la ciudad conurbada de Villa Gobernador Gálvez, de la cual está separada por el arroyo Saladillo.

### Clima

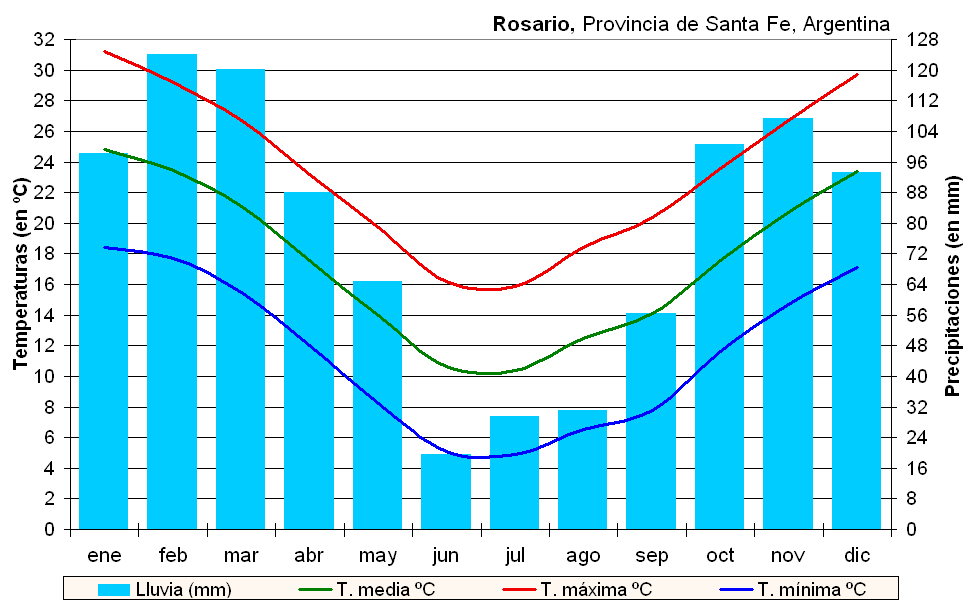
Climograma de Rosario.

El clima de Rosario es subtropical húmedo (también se lo llama clima pampeano). Por fuera del ejido urbano del Gran Rosario, se clasifica como clima templado pampeano, es decir que las cuatro estaciones están medianamente definidas, aunque su invierno es bastante suave, corto e irregular: durante esa estación se observan tanto días fríos, como frescos, templados, y hasta cálidos. Es muy común que durante los meses invernales haya buena cantidad de días en donde la temperatura máxima supere los 20 °C. La temperatura mínima absoluta (registro 1940-2021) fue de -11,1 °C el 13 de junio de 1967; y, la temperatura máxima absoluta de 42,4 °C el 21 de enero de 1943, mientras que el 31 de diciembre de 1938 ascendió a 42,1 °C y el 9 de enero de 2006 40,1 °C.
Los veranos son cálidos y la elevada humedad puede volver en ocasiones sofocante al tiempo. Los inviernos son suaves, cortos e irregulares. Hay una temporada calurosa desde octubre a abril (de 18 °C a 36 °C) y una fresca y variable entre principios de junio y la primera mitad de agosto (con mínimas en promedio de 5 °C y máximas promedio de 16 °C), oscilando las temperaturas promedio anuales entre los 11 °C (mínima), y los 24 °C (máxima). Llueve más en verano que en invierno, con un volumen de precipitaciones total de entre 800 y 1300 mm al año (según el hemiciclo climático: húmedo).

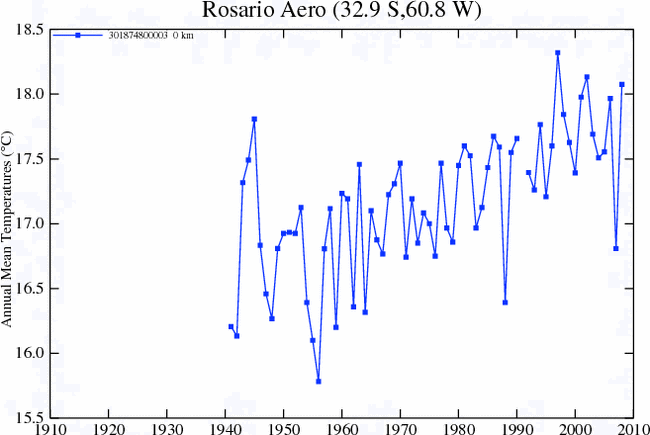
Temperaturas en casilla desde 1941, indicando la tropicalización de Rosario.

Casi no existen fenómenos climáticos extremos en Rosario. La nieve es un fenómeno excepcional: la última nevada fue el 16 de julio de 1973, aunque el 9 de julio de 2007 cayó aguanieve en algunas zonas de la ciudad. Anteriormente hubo algunas nevadas registradas: 1918; 1928, 1935; 1941 y 6 de agosto de 1954.
Un riesgo factible son los tornados y tormentas severas, con un pico de frecuencia entre octubre y marzo. Estos fenómenos se generan por los encuentros de una masa húmeda y cálida del norte del país y el Pampero: fría y seca del sector sur argentino.
Las inundaciones ocasionalmente afectan a algunas de las zonas más bajas de la ciudad. En marzo de 2007, una cantidad excepcional de lluvias (pero inferior a la potencialidad pluviosa de Rosario, con una cadencia de 55 mm cada 30 min) inundaron partes de Rosario y forzaron a miles de personas a abandonar sus casas; y a escuelas y fábricas a suspender sus actividades.
| Parámetros climáticos promedio de Rosario Aero, Santa Fe | Parámetros climáticos promedio de Rosario Aero, Santa Fe | Parámetros climáticos promedio de Rosario Aero, Santa Fe | Parámetros climáticos promedio de Rosario Aero, Santa Fe | Parámetros climáticos promedio de Rosario Aero, Santa Fe | Parámetros climáticos promedio de Rosario Aero, Santa Fe | Parámetros climáticos promedio de Rosario Aero, Santa Fe | Parámetros climáticos promedio de Rosario Aero, Santa Fe | Parámetros climáticos promedio de Rosario Aero, Santa Fe | Parámetros climáticos promedio de Rosario Aero, Santa Fe | Parámetros climáticos promedio de Rosario Aero, Santa Fe | Parámetros climáticos promedio de Rosario Aero, Santa Fe | Parámetros climáticos promedio de Rosario Aero, Santa Fe | Parámetros climáticos promedio de Rosario Aero, Santa Fe |
| Mes                                                      | Ene.                                                     | Feb.                                                     | Mar.                                                     | Abr.                                                     | May.                                                     | Jun.                                                     | Jul.                                                     | Ago.                                                     | Sep.                                                     | Oct.                                                     | Nov.                                                     | Dic.                                                     | Anual                                                    |
| -------------------------------------------------------- | -------------------------------------------------------- | -------------------------------------------------------- | -------------------------------------------------------- | -------------------------------------------------------- | -------------------------------------------------------- | -------------------------------------------------------- | -------------------------------------------------------- | -------------------------------------------------------- | -------------------------------------------------------- | -------------------------------------------------------- | -------------------------------------------------------- | -------------------------------------------------------- | -------------------------------------------------------- |
| Temp. máx. abs. (°C)                                     | 40.5                                                     | 38.1                                                     | 36.5                                                     | 34.3                                                     | 32.9                                                     | 29.0                                                     | 31.6                                                     | 36.1                                                     | 37.3                                                     | 38.0                                                     | 39.4                                                     | 40.3                                                     | 40.5                                                     |
| Temp. máx. media (°C)                                    | 30.9                                                     | 29.4                                                     | 27.7                                                     | 23.9                                                     | 20.1                                                     | 17.0                                                     | 16.5                                                     | 19.2                                                     | 21.5                                                     | 24.3                                                     | 27.5                                                     | 29.8                                                     | 24.0                                                     |
| Temp. media (°C)                                         | 24.8                                                     | 23.4                                                     | 21.5                                                     | 17.7                                                     | 14.2                                                     | 11.0                                                     | 10.1                                                     | 12.3                                                     | 15.0                                                     | 18.2                                                     | 21.3                                                     | 23.6                                                     | 17.8                                                     |
| Temp. mín. media (°C)                                    | 18.7                                                     | 17.7                                                     | 16.0                                                     | 12.4                                                     | 9.4                                                      | 6.2                                                      | 4.9                                                      | 6.3                                                      | 8.7                                                      | 12.3                                                     | 15.0                                                     | 17.3                                                     | 12.1                                                     |
| Temp. mín. abs. (°C)                                     | 8.6                                                      | 6.9                                                      | 4.2                                                      | -0.3                                                     | -5.7                                                     | -5.6                                                     | -8.4                                                     | -7.8                                                     | -3.4                                                     | 0.0                                                      | 1.8                                                      | 6.2                                                      | -8.4                                                     |
| Precipitación total (mm)                                 | 120.7                                                    | 127.4                                                    | 138.4                                                    | 119.9                                                    | 57.7                                                     | 28.3                                                     | 23.0                                                     | 35.3                                                     | 48.0                                                     | 118.7                                                    | 108.2                                                    | 127.9                                                    | 1053.4                                                   |
| Días de precipitaciones (≥ 0.1 mm)                       | 7.3                                                      | 7.7                                                      | 7.4                                                      | 8.5                                                      | 5.3                                                      | 4.5                                                      | 4.2                                                      | 3.6                                                      | 5.3                                                      | 8.9                                                      | 8.2                                                      | 9.0                                                      | 79.8                                                     |
| Horas de sol                                             | 313.1                                                    | 271.2                                                    | 244.9                                                    | 216.0                                                    | 189.1                                                    | 150.0                                                    | 164.3                                                    | 201.5                                                    | 201.0                                                    | 232.5                                                    | 270.0                                                    | 291.4                                                    | 2745.0                                                   |
| Humedad relativa (%)                                     | 67.8                                                     | 72.8                                                     | 75.4                                                     | 78.1                                                     | 81.0                                                     | 80.9                                                     | 77.9                                                     | 72.6                                                     | 68.5                                                     | 69.3                                                     | 65.6                                                     | 65.5                                                     | 72.9                                                     |
| Fuente n.º 1: Servicio Meteorológico Nacional            |                                                          |                                                          |                                                          |                                                          |                                                          |                                                          |                                                          |                                                          |                                                          |                                                          |                                                          |                                                          |                                                          |
| Fuente n.º 2: UNLP (sun only)                            |                                                          |                                                          |                                                          |                                                          |                                                          |                                                          |                                                          |                                                          |                                                          |                                                          |                                                          |                                                          |                                                          |

### Sismicidad
La región responde a la «subfalla del río Paraná», y a la «subfalla del Río de la Plata», y a la falla de «Punta del Este», con sismicidad baja. El último terremoto fue a las 3:20 hora local (UTC-3) del 5 de junio de 1888, hace 137 años, con una magnitud aproximadamente de 5.0 en la escala de Richter. (Véase Terremoto del Río de la Plata en 1888).

## Estructura urbana

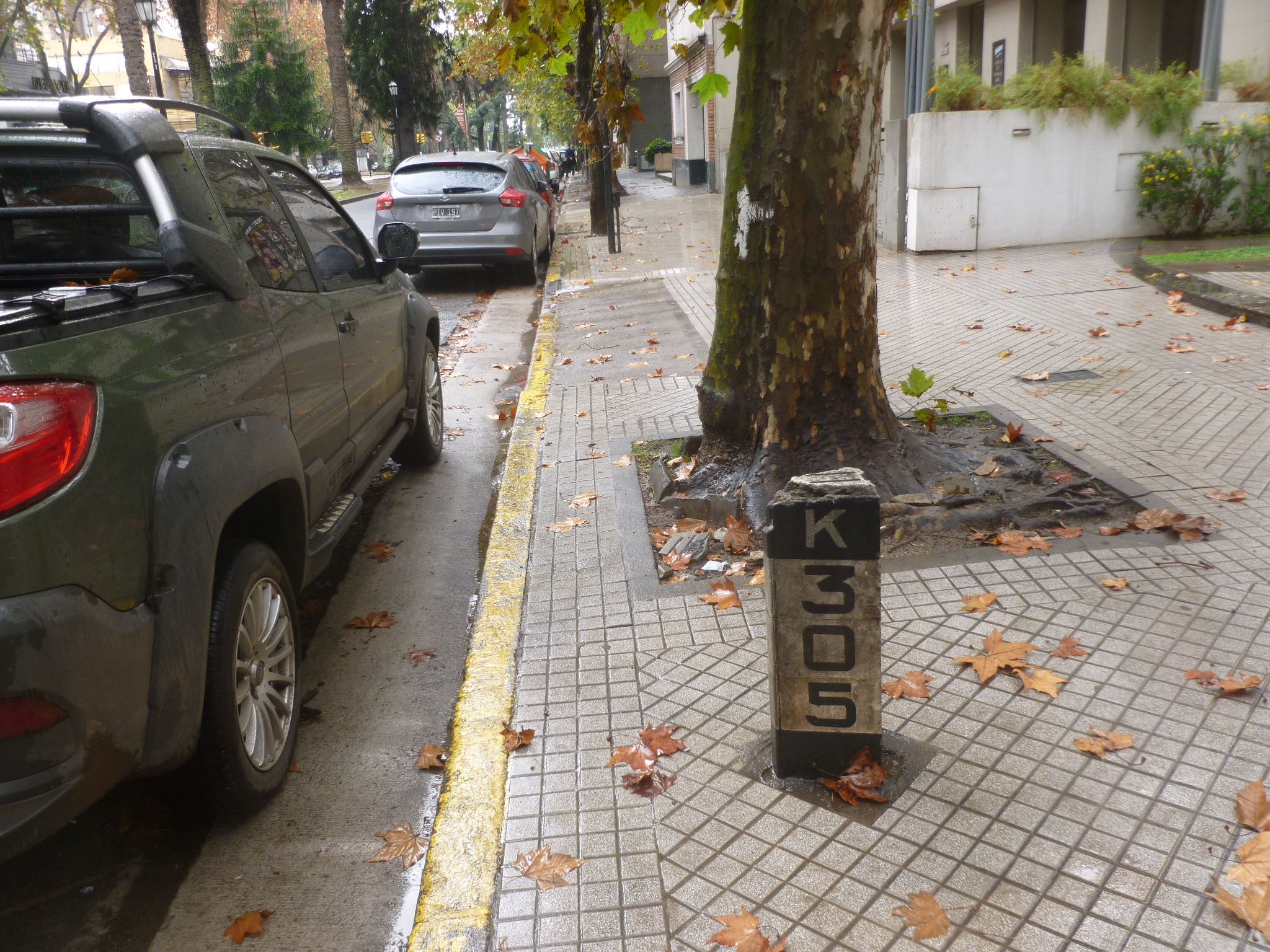
Antiguo mojón kilométrico de la ex traza de la Ruta Nacional 9, Bv. Oroño 35.

La ciudad de Rosario está situada sobre la alta barranca de la margen derecha del río Paraná, en un punto donde dicha barranca se separa del río. Allí una suave cuesta natural conocida como Bajada Sargento Cabral la une al bajo portuario. Durante mucho tiempo, este fue el único acceso al Puerto de Rosario, hasta que fueron realizados diversos cortes en la barranca para acceder al bajo.
El punto de origen de la ciudad es la plaza Veinticinco de Mayo, alrededor de la cual se encuentran el edificio de la Municipalidad (el Palacio de los Leones), la Basílica Catedral de Nuestra Señora del Rosario (Arzobispado de Rosario), los edificios del Palacio de Correos, el Museo de Arte Decorativo y la Bola de Nieve, un emblemático edificio de viviendas.
Las calles de Rosario siguen con gran regularidad el trazado de damero o cuadrícula, con la excepción de la zona alrededor de la Bajada Sargento Cabral, donde las calles son algo más irregulares, debido a las características del terreno.
La estructura urbana está organizada por dos grandes arterias: el bulevar Oroño, en sentido norte-sur, y la avenida Pellegrini, en sentido este-oeste. Ambas delimitan, junto al río, al centro de la ciudad. El carácter de estas dos arterias es distinto: mientras Oroño se encuentra poblada por antiguos edificios y casas señoriales y cuenta con un amplio cantero central profusamente arbolado, destinado al paseo de los peatones, Pellegrini es una avenida comercial de intenso tránsito donde se encuentran numerosos restaurantes y heladerías, siendo uno de los centros comerciales más importantes de la ciudad.

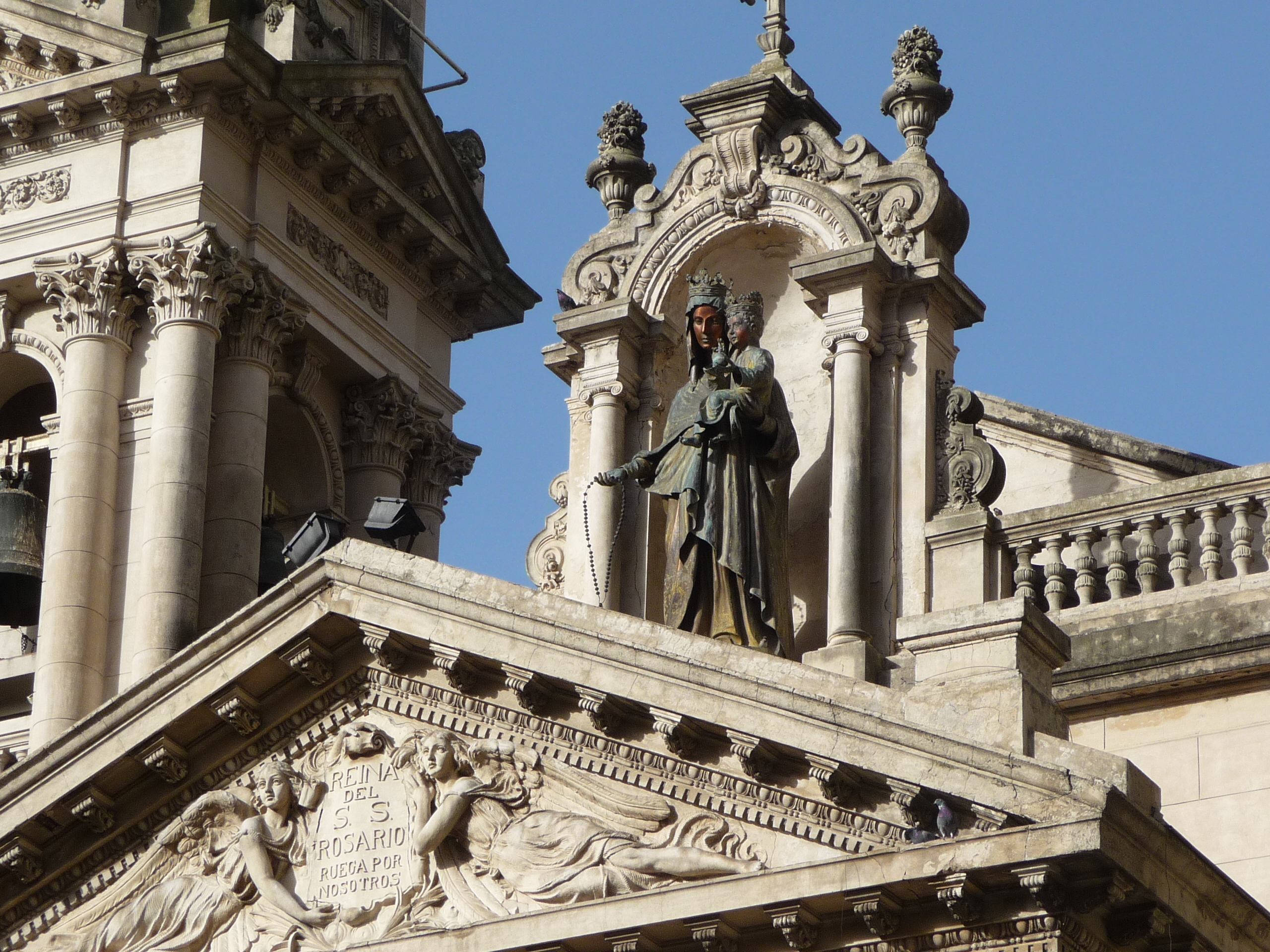
Catedral de Rosario. Detalle de la fachada.

En la confluencia de ambos se encuentra el parque Independencia, que cubre 64 hectáreas y es la principal zona verde de la ciudad. En el parque se encuentran el Museo Municipal de Bellas Artes «Juan B. Castagnino», los predios de los clubes deportivos Newell's Old Boys, Provincial y Gimnasia y Esgrima de Rosario, el hipódromo y el antiguo predio de la Sociedad Rural Argentina. También hay una gran cantidad de estatuas; las cuales incluyen piezas como las de Giuseppe Garibaldi y el monumento ecuestre a Manuel Belgrano, y otras como las dedicadas a Ludwig van Beethoven y a José Hernández, del escultor rosarino Erminio Blotta (1892-1976).
En el microcentro, la calle Córdoba es la principal, convirtiéndose en calle peatonal por siete cuadras, entre la plaza Veinticinco de Mayo y la plaza Pringles.
Hacia el oeste, por calle Córdoba continúa el llamado Paseo del Siglo, así denominado porque desde plaza Pringles hasta Oroño se encuentran las viviendas de las familias más ricas de Rosario a principios del siglo XX. Aquí se podrá observar una de las zonas con más riqueza arquitectónica de la ciudad. Sobre calle Córdoba también se encuentra la plaza San Martín, alrededor de la cual se encuentran los edificios que en su momento albergaron a los Tribunales y a la Policía, hoy sedes de facultades, museos y la delegación del Gobierno de la provincia.
Entre sus calles más importantes se encuentra calle España donde en su unión con calle Córdoba configura una de las esquinas más «populares» de la ciudad de Rosario. La calle Córdoba continúa hasta el límite municipal donde enlaza con la Ruta 9 que la conecta con la ciudad de Córdoba. Este era el antiguo camino de las carretas hacia Córdoba y el Alto Perú y el nombre de la calle deriva de esa misma huella.

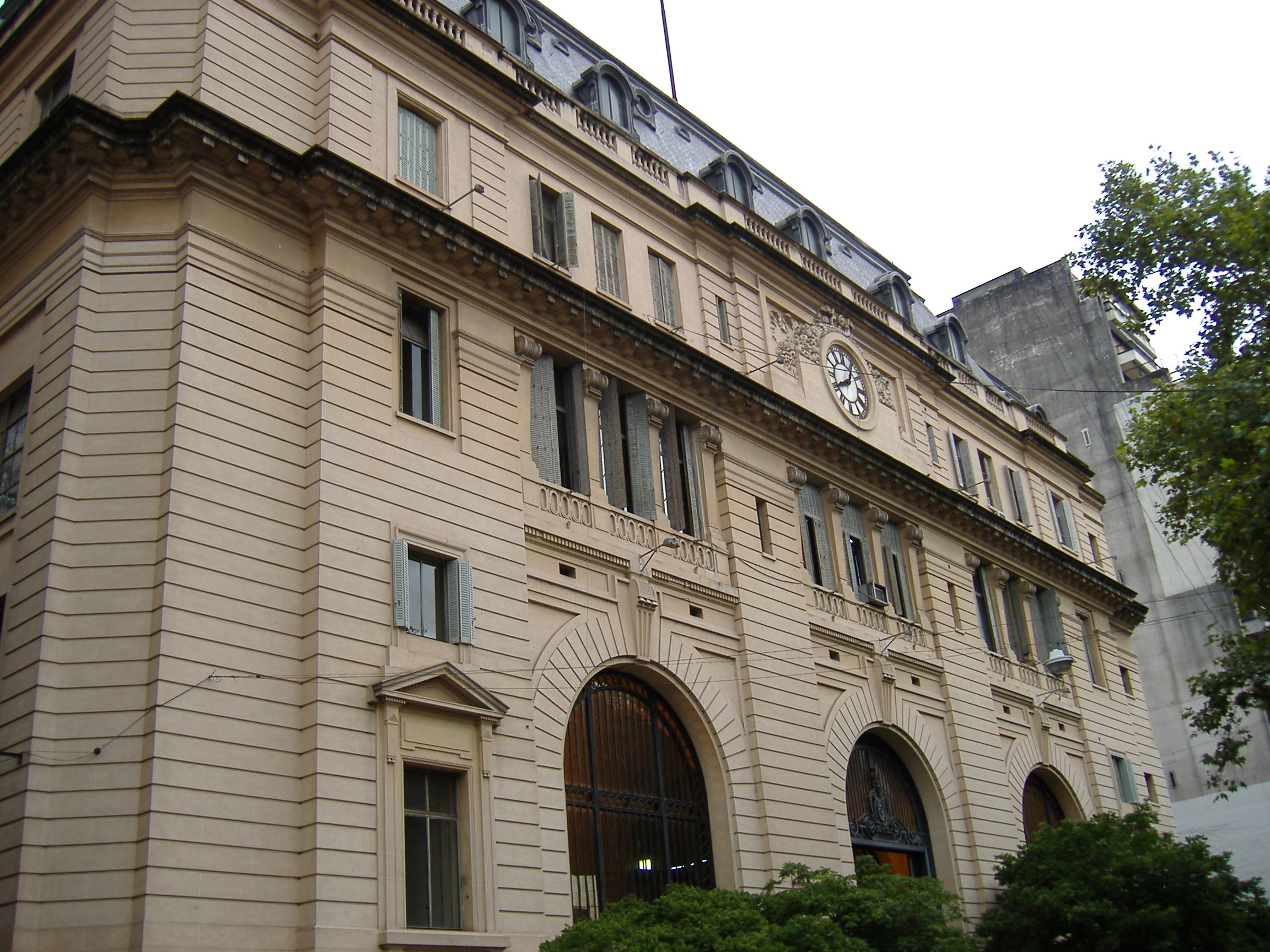
Correo Central.

De la plaza Veinticinco de Mayo, hacia el río, surge entre la catedral y la municipalidad, el Pasaje Juramento, que lleva hasta el Monumento Histórico Nacional a la Bandera, finalizado en 1957 para conmemorar el lugar donde, en 1812, se enarboló por primera vez la bandera argentina.
Modernista, con detalles art decó, es la fachada del edificio de calle Buenos Aires 948, para el Club Gimnasia y Esgrima de Rosario (GER), coronada por una quebrada cornisa colonial con pináculos torneados. Son destacables los trabajos en hierro combinado con bronce de rejas, farolas y portal. Estas verjas artísticas son muy poco transparentes debido al espesor de sus barrotes y a la densa ornamentación aplicada por Ángel Guido.
En el centro también se encuentran la peatonal San Martín, la plaza Santiago Montenegro (antigua Pinasco) y la plaza Sarmiento (antigua Santa Rosa), entre otros puntos importantes.
Hay dos principales barrios en el centro sureste de la ciudad que limitan entre sí barrio general San Martín y barrio República de la Sexta, en este se encuentra la Ciudad Universitaria dependiente de la UNR. Los principales barrios del sur son barrio Tablada, Parque Casado, Tiro Suizo, Las Heras, Las Delicias, Saladillo y Las Flores. Hacia el sur, la ciudad termina en el arroyo Saladillo, que a principios del siglo XX era lugar de recreo para la población pudiente de la ciudad.
Hacia el oeste, luego de bulevar Oroño se encuentran paralelas las avenidas Ovidio Lagos y Francia, el bulevar Avellaneda y la avenida Provincias Unidas.

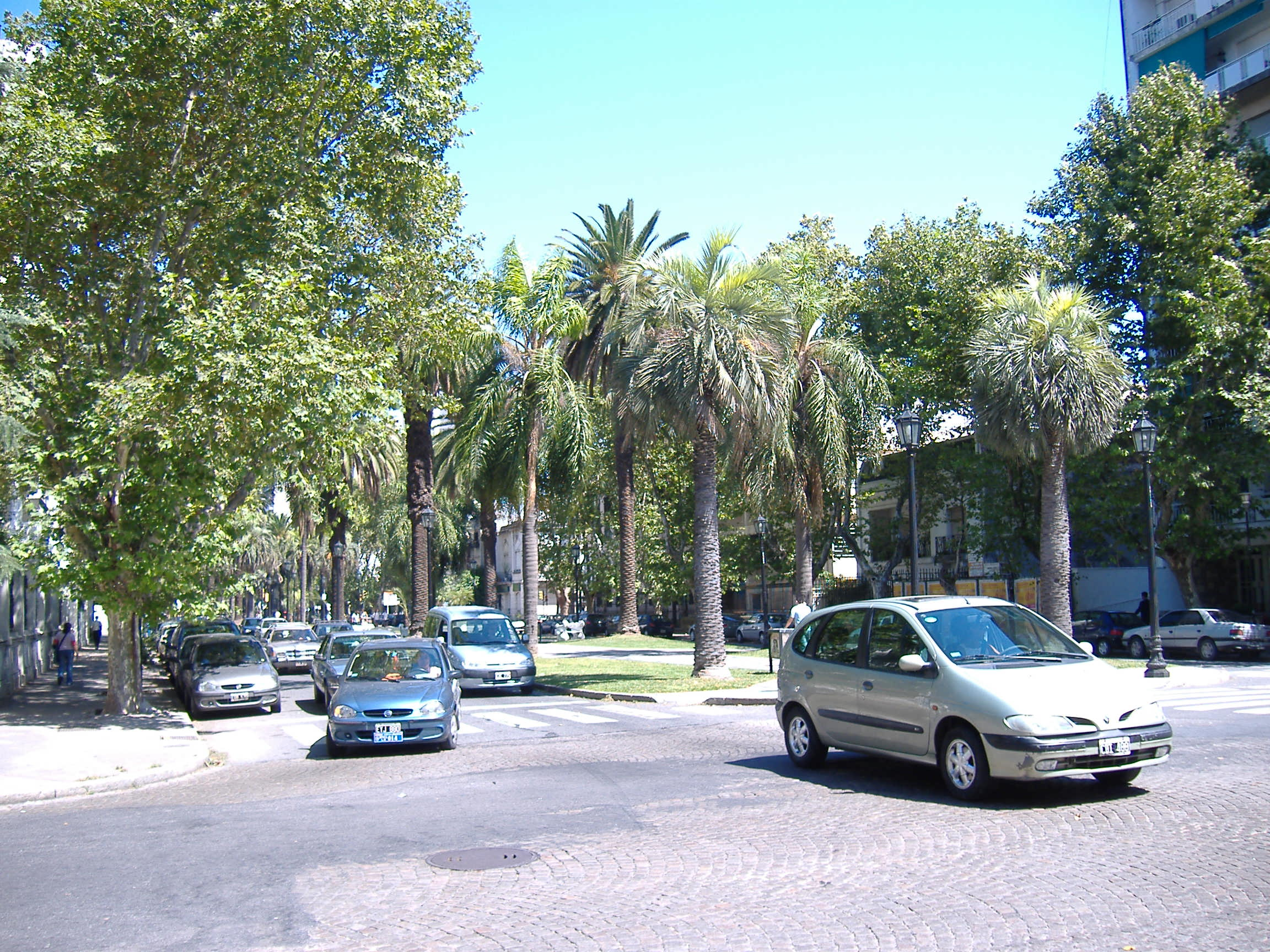
Bulevar Oroño.

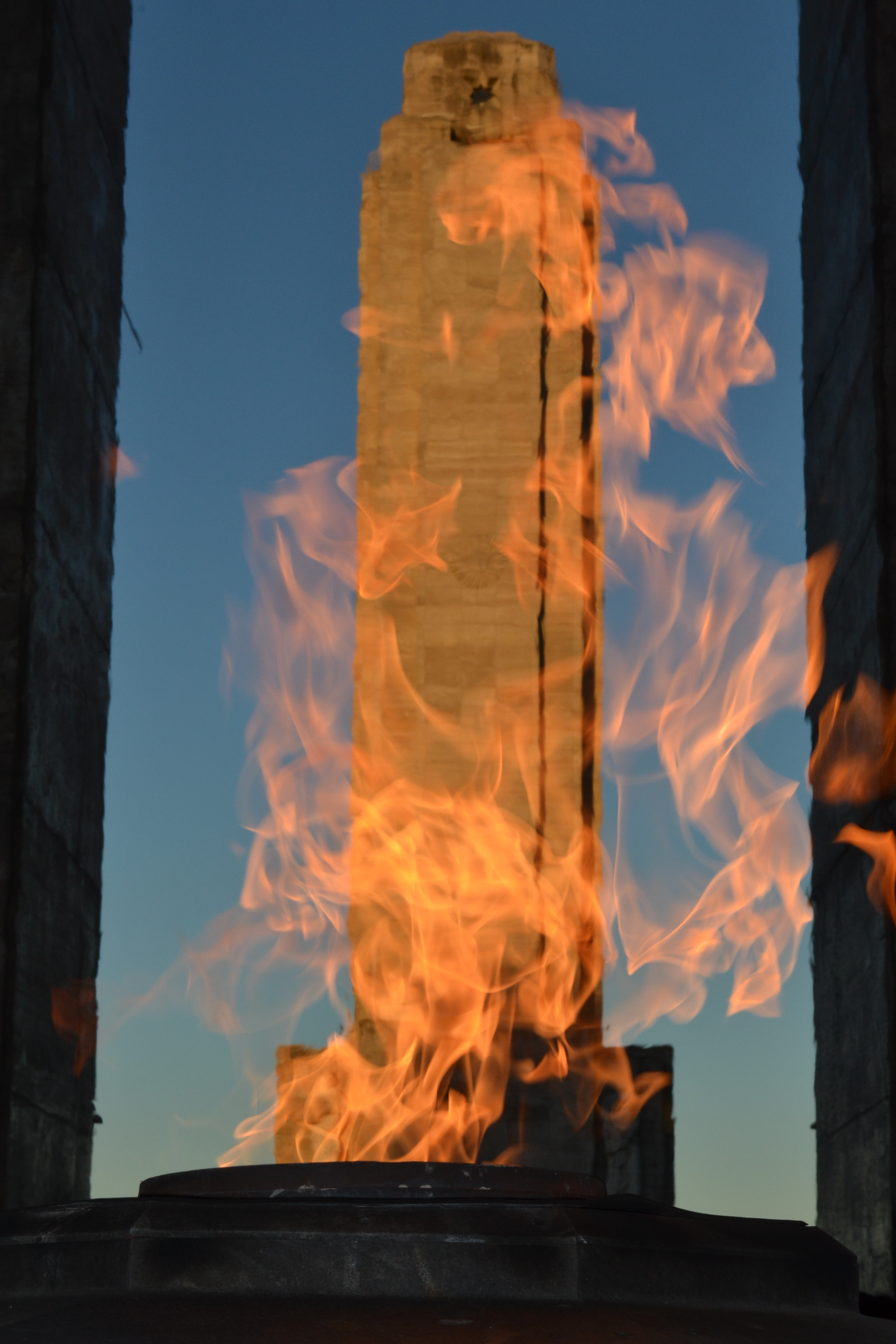
Una parte del Monumento a la bandera nacional.

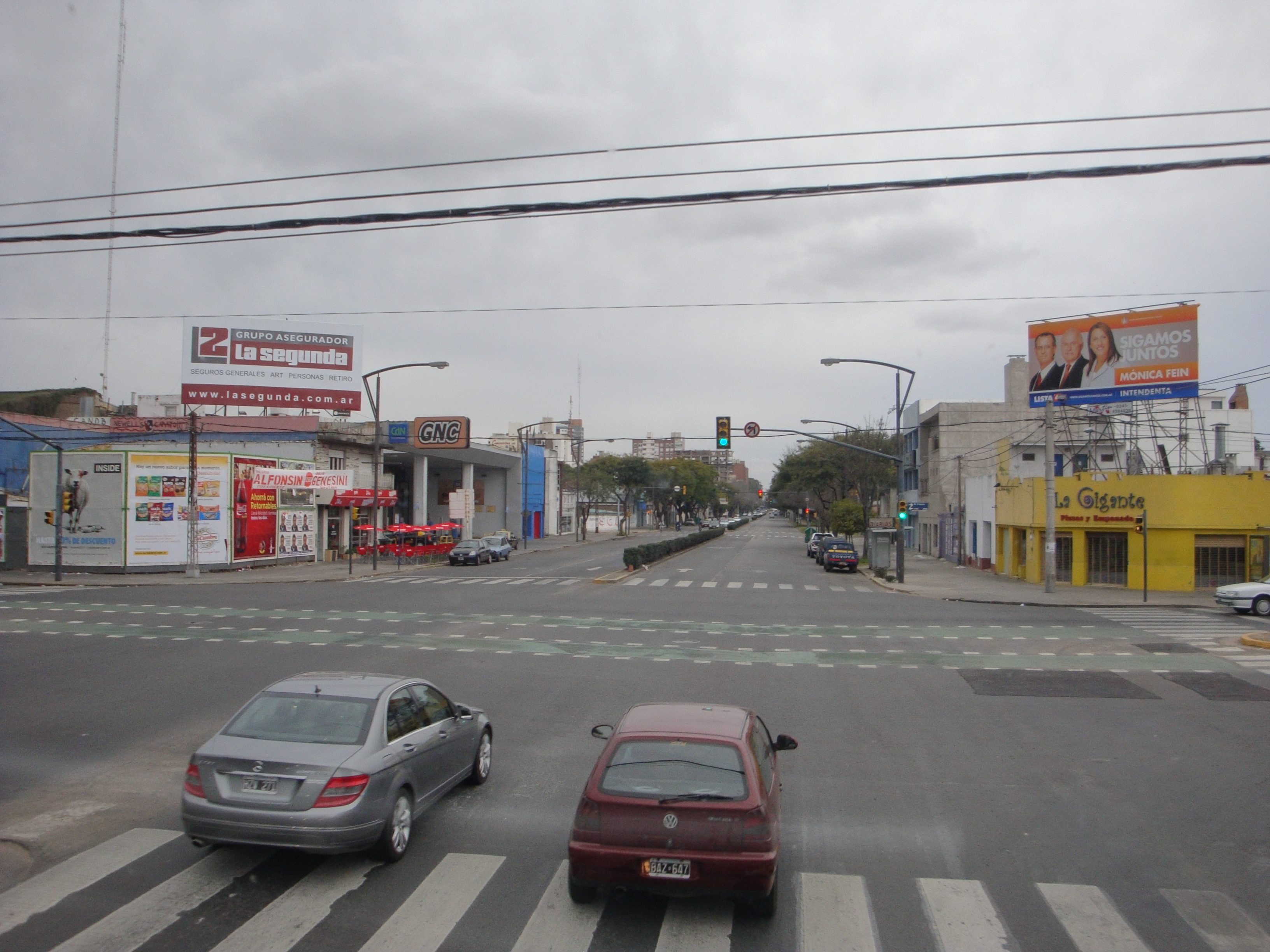
Avenida Pellegrini y Avenida Francia, Rosario.

Rosario está dividida en 6 distritos que contienen 61 barrios. A su vez muchos de los barrios tienen vecinales independientes que pueden ser consideradas barrios no oficiales.

### Barrios de Rosario
| Barrio                 | Distrito |
| ---------------------- | -------- |
| Abasto                 | Centro   |
| Acindar                | Suroeste |
| Alberdi                | Norte    |
| Altos de Mendoza       | Noroeste |
| Bella Vista            | Oeste    |
| Belgrano               | Noroeste |
| Bernardo de Irigoyen   | Sur      |
| Celedonio Escalada     | Norte    |
| Cristalería            | Norte    |
| Domingo Matheu         | Sur      |
| Echesortu              | Centro   |
| El Gráfico             | Noroeste |
| Empalme Graneros       | Noroeste |
| España y Hospitales    | Centro   |
| Fisherton              | Noroeste |
| Fisherton Industrial   | Noroeste |
| General Las Heras      | Sur      |
| Godoy                  | Oeste    |
| Grandoli               | Sur      |
| Hostal del Sol         | Noroeste |
| Hume                   | Suroeste |
| La Cerámica            | Norte    |
| La Florida             | Norte    |
| La Granada             | Sur      |
| La Guardia             | Sur      |
| Larrea                 | Noroeste |
| Las Delicias           | Suroeste |
| Las Flores             | Suroeste |
| Lisandro de la torre   | Norte    |
| Lourdes                | Centro   |
| Ludueña                | Noroeste |
| Martin                 | Centro   |
| Mercedes de San Martín | Suroeste |
| Moderno                | Oeste    |
| Nuevo Alberdi          | Norte    |
| Parque Casado          | Centro   |
| Parque Casas           | Norte    |
| Parque Field           | Norte    |
| Pichincha              | Centro   |
| Puente Gallegos        | Suroeste |
| Puerto Norte           | Norte    |
| Islas Malvinas         | Norte    |
| República de la Sexta  | Centro   |
| R.Saenz Peña           | Sur      |
| Rosario Centro         | Centro   |
| Rucci                  | Norte    |
| Sarmiento              | Norte    |
| Saladillo              | Sur      |
| San Eduardo            | Noroeste |
| Santa Lucía            | Oeste    |
| Sorrento               | Norte    |
| Tablada (San Martín)   | Sur      |
| Tango                  | Noroeste |
| Tío Rolo               | Suroeste |
| Tiro Suizo             | Sur      |
| Triángulo              | Oeste    |
| Vicente López y Planes | Sur      |
| Villa Urquiza          | Oeste    |
| 7 de Septiembre        | Noroeste |
| 17 de agosto           | Suroeste |

| Barrio                 | Distrito |
| ---------------------- | -------- |
| Lomas de Alberdi       | Norte    |
| Fisherton R            | Noroeste |
| Tierra Nueva           | Noroeste |
| Emaús                  | Noroeste |
| Villa Manuelita        | Sur      |
| Loteo Avellaneda Oeste | Oeste    |
| Magnano                | Sur      |
| Villa Floresta         | Noroeste |
| Villa Moreno           | Sur      |
| El Mangrullo           | Sur      |
| Los Unidos             | Noroeste |
| Stella Maris           | Noroeste |

| Villa         | Barrio              |
| ------------- | ------------------- |
| Vía Honda     | Moderno y Triángulo |
| Villa Banana  | Bella Vista         |
| Villa Empalme | Empalme Graneros    |
| Villa La Lata |                     |

### Complejos habitacionales
Los complejos habitacionales o viviendas multifamiliares - unifamiliares se popularizaron después de la Segunda Guerra Mundial siguiendo las ideas de arquitectura moderna de Le Corbusier, y Rosario adquirió en 1950 un plan urbano para sus próximas décadas llevar a cabo mucha de sus barrios. Bajo ese concepto se construyeron los barrios Parque Field, José Ignacio Rucci, y el mega complejo Grandoli con fondos nacionales y de denominación FONAVI, es el barrio multifamiliar más grande de Argentina.
En 2005 la municipalidad de Rosario llevó adelante el Plan de Parque Habitacionales Integrados, una serie masiva de viviendas y bloques a precios accesibles para eliminar los asentamientos informales, calidad de vida y control del uso del suelo.
| Barrio                                               | Distrito |
| ---------------------------------------------------- | -------- |
| FONAVI Latinoamérica                                 | Centro   |
| Parque Habitacional Bouchard (Proyecto)              | Norte    |
| Parque Habitacional Calasanz (en construcción)       | Noroeste |
| Parque Habitacional Ibarlucea                        | Norte    |
| Parque Habitacional Ibarlucea Este o barrio olìmpico | Noroeste |
| Parque Habitacional Newbery (Proyecto)               | Noroeste |
| Supercemento                                         | Noroeste |
| La Travesía                                          | Norte    |

### Barrios cerrados y countries
Los barrios cerrados siempre han sido cuestionados en la ciudad de Rosario y la municipalidad les exige múltiples condiciones a los inversores. Además las situaciones sociales y de seguridad los volvieron poco rentables. Los privados suelen invertir en el Gran Rosario en ciudades como Funes, Roldán y Pueblo Esther, donde los propietarios están más conformes y las autoridades imponen situaciones más favorables.
| Barrio                    | Distrito |
| ------------------------- | -------- |
| Contry Aldea              | Noroeste |
| Country Carlos Pellegrini | Noroeste |
| Aldea del Lago            | Noroeste |
| Los Pasos                 | Noroeste |
| Palos Verdes              | Noroeste |

### La ribera

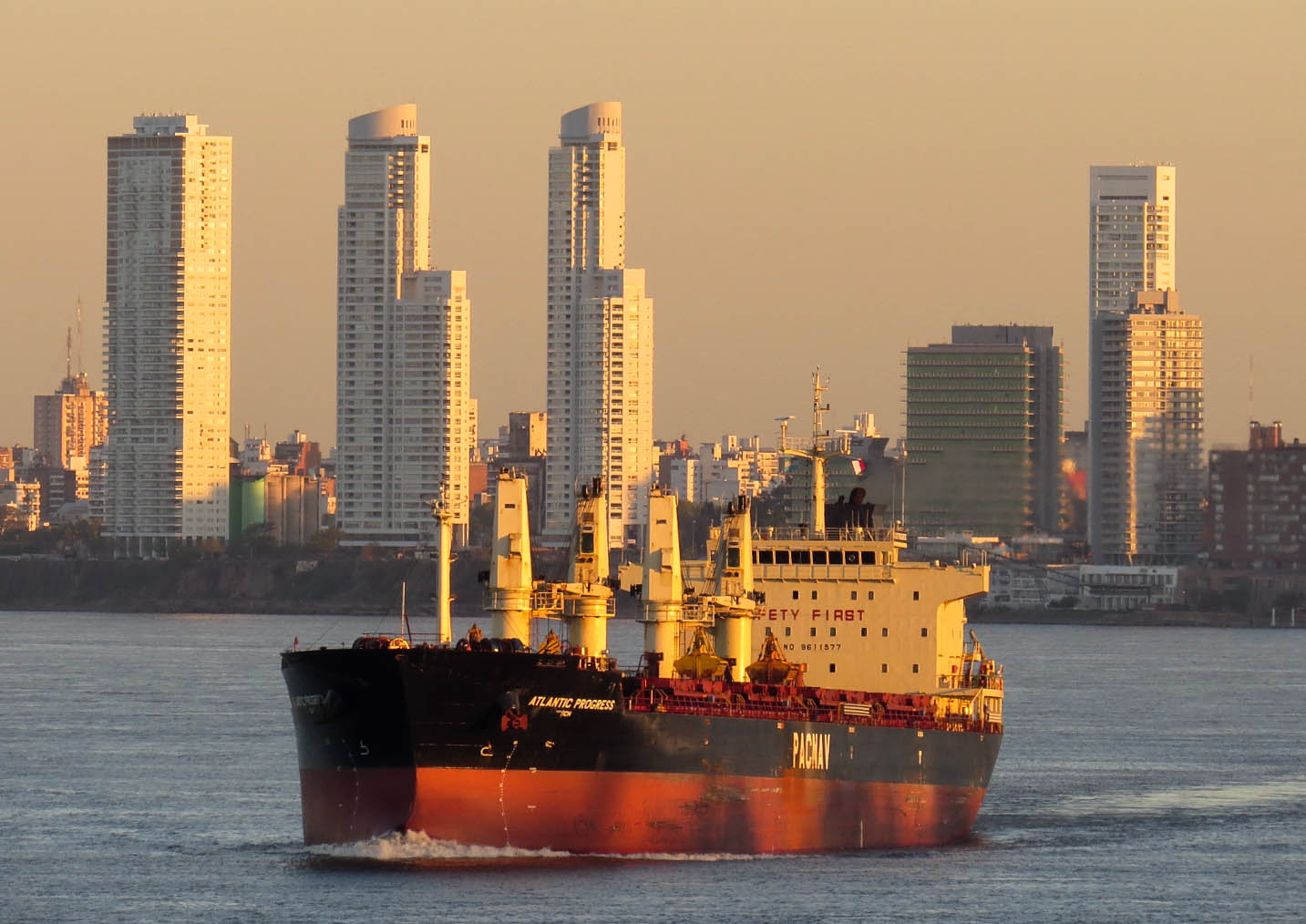
Rosario y el río Paraná.

Un aspecto urbano importante de Rosario es su costa frente al Río Paraná. La ciudad recuperó su ribera en la última década del siglo XX, gracias a la reorganización de los terrenos portuarios y ferroviarios que la ocupaban. Desde el centro, e inmediatamente al norte del puerto, construido bajo la dirección de Abel Julien Pagnard, se suceden a lo largo de la costa el parque Urquiza, el parque nacional a la Bandera, el parque de España, el de las Colectividades, el Sunchales, el parque Alem y el Balneario La Florida.
Entre estos se destaca el Parque de España, cuya piedra fundamental fue puesta en 1985 con la presencia de los reyes de España, país que se encargó de las obras como ofrenda a su comunidad residente en Rosario.
El complejo abrió en 1992, con la presencia de la infanta Cristina de Borbón, en conmemoración a los quinientos años de la llegada de Colón al continente americano. El parque conecta el bajo con la barranca por medio de un par de escalinatas, flanqueadas por dos grandes columnas en obvia alusión a los Columnas de Hércules del escudo español.
Bajo estas escaleras se encuentra un centro cultural, donde en 2004 se realizó parte del III Congreso Internacional de la Lengua Española (realizado en la ciudad de Rosario, del 17 al 20 de noviembre).

### Otros predios y espacios recreativos

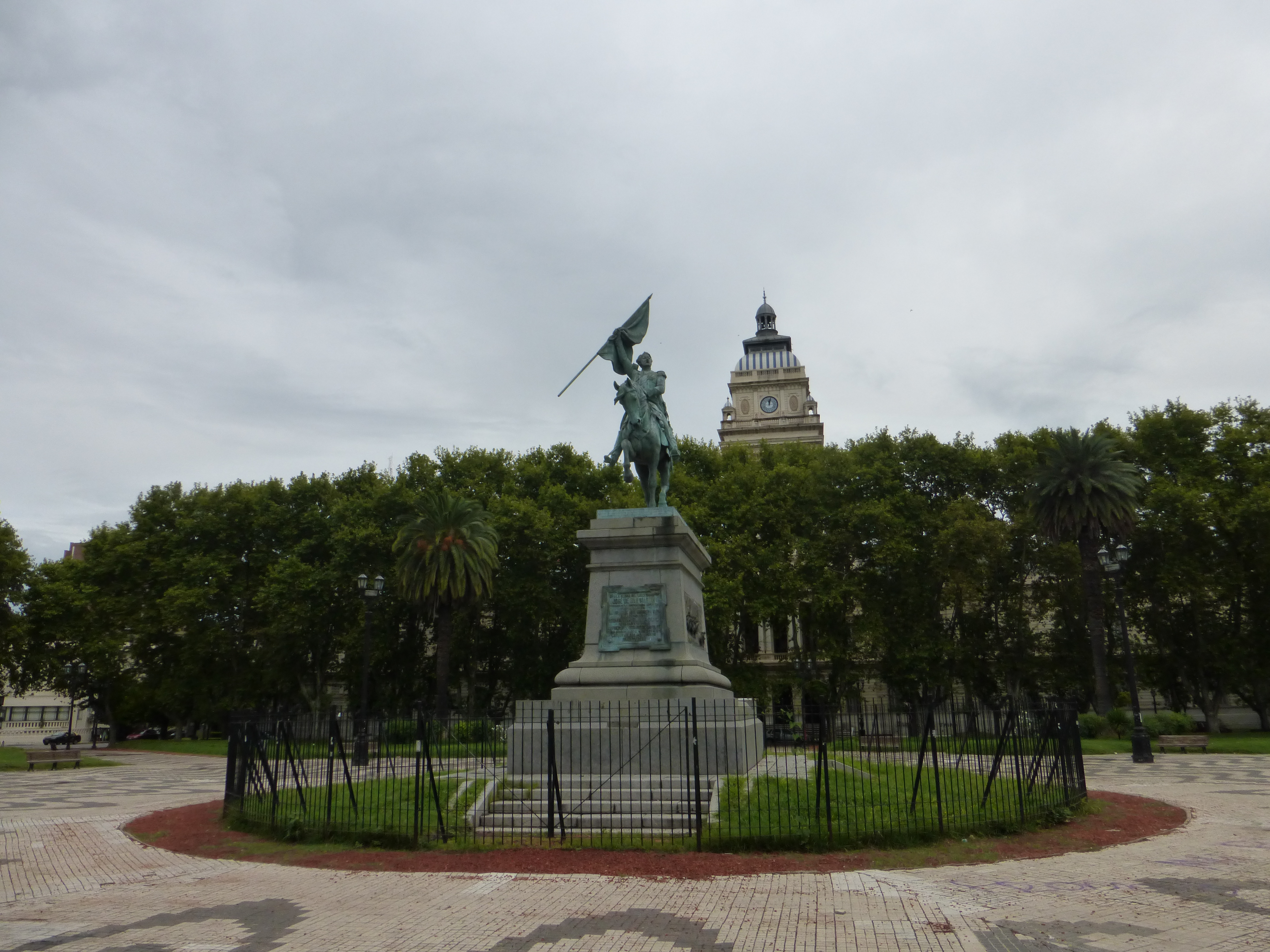
Plaza San Martín - Rosario.

Además de los ya mencionados anteriormente podemos citar:
- Parques temáticos:

Granja de la Infancia, Jardín de los Niños, La Isla de los Inventos, estos tres denominados oficialmente «Tríptico de la Infancia»,
Parque Infantil de Educación Vial y Escuela Abierta de Educación Vial.
- Predios recreativos y parques municipales:

Complejo Belgrano Centro, Piletas del Parque Alem, Estadio Municipal Jorge Newbery, Balneario del Saladillo, Parque del Mercado, Parque Oeste, Polideportivo Parque Norte, Parque Regional Sur, Polideportivo «Deliot», Centro Deportivo «Barrio Las Flores», Polideportivo «Nueve de Julio», Polideportivo «Barrio Cristalería», Parque Hipólito Yrigoyen, Parque Italia.
- Paseos y predios feriales:

Costa Alta y Paseo del Caminante, Centro de Exposiciones «Patio de la Madera», Anfiteatro Municipal Humberto de Nito, Estación Fluvial, Predio Ferial Parque Independencia y Acuario Municipal.
- Centros culturales municipales:

Centro de Expresiones Contemporáneas (CEC), Centro Cultural Roberto Fontanarrosa, Centro Cultural Parque de España, Complejo Astronómico Municipal, La Casa del Tango, Centro Cultural Parque Alem, Casa del Artista Plástico de Rosario, Centro Audiovisual Rosario, Centro Cultural Cine Lumiére, Centro Cultural Fisherton (ex Estación Antártida Argentina), Centro Cultural Teatro del Viaducto, Estación Parque Urquiza, La Casa de la Poesía y Editorial Municipal de Rosario.
- Mercados y ferias artesanales:

Mercado de Pulgas del Bajo, Mercado Retro La Huella, Feria del Bulevar, Feria de Artesanos de La Florida, Feria de Libros y Papeles, Ferias de verduras y productos artesanales, Feria El Roperito, Feria del Parque Alem, Feria Paños al piso, Feria Paseo de las Artes, Feria Plaza Montenegro, Feria Plaza Sarmiento.

## Población

### Demografía
En 2010 ―según datos del censo de 2010 proporcionados por el INDEC (Instituto Nacional de Estadística y Censos)― la población de la ciudad era de 948 312 habitantes.
Según el mismo censo pero de 2022, la población del departamento Rosario (compuesto por la ciudad y otras 23 localidades más) era de 1 348 725 personas. No discrimina datos específicos de la ciudad.
Esto representa el 37.36 % del total de los habitantes de la provincia de Santa Fe.Según proyecciones de la Municipalidad de Rosario a 2023 la población de la ciudad ascendía a 1 009 037 habitantes. Según los últimos datos entregados por el INDEC y en base al censo realizado en 2022, la ciudad de Rosario tiene una población de 1.029.619 habitantes. 

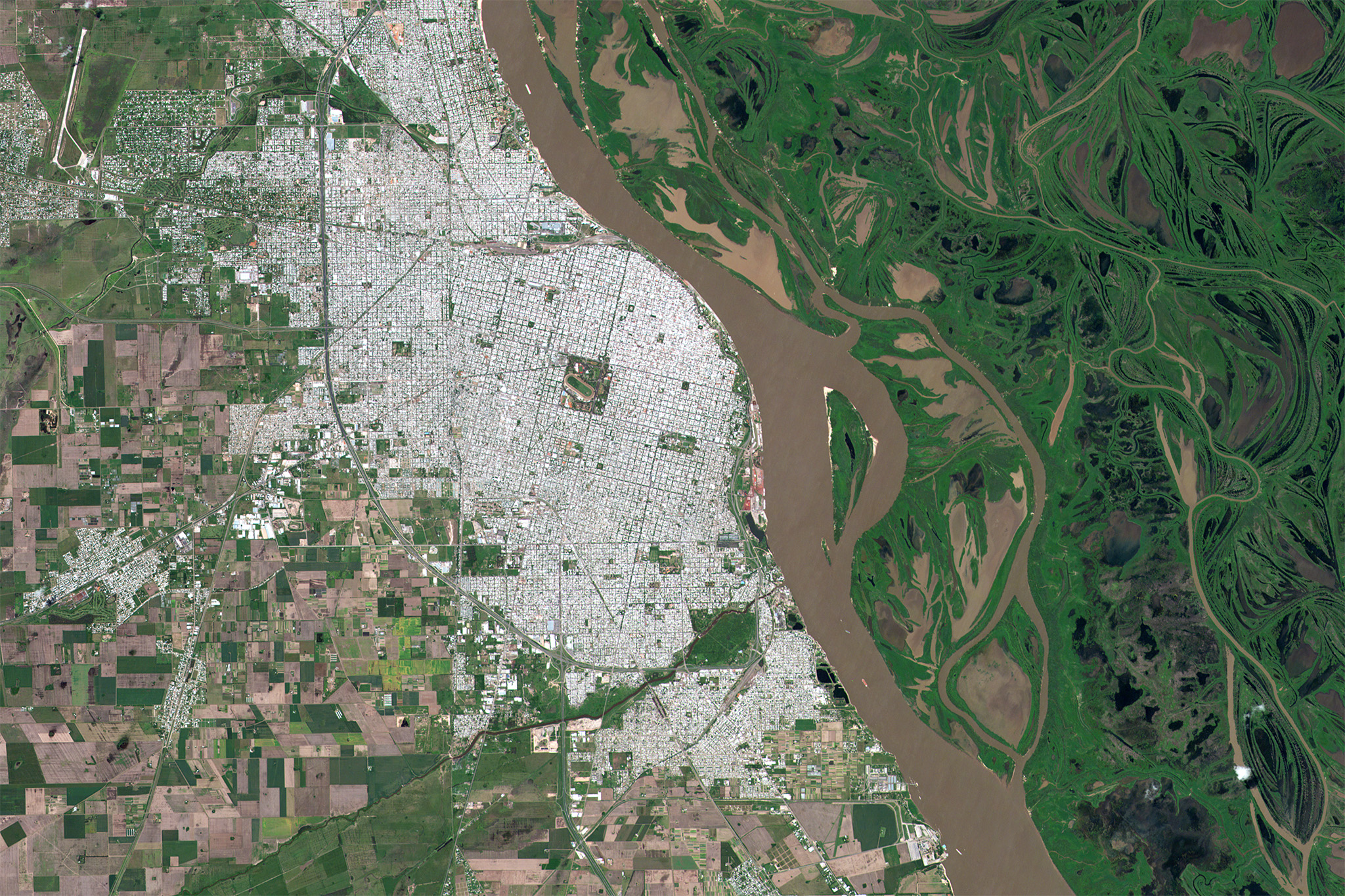
Vista satelital de la ciudad de Rosario.

Pero además, Rosario constituye el núcleo de una aglomeración urbana conocida como Gran Rosario, cuya población se extiende por otras localidades de su mismo departamento y sobre el departamento San Lorenzo y asciende a 1.455.668 habitantes (INDEC 2022) con 317 122 hogar en 305 487 viviendas. Es la tercera aglomeración urbana más poblada de la Argentina , después del Gran Córdoba y por detrás del Gran Buenos Aires. El área metropolitana Rosario contaba con 1.825.930 habitantes (INDEC 2022).

#### Evolución demográfica
Cantidad total de habitantes en Rosario entre 1763 y 2010 sobre la base de datos de censos nacionales y estadísticas oficiales. La ciudad de Rosario en términos de límites políticos fue la segunda más grande del país hasta mediados de la década de 1970. En el censo nacional de 1980, por primera vez Rosario queda como la tercera ciudad en población del país, detrás de Buenos Aires y Córdoba. Ocurre lo mismo en términos de conglomerado urbano (Gran Rosario/área metropolitana) en el cual Rosario sigue ubicándose en tercer lugar detrás del conglomerado urbano de Buenos Aires.
| Gráfica de evolución demográfica de Rosario entre 1763 y 2022                        |
|                                                                                      |
| Fuente: censos nacionales del INDEC. Datos 2023 Proyección Municipalidad de Rosario. |

### Características poblacionales

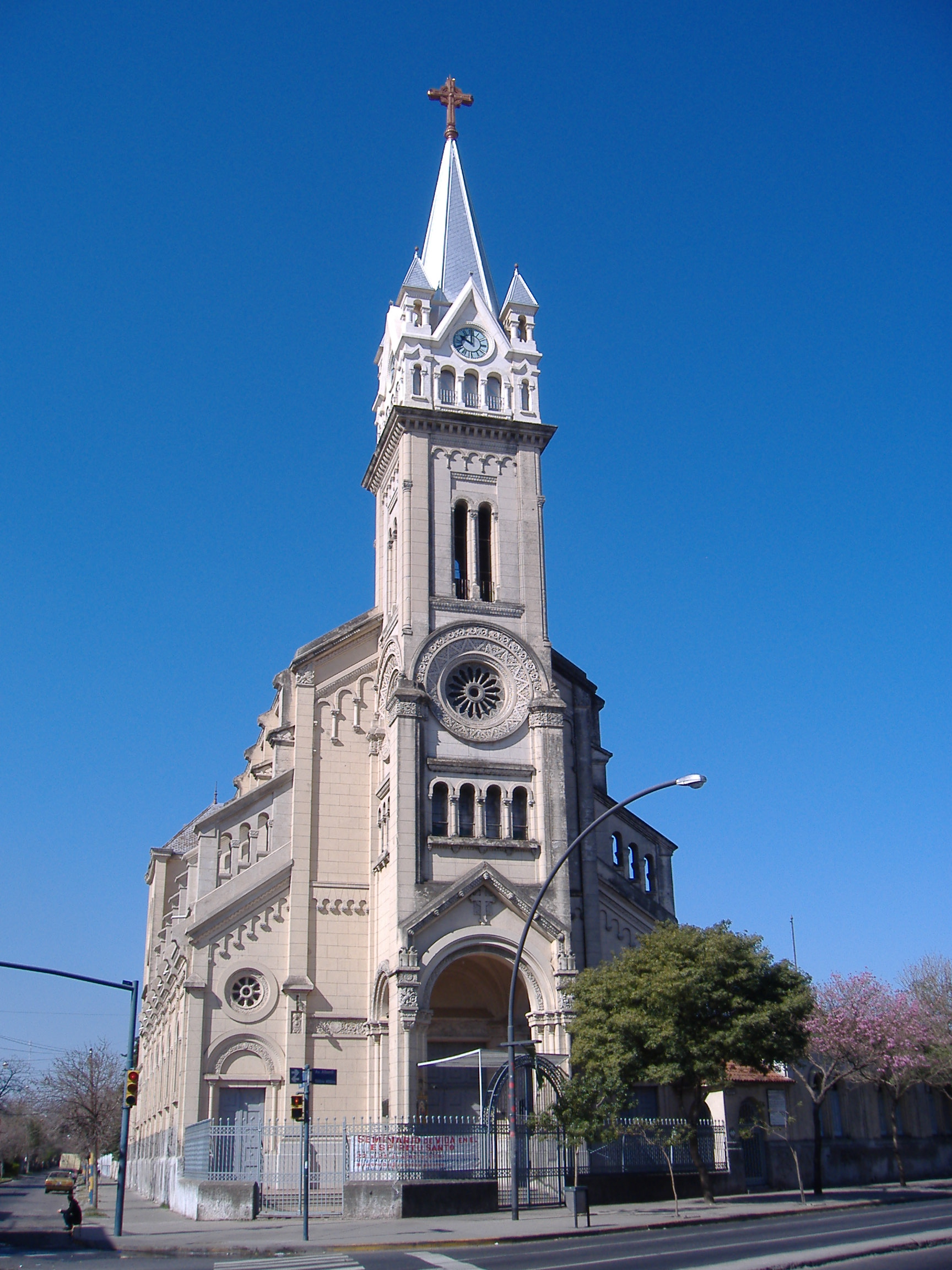
Parroquia del Perpetuo Socorro.

El 71 % de los residentes nacieron en la ciudad de Rosario, el 16 % provienen de otras provincias del país y el 9 % de otras localidades de la provincia; el resto son extranjeros (principalmente de países limítrofes). Según un estudio realizado por el Instituto Provincial de Estadística de la provincia de Santa Fe sobre datos del censo nacional de 2010, se reveló que por primera vez en la historia de los censos los inmigrantes provenientes de Paraguay superaron a los italianos que hasta ese momento habían sido la minoría más importante a lo largo de todos los registros censales conocidos. Otros grupos migrantes de mediana importancia provienen de Perú, Bolivia, Brasil, Uruguay, entre otros.
La mayoría de los rosarinos son descendientes de pueblos de ultramar, fundamentalmente italianos- nacionalidad mayoritaria en Rosario- y españoles. Otras corrientes migratorias importantes fueron: polacos, rusos, mucho de estos últimos pertenecientes al pueblo judío. Otros grupos son: británicos, irlandeses, franceses, alemanes, suizos, griegos, ucranianos, croatas, turcos, árabes (principalmente sirios y libaneses).
Además, desde hace años Rosario recibe un importante flujo de migración interna, principalmente del interior de Santa Fe, además de migraciones provenientes de la provincia del Chaco (noreste del país) y de la etnia aborigen toba/qom, quienes viviendo en la extrema pobreza en su lugar de origen buscan en la gran ciudad un destino mejor.

## Economía

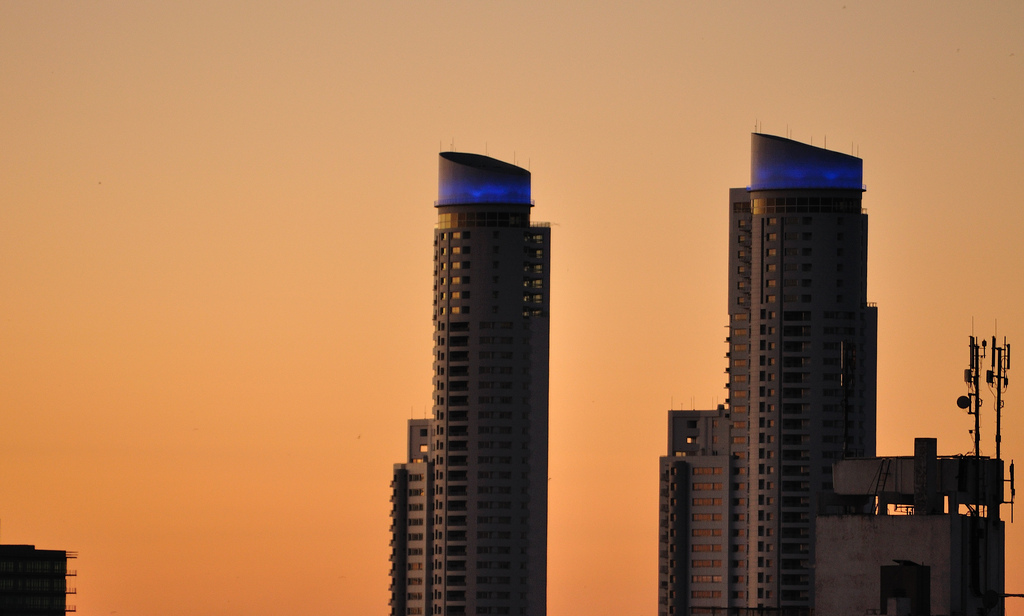
Vista de las torres Dolfines Guaraní.

Rosario forma parte de una región metropolitana cuya economía se basa en los servicios y la industria, generando el segundo PGB urbano per cápita de Argentina, delante del Gran Córdoba y detrás del Gran Buenos Aires.
El principal sector manufacturero es la agroindustria, cuyas plantas están situadas en los sectores norte y sur del Gran Rosario; las inversiones de la última década han transformado a Rosario y el resto de la provincia en el mayor centro de procesamiento de oleaginosas del mundo.
Muchos otros sectores contribuyen a la diversificada oferta industrial de la ciudad.
Rosario y su área metropolitana producen el 10 % de los automóviles, el 30 % de los refrigeradores domésticos, el 40 % de la maquinaria para la industria de la alimentación y el 45 % de las carrocerías para autobuses de media y larga distancia fabricados en la Argentina como por ejemplo Niccoló, San Antonio, Sudamericanas (antigua IMECA), y Metalsur. Las empresas transnacionales con plantas en la región incluyen, entre otras, a General Motors, Cargill, Monroe (Fric Rot), Dreyfus, Unilever, John Deere, Pampa Energía (ex Petrobras), ICI y la antigua Mahle (hoy propiedad de Aros Kim, una empresa argentina).
Los servicios provistos por la ciudad y sus alrededores incluyen:
- la logística, centrada en la actividad portuaria (el nodo portuario del Gran Rosario embarca el 70 % de las exportaciones agroindustriales del país, y es el primero o segundo a nivel mundial en agroexportaciones[61][62]); con empresas de la talla de ADM, Cargill, Nidera, Bunge, Noble y Louis Dreyfus Group.
- la actividad financiera y bursátil (el Rofex, o Mercado a Término de Rosario, concentra el grueso de las operaciones cambiarias a término de la Argentina  Archivado el 4 de agosto de 2004 en Wayback Machine.);
- los servicios informáticos, con la presencia de empresas multinacionales como EDS, Accenture, Neoris y Globant desarrollando software en la ciudad, además de un importante número de pymes;
- un incipiente sector de desarrollo tecnológico en el área de las ciencias biológicas.

El Polo Tecnológico Rosario (PTR) está considerado actualmente el centro tecnológico más importante de Argentina, luego del Parque Tecnológico Litoral Centro de la ciudad de Santa Fe, considerado el más importante de la Argentina y el séptimo de toda Sudamérica. El de Rosario, está constituido por una red de más de 70 empresas y pymes, soporte provincial y municipal, más las dos universidades de Rosario, el PTR se concentra en tres áreas específicas de investigación y desarrollo: biotecnología, desarrollo de software, y telecomunicaciones. Con diez años de antigüedad se proyecta un crecimiento del 100 % para el año 2015, constituyéndose así en uno de los centros tecnológicos más grandes de Latinoamérica.
Además Rosario presenta, desde principios de este siglo, un gran crecimiento a cuanto infraestructura se refiere. Se pueden observar numerosos proyectos residenciales y comerciales, de los cuales se destacan las torres Dolfines Guaraní.

### Aspectos sociales
Desde fines del siglo XIX Rosario tiene un número muy importante de sus habitantes viviendo en condiciones de pobreza, muchos de ellos con poca o nula infraestructura de servicios básicos (cloacas, agua potable).
Los esfuerzos, de aquel entonces, de los gobiernos provincial, municipal y nacional no habían logrado mejoras sustanciales en la lucha contra la pobreza. Esta situación, sumada a los años de recesión y la crisis económica nacional de 2001, ha provocado un aumento incipiente pero sostenido de los índices delictivos.
A partir de la recuperación económica después de la inestabilidad, en 2002, la situación social y económica ha mostrado indicios de mejoría, en particular, en cuanto al índice de desempleo en las áreas de la industria y la construcción. Actualmente, ha logrado reducir un poco los índices de desempleo y a partir de programas de infraestructura y vivienda municipales (Programa Rosario Hábitat), provinciales y nacionales, se está trabajando por otorgar viviendas dignas a los habitantes de menores recursos.
Debido al avance del narcotráfico Rosario alcanzó una tasa de homicidios de 21,8 por cada 100 000 habitantes en 2013, triplicando la media nacional. rondando los 14 homicidios cada 100 000 habitantes en 2016. En 2018 hubo un nuevo brote de violencia y la ciudad terminó el año con 198 homicidios, un 20 % más que en 2017. Realizando una comparación a nivel nacional, la ciudad de Córdoba, con 1 329 604 habitantes (2010), contabilizó tan solo 52 crímenes. En 2022, ya bajo la intendencia de Pablo Javkin se registraron 288 homicidios, la cifra más alta registrada hasta el momento, superando la de 2013.

## Gobierno y políticas

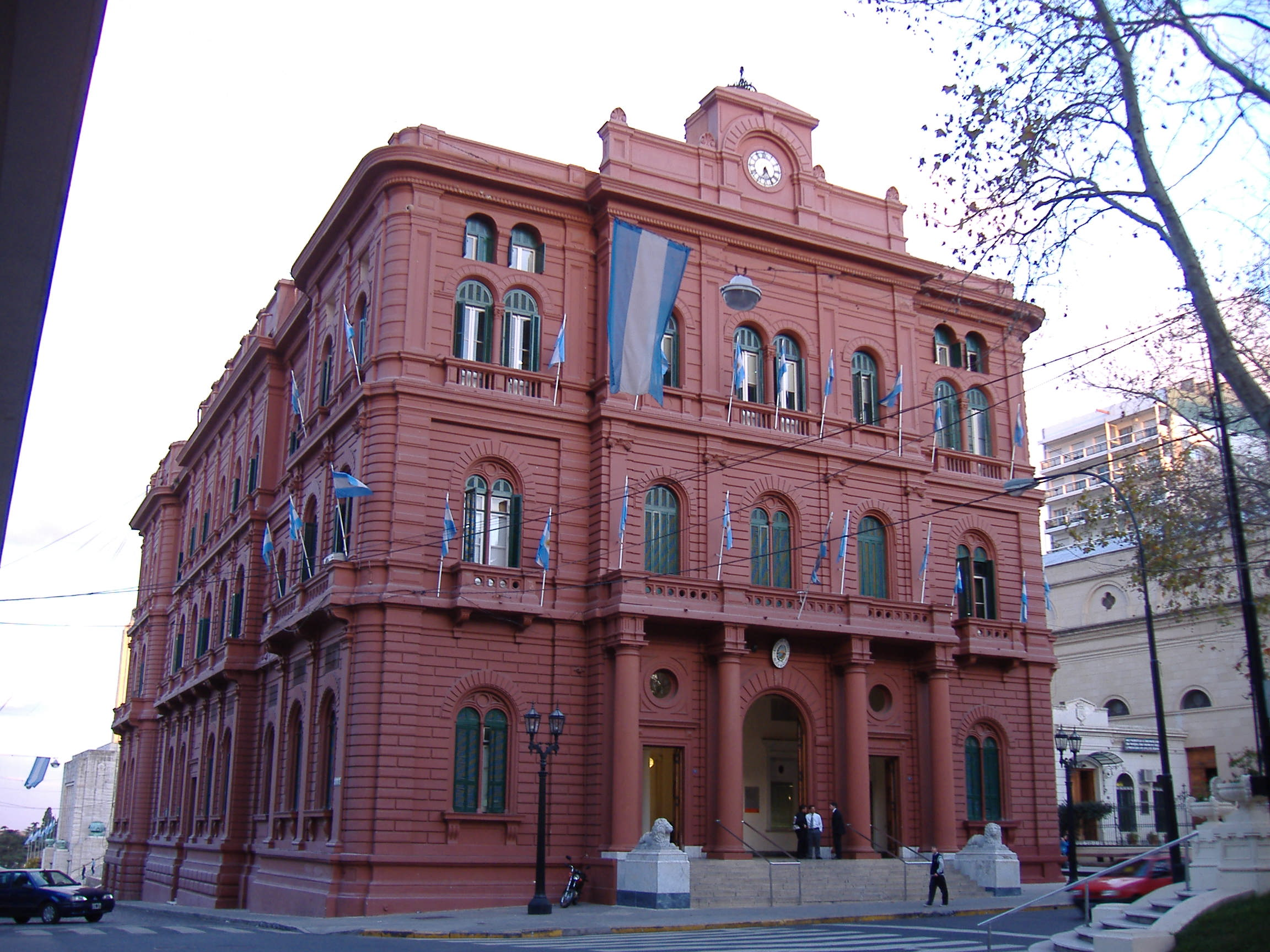
Palacio de los Leones (Palacio Municipal).

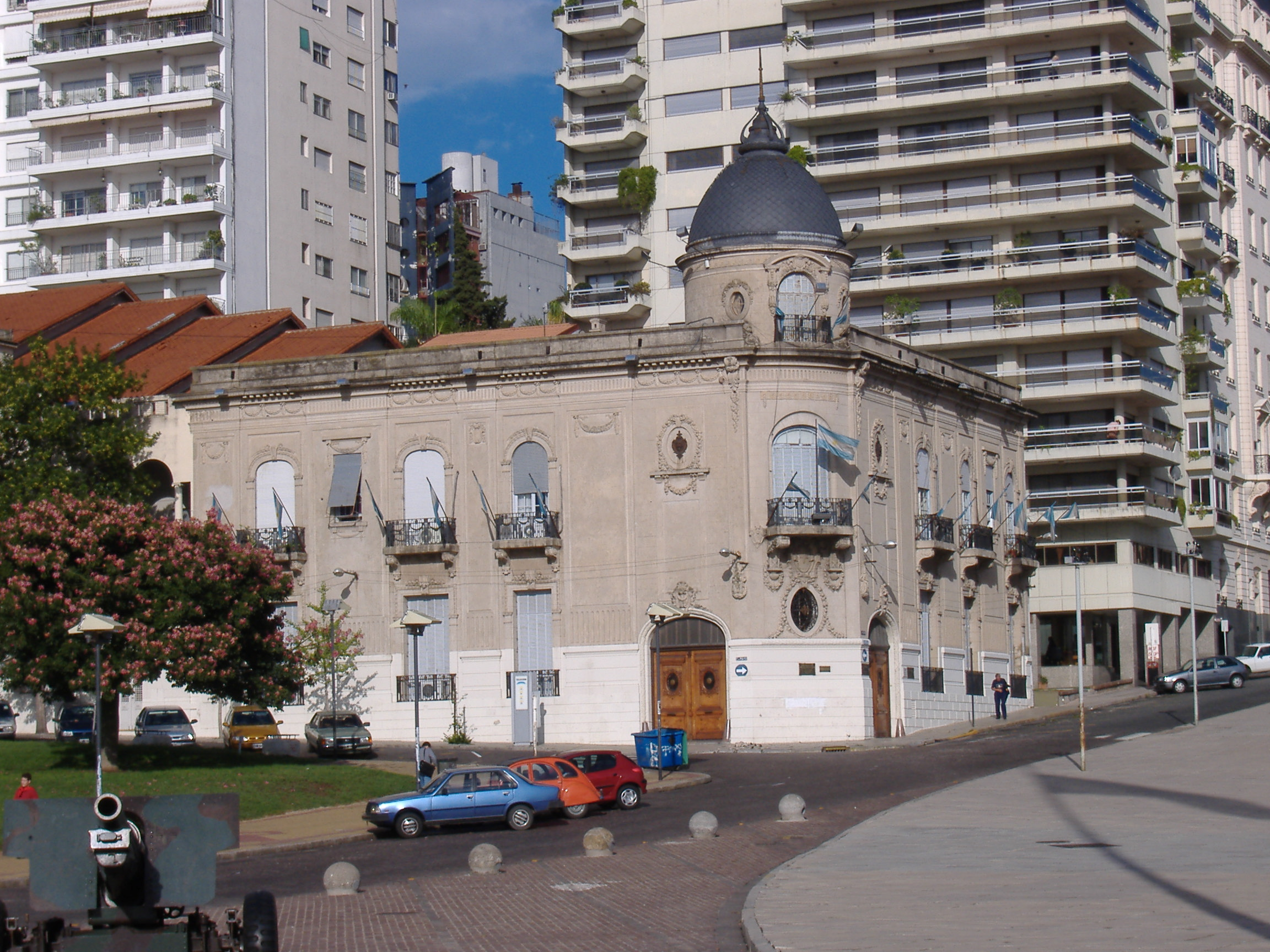
Palacio Vasallo (Concejo Municipal).

Dado el sistema federal de gobierno, en Argentina hay tres órdenes o escalafones: el nacional, el provincial y el municipal. Así, corresponde referirse a los tres poderes en cada uno de estos escalafones.

### Poder ejecutivo
El poder ejecutivo de la ciudad es ejercido por un intendente, electo por el voto popular en forma directa para un mandato de cuatro años. De él dependen las secretarías a cargo de las diferentes áreas (a partir de 2005 se estableció la Secretaría de Derechos Humanos, primera en el país en el ámbito municipal, en continuidad directa a la Secretaría de Estado de Derechos Humanos a nivel provincial). La Municipalidad tiene su sede en el Palacio de los Leones.
Actualmente, el intendente de la ciudad es Pablo Javkin, del Partido Creo. Javkin es el primer intendente en ser elegido que no pertenece al Partido Socialista, luego de 26 años ininterrumpidos de gobiernos socialistas.

#### Centros Municipales de Distrito (CMD)

Mapa de los distritos de Rosario.

Mapa con la ubicación de Rosario.

Desde 1997, se lleva a cabo un programa municipal de descentralización de tareas materializado en 6 Distritos (Centro, Norte, Sur, Oeste, Noroeste y Sudoeste). Los distritos son divisiones administrativas cuya principal función es la descentralización de las áreas burocráticas de la municipalidad. Cada uno de ellos posee su correspondiente Centro Municipal de Distrito (CMD) el cual nuclea las áreas Administrativas de Servicios, Desarrollo Urbano, Socioculturales y de Salud. Los CMD permiten que los ciudadanos puedan realizar todos los trámites y utilizar los servicios correspondientes a la municipalidad. En la actualidad hay seis CMD:
- Distrito Centro «Antonio Berni»
- Distrito Norte «Villa Hortensia»
- Distrito Oeste «Felipe Moré»
- Distrito Noroeste «Olga y Leticia Cossettini»
- Distrito Sur «Rosa Ziperovich»
- Distrito Sudoeste «Emilia Bertolé»

#### Otros organismos municipales
- Guardia Urbana Municipal

La urbe no tiene una fuerza policial propia (puesto que la legislación estatuye que la seguridad la provee fuerzas provinciales), pero desde 2004, es pionera a nivel nacional en la creación de un grupo especial de patrullaje de inspectores, sin armas, llamado GUM (Guardia Urbana Municipal), cuyo ejemplo fue emulado el año siguiente por la ciudad de Buenos Aires. La GUM tiene como misión consolidar la presencia del estado municipal en la vía pública para promover mejores condiciones de seguridad a través de la prevención, la educación, el control y la estricta aplicación de las normativas municipales.
- Presupuesto participativo

Desde 2003 se ha implementado el presupuesto participativo, una experiencia de participación ciudadana y de cogestión entre los vecinos y la municipalidad, para definir prioridades de obras y servicios, en la distribución de los recursos existentes.
Se asigna entre el 5 y el 6 % del total de gastos y recursos (unos 25 millones de pesos) y se lleva a cabo a través de una primera ronda de asambleas barriales (marzo-abril), la discusión en los consejos participativos del distrito (a partir de mayo), una segunda ronda de asambleas distritales (septiembre) y una tercera ronda o cierre (diciembre) en donde se someten a votación los proyectos finalistas.
Debido a una falta de difusión y propaganda, el porcentaje récord de rosarinos que han participado en estas votaciones es de solo el 5.5 %.
- Reconocimientos
  - Premio al Desarrollo y la Gobernabilidad, otorgado en 2003 por el Programa de las Naciones Unidas para el Desarrollo.
  - Premio por su gestión en salud, otorgado por la Organización Panamericana de la Salud / Organización Mundial de la Salud en 2002
  - Premio sobre «Políticas sobre Equidad de Género» otorgado por la CIFAL (Atlanta, EE. UU.) en 2008.
  - Premio «Pensar lo Estratégico Urbano», otorgado por el Centro Iberoamericano de Desarrollo Estratégico Urbano (CIDEU) en el año 2005
  - Premio «Dubái Internacional Award for Best Practices to Improve the Living Environment to the Programa de Agricultura Urbana», otorgado a la Secretaría de Promoción Social en 2004.

#### Sede de la gobernación
Si bien la sede del poder ejecutivo, del poder legislativo y el judicial, es la ciudad de Santa Fe, Rosario cuenta con una suerte de segunda Casa de Gobierno instalada en la ciudad. Se la conoce como Sede de la Gobernación y está ubicada en el edificio que ocupara anteriormente la Jefatura de Policía. Entre sus funciones se encuentra la coordinación de tareas de gobierno en el sur provincial.

### Poder legislativo
El poder legislativo está a cargo del Concejo Municipal (ex Concejo Deliberante). El órgano reglamenta y sanciona las ordenanzas municipales, que debe poner en práctica el intendente. El Concejo funciona desde el 18 de mayo de 1951 en el Palacio Vasallo, ubicado en la esquina de las calles Primero de Mayo y Córdoba, y que fue donado por el cirujano Dr. Bartolomé Vasallo, situado frente al Monumento Nacional a la Bandera. El Concejo se compone de 18 miembros por los primeros 200 000 habitantes de la ciudad y uno más por cada 30 000 habitantes o fracción no menor a 15 000. La mitad de su cuerpo se renueva cada dos años. Actualmente posee 28 miembros, para formar parte del Concejo, legalmente, se necesita tener al menos 22 años y al menos dos años de residencia en la ciudad. Los extranjeros también pueden formar parte, aunque necesitan tener al menos 25 años y cuatro de residencia y además debe figurar en el padrón electoral del municipio y poseer cédula de identidad o pasaporte legalizado.
El presidente del Concejo Municipal es la concejal María Eugenia Schmuck, de la Unión Cívica Radical y del bloque Arriba Rosario.
| Bloque | Bloque                         | Presidente de bloque      | Bancas |
| ------ | ------------------------------ | ------------------------- | ------ |
|        | Arriba Rosario                 | Fabrizio Fiatti           | 5      |
|        | Justicialista                  | Lisandro Cavatorta        | 5      |
|        | Ciudad Futura                  | Caren Tepp                | 4      |
|        | Socialista                     | Federico Lifschitz        | 4      |
|        | PRO                            | Ana Laura Martínez        | 2      |
|        | Volver a Rosario               | Marisol Bracco            | 2      |
|        | Vida y Libertad                | Franco Volpe              | 2      |
|        | Frente Amplio por la Soberanía | Leonardo Caruana          | 1      |
|        | Juntos por el Cambio           | Agapito Blanco            | 1      |
|        | Iniciativa Popular             | María Fernanda Gigliani   | 1      |
|        | Radical                        | Liliana Anahí Schibelbein | 1      |
| Total  | Total                          | 28                        | 28     |

### Tribunal de Faltas
El Tribunal de Faltas es el organismo municipal encargado de controlar el cumplimiento de las ordenanzas.

### Criminalidad
El 2022, fue considerado el año más violento en el gran Rosario con una cifra de 288 muertes violentas.
Además, Rosario es considerada la ciudad más violenta de Argentina con una tasa de homicidios de 22,01 por cada 100,000 habitantes.

## Heráldica

Escudo de la ciudad.

El escudo de armas oficial de la ciudad de Rosario fue diseñado por el concejal Eudoro Carrasco, autor, junto a su hijo Gabriel, de los Anales de la ciudad.
La ordenanza municipal haciéndolo suyo, es del 4 de mayo de 1862, y dispone que las armas comunales sean pintadas al óleo para colocarlas en el testero del salón de la Municipalidad y que se grabe un sello para lacre con el fin de refrendar los documentos oficiales.
En 1939, la provincia de Santa Fe autorizó por ley a los municipios a adoptar un escudo. Distintas interpretaciones se dieron del original, necesitándose una norma que fije en detalle su diseño.
En 1964 se sancionó la ordenanza 1737, adjuntándose en un anexo un croquis pintado por Julio Vanzo bajo la dirección del Dr. Julio Marc, quien se basó en un boceto de 1957 elaborado por el ingeniero Ángel Guido.
El Concejo Deliberante, por decreto en 1998, dispuso que este escudo sea de uso obligatorio en el frente de las dependencias y documentos del municipio.
El escudo lleva en su base un ancla simbolizando el comercio marítimo que llegaba al puerto local; «un arado del país, una gavilla de trigo, frutos e instrumentos de labranza, emblemas de la industria agrícola; del centro de la base hacia la derecha se levantará una barranca coronada por una batería, de la que se elevará un brazo colosal que sostiene la bandera.
A la izquierda el Paraná surcado por barcos de vapor y de vela, y a lo lejos las islas, todo sobre fondo verde simbolizando la llanura».
La parte superior quedaba rematada por un sol naciente y un letrero orlado de una faja de oro con la inscripción: «Municipalidad del Rosario».

## Educación

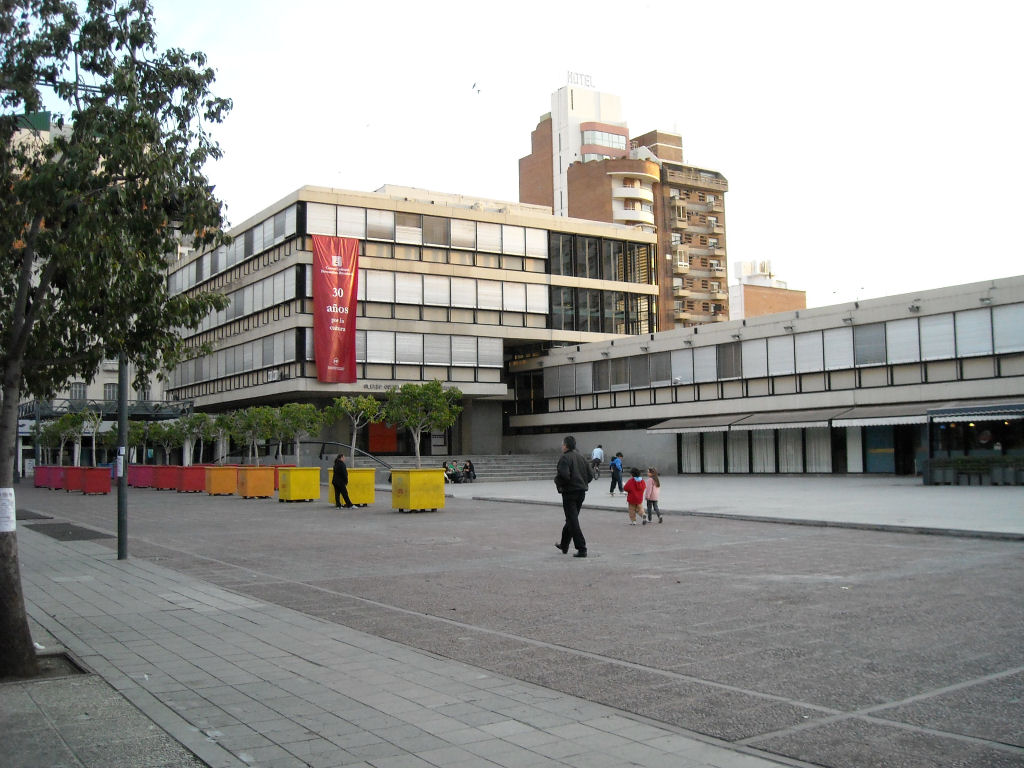
Centro Cultural Roberto Fontanarrosa.

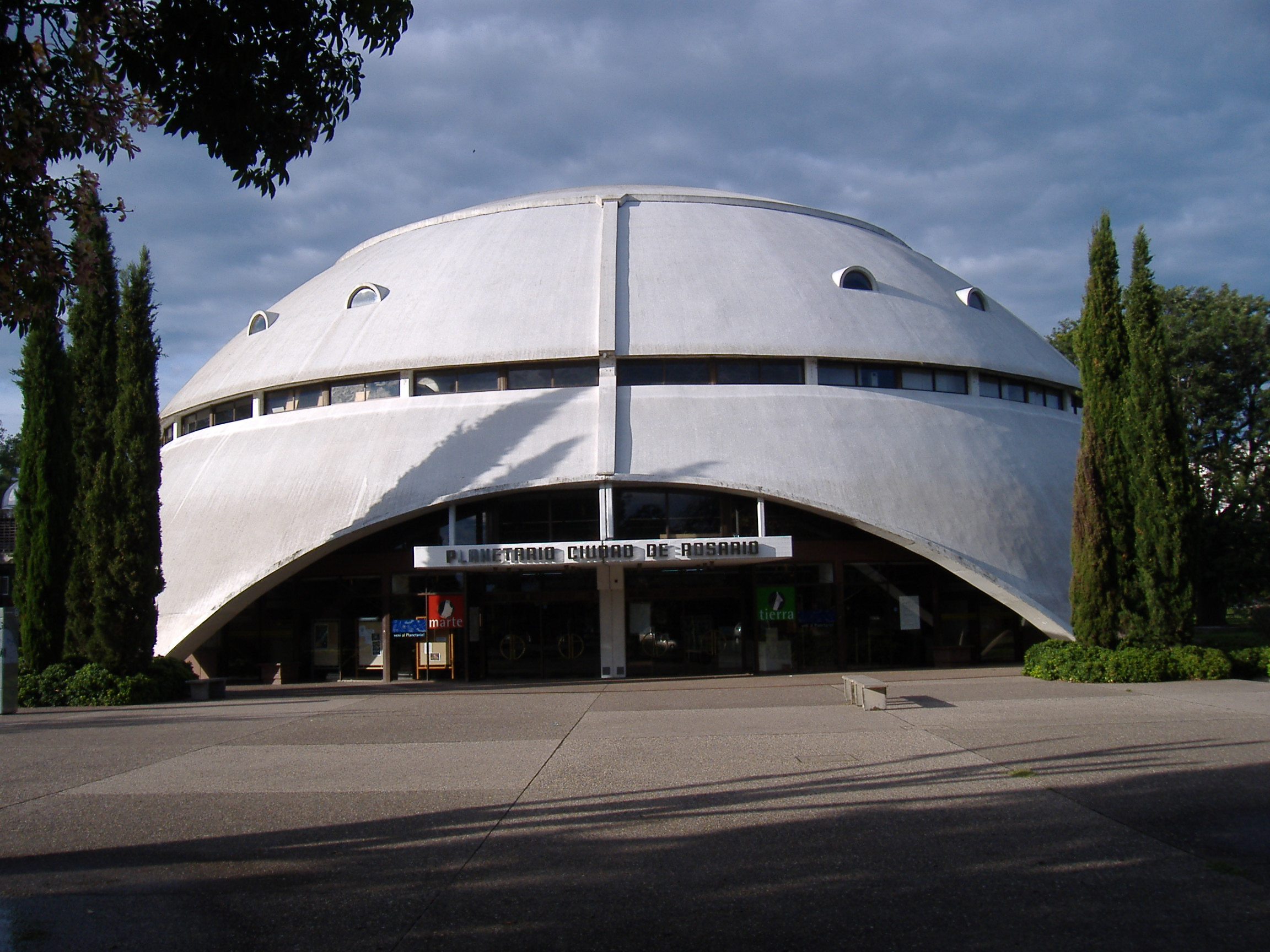
Planetario de Rosario, lugar concurrido por turistas y estudiantes.

Rosario es un importante centro educativo. Sus centros de estudio e investigación son de magnitud y el nivel científico en las más variadas actividades tiene prestigio nacional e internacional.

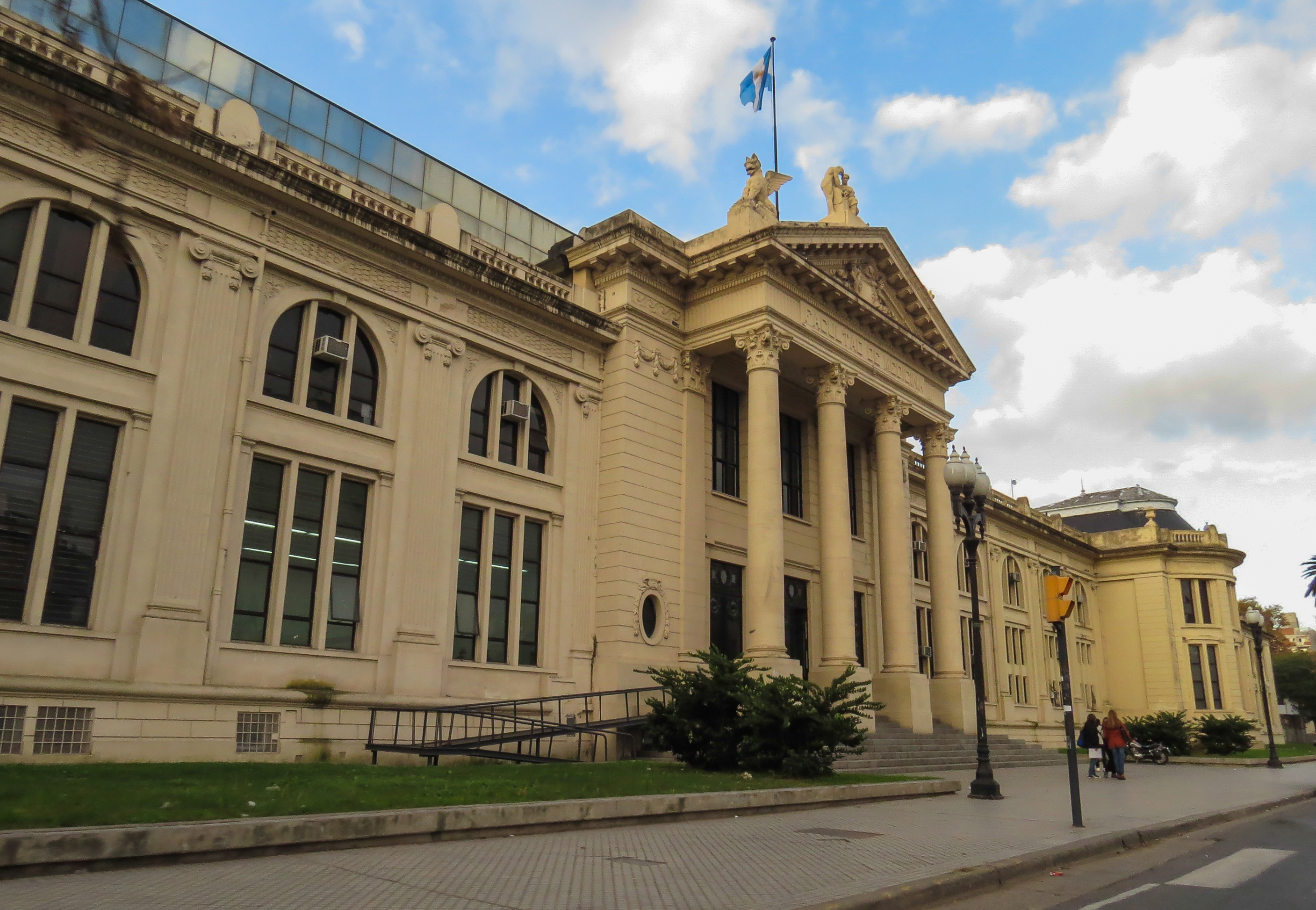
Facultad de Ciencias Médicas de Rosario

En la ciudad existen unos 624 establecimientos destinados a los niveles de enseñanza primaria y secundaria (como por ejemplo, el Instituto Politécnico y la Escuela Superior de Comercio, que dependen directamente de la UNR.
Con una sólida tradición en materia de formación universitaria, es sede de varias instituciones académicas, entre las que se destacan dos que son públicas, de acceso libre y gratuito:
- Universidad Nacional de Rosario (UNR) desde 1968. Posee ciudad universitaria.
- Universidad Tecnológica Nacional (UTN) Facultad Regional Rosario (desde 1953).

De gestión privada encontramos:
- Instituto Universitario Italiano de Rosario (IUNIR).
- Universidad Abierta Interamericana (UAI).
- Universidad Austral (UA).
- Universidad Católica Argentina (UCA).
- Universidad del Centro Educativo Latinoamericano (UCEL).
- Universidad Católica de Santa Fe (UCSF).

Además cuenta con «extensiones» locales de universidades que tienen su sede en otras ciudades como la UCA de La Plata, la Universidad Nacional de General San Martín (UNSAM), la Universidad de Concepción del Uruguay (UCU), la Universidad del Salvador (Usal), la Universidad de Belgrano (UB), y la Universidad FASTA, que son entidades privadas.
En el área académica hay aproximadamente 70 000 alumnos cursando en las distintas disciplinas, lo que representa cerca del 8.5 % de los habitantes.
Un 15 % de la población rosarina tiene estudios superiores o ha asistido a la universidad, siendo esta tasa una de las mayores del país.
Cabe destacar asimismo a la Facultad Libre de Rosario (cuya sede se ubica en calle Nueve de julio de 1122), una experiencia de educación alternativa y ofrecida como complementaria a la educación formal. Su antecedente fue la Facultad Libre de Venado Tuerto.
Véase también: Educación en Argentina.

## Religión

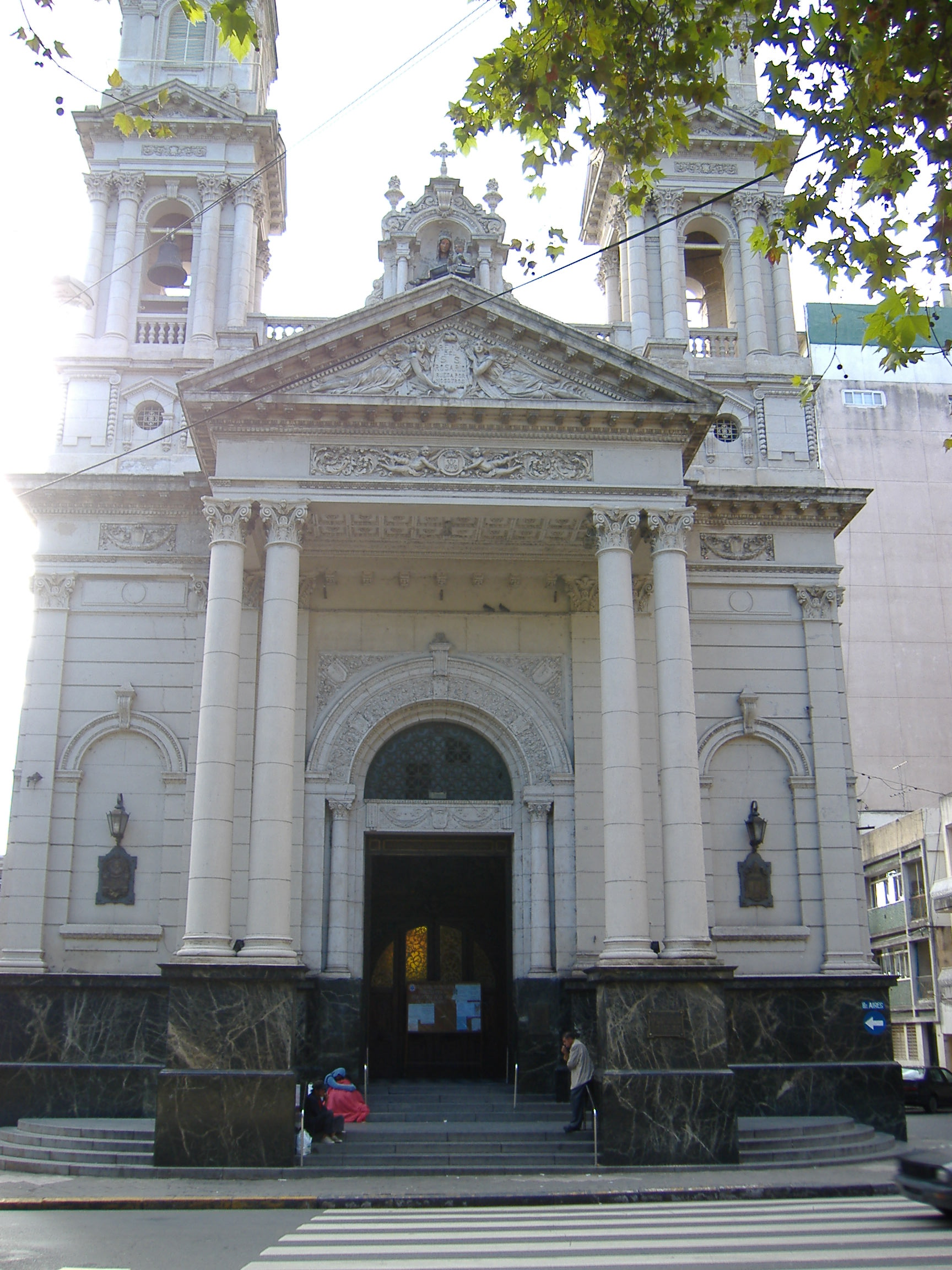
Catedral y Basílica Menor de Rosario dedicada a la Virgen del Rosario

### Libertad de culto
Al igual que en todo el país, la libertad de culto del habitante rosarino está garantizado por el Artículo 14 de la constitución Nacional, aunque el Estado reconoce un carácter preeminente a la Iglesia católica que cuenta con un estatus jurídico diferenciado respecto al del resto de iglesias y confesiones.

### Principales seguidores
Según la encuesta proporcionada por el CONICET respecto a la situación religiosa de acuerdo con las diferentes regiones argentinas en 2008, Rosario, al ser parte de la Región Centro de la Argentina tiene una mayoría católica con un 79,2 % pero es la tercera región más atea con el 9,4 %. Asimismo se resalta que es la segunda zona donde se hallan más adeptos mormones y testigos de Jehová con el 2,7 %.
La mayor parte de los rosarinos se declaran profesantes de la religión católica aunque existen otras denominaciones cristianas de relevancia, como numerosas iglesias evangélicas. El Arzobispo de Rosario, actualmente es Mons. Eduardo Eliseo Martín.
Entre las fechas importantes de Rosario, además de las nacionales, está el 7 de octubre Día de Rosario y su Santa Patrona, la Virgen del Rosario.
Al ser Rosario hogar de una notable comunidad israelita, el judaísmo es la segunda fe con mayor adherentes, contando con alrededor de entre 1.500 y 2.000 familias judías residiendo en la ciudad, unos 6500 miembros en total. La ciudad posee una rica y nutrida historia y cultura judía, siendo en el pasado un gran receptor de inmigrantes de origen judío, en su mayoría asquenazíes, y en menor medida, sefardíes. La comunidad cuenta con cinco sinagogas y dos cementerios israelitas.
También existe una sociedad islámica local.

## Deportes

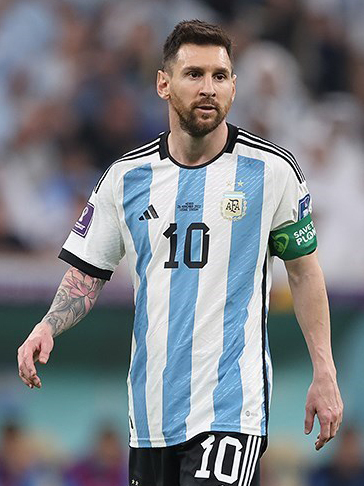
Lionel Messi, ocho veces premiado como el mejor jugador de fútbol del mundo, nació en Rosario.

Al igual que en la mayor parte del país, el fútbol es el deporte con mayor convocatoria. Entre las instituciones que practican este deporte sobresalen dos clubes cuyas hinchadas tienen una gran rivalidad debido a la pasión que despierta este deporte en la ciudad. Ambos, desde 1905 disputan el llamado Clásico rosarino. Esos clubes son:
- El Club Atlético Rosario Central: fundado en 1889, con un palmarés al día de hoy de cuatro campeonatos de Primera División de Argentina, siete copas nacionales oficiales de la AFA, y una copa internacional de la Confederación Sudamericana de Fútbol, y que milita en la primera división.[80]

- El Club Atlético Newell's Old Boys: fundado en 1903, con un palmarés al día de hoy de seis campeonatos de Primera División de Argentina, y tres copas nacionales oficiales de la AFA[81] y que milita en la primera división.[80]

Además, la ciudad cuenta con otros clubes como
Tiro Federal Argentino (que compite en la Primera B Liga Rosarina De Fútbol),
Central Córdoba (que milita en la Primera C) y
Argentino (que se encuentra en la Primera D).
Además de los 2 grandes de la ciudad, han estado también en la Primera División de Argentina los siguientes equipos:
- Club Atlético Central Córdoba en los torneos de 1958 y 1959
- Club Renato Cesarini en los campeonatos nacionales de 1982 y 1983
- Club Atlético Tiro Federal Argentino durante la temporada 2005/06.

La práctica del fútbol está fuertemente arraigada, prueba de ello es la Asociación Rosarina de Fútbol que nuclea más de 12 000 jugadores amateurs en todas sus divisiones (mayores, juveniles e infantiles) siendo la liga de fútbol más importante del interior del país.
En rugby, Rosario, tiene varios clubes animadores del rugby argentino como Duendes Rugby Club, campeón del Torneo Nacional de Clubes en 2004, 2009 y 2011, campeón del Torneo del Interior en 2003 y 2009, además de haber obtenido el torneo Regional del Litoral en cinco oportunidades. También cuenta con el Club Atlético del Rosario el cual fue una de las entidades fundadoras de la Unión Argentina de Rugby. Actualmente participa en el campeonato de primera división de la Unión de Rugby de Buenos Aires consiguiendo los títulos de 1905, 1906, 1935, 1996 y 2000.

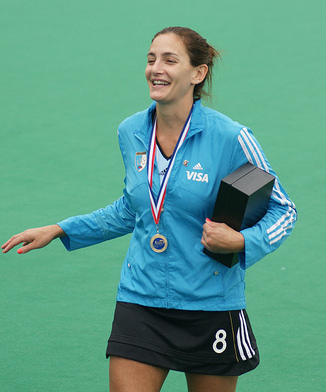
Luciana Aymar, nacida en Rosario, declarada por la Federación Internacional de Hockey «Leyenda del Hockey», fue elegida «Mejor Jugadora del Mundo» en ocho ocasiones.

También tienen relevancia en la ciudad el golf (con un torneo anual), básquet el cual posee una liga local y tres categorías (Primera A, B y C), la equitación, el hockey sobre césped, los deportes acuáticos, el boxeo, el fútbol de mesa subbuteo y el vóley.
Este último cobró particular importancia desde 2004 con el ingreso del club Sonder (asociado con Scholem formando el equipo Sonder Scholem) a la Liga Argentina de Vóleibol, logrando llegar a la final del torneo en 2005 y 2006.
En automovilismo la ciudad posee el Autódromo Municipal Juan Manuel Fangio, en el cual participan categorías zonales y cuenta con un kartódromo propio. El mismo fue reacondicionado y desde 2012 vuelve a contar con carreras de TC2000 y TopRace.

### Eventos internacionales
Rosario fue sede y subsede de varias competencias internacionales. En calidad de subsede albergó la Copa Mundial de Fútbol de 1978 y la Copa América 1987, disputándose los partidos en el Estadio Gigante de Arroyito. En 2001, la FIFA designó a la ciudad subsede de la Copa Mundial de Fútbol Sub-20, disputando los encuentros de la misma en el Estadio Marcelo Bielsa. En 2004 y 2012 la ciudad organizó el Champions Trophy femenino (torneo de selecciones de hockey sobre césped). En 2010 se disputó el Mundial Femenino de Hockey sobre césped. También fue sede de la segunda edición de los Juegos Suramericanos en 1982. Del 7 al 15 de noviembre de 2014, la ciudad fue sede del Campeonato Mundial de Patinaje de Velocidad. Además organizó los Juegos Suramericanos de Playa de 2019, entre otros torneos.
| Evento                                                  | Designación |
| ------------------------------------------------------- | ----------- |
| Copa América 1975                                       | Subsede     |
| Copa Mundial de Fútbol de 1978                          | Subsede     |
| Campeonato Sudamericano Masculino de Voleibol de 1979   | Sede        |
| Campeonato Mundial de Voleibol Masculino de 1982        | Subsede     |
| Juegos Sudamericanos de 1982                            | Sede        |
| Copa América 1987                                       | Subsede     |
| Campeonato Mundial de Baloncesto de 1990                | Subsede     |
| Campeonato Mundial de Voleibol Masculino Sub-21 de 1993 | Sede        |
| Campeonato FIBA Américas Sub-20 de 1993                 | Sede        |
| Copa Intercontinental de Basquetbol 1996                | Sede        |
| Liga Mundial de Voleibol de 2001                        | Subsede     |
| Copa Mundial de Fútbol Juvenil de 2001                  | Subsede     |
| Liga Mundial de Voleibol de 2002                        | Subsede     |
| Champions Trophy Femenino de Hockey 2004                | Sede        |
| Liga Mundial de Voleibol de 2005                        | Subsede     |
| Liga Mundial de Voleibol de 2006                        | Subsede     |
| Liga Mundial de Voleibol de 2007                        | Subsede     |
| Eliminatorias Sudamericanas 2010                        | 1 partido   |
| Campeonato Mundial de Rugby Juvenil 2010                | Sede        |
| Campeonato Mundial Femenino de Hockey 2010              | Sede        |
| Rally Dakar de 2011                                     | 2 etapas    |
| Liga Mundial de Voleibol de 2011                        | Subsede     |
| Rugby Championship                                      | Subsede     |
| Champions Trophy Femenino de Hockey 2012                | Sede        |
| Campeonato Mundial de Patinaje de Velocidad 2014        | Sede        |
| Liga Mundial de Hockey 2014-15 (torneo femenino)        | Subsede     |
| Juegos Suramericanos de Playa de 2019                   | Sede        |
| Campeonato Mundial de Rugby Juvenil 2019                | Sede        |
| Juegos Suramericanos de la Juventud de 2022             | Sede        |
| Juegos Suramericanos de 2026                            | Subsede     |

| Predecesor: La Paz     | Ciudad Sudamericana 1982                              | Sucesor: Santiago de Chile |
| Predecesor: Cochabamba | Ciudad Sudamericana (Junto a Santa Fe y Rafaela) 2026 | Sucesor: Por definir       |

## Conexión vial, fluvial y aérea

### Carreteras y autopistas

#### Accesos principales

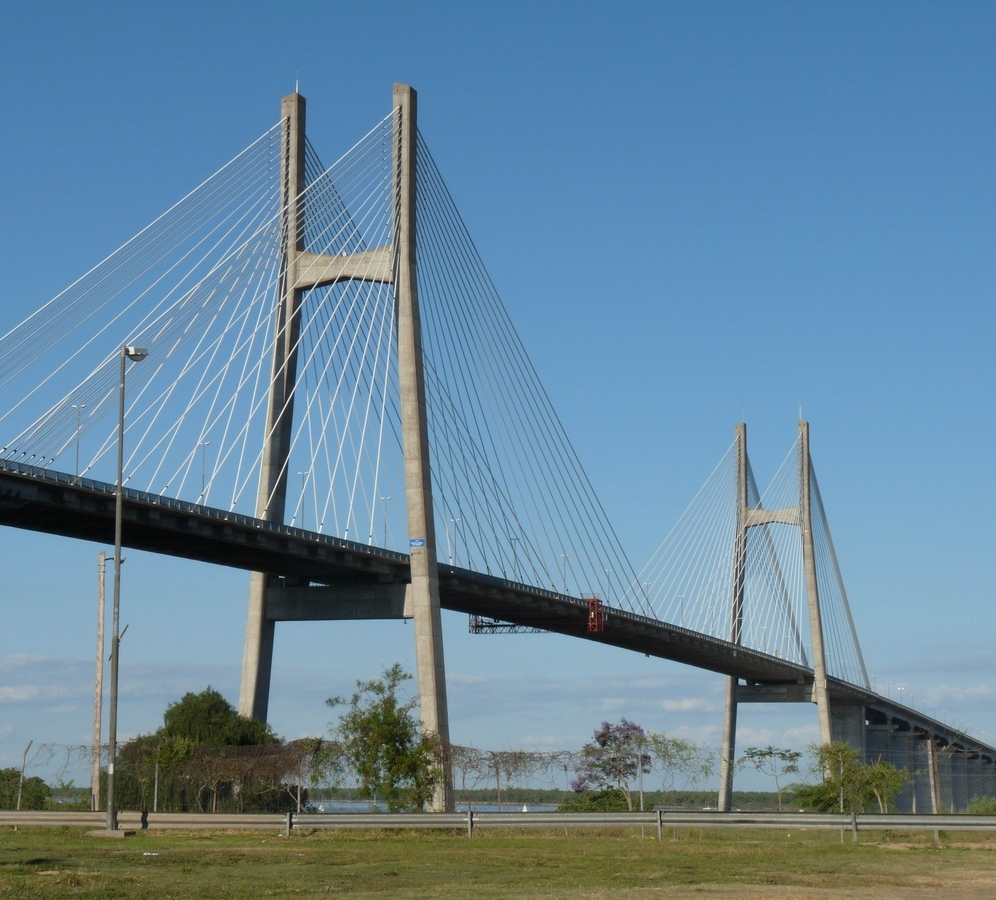
Puente Rosario-Victoria, forma parte de la conexión vial de la RN 174, que comunica las ciudades de Rosario, Santa Fe, y Victoria, Entre Ríos.

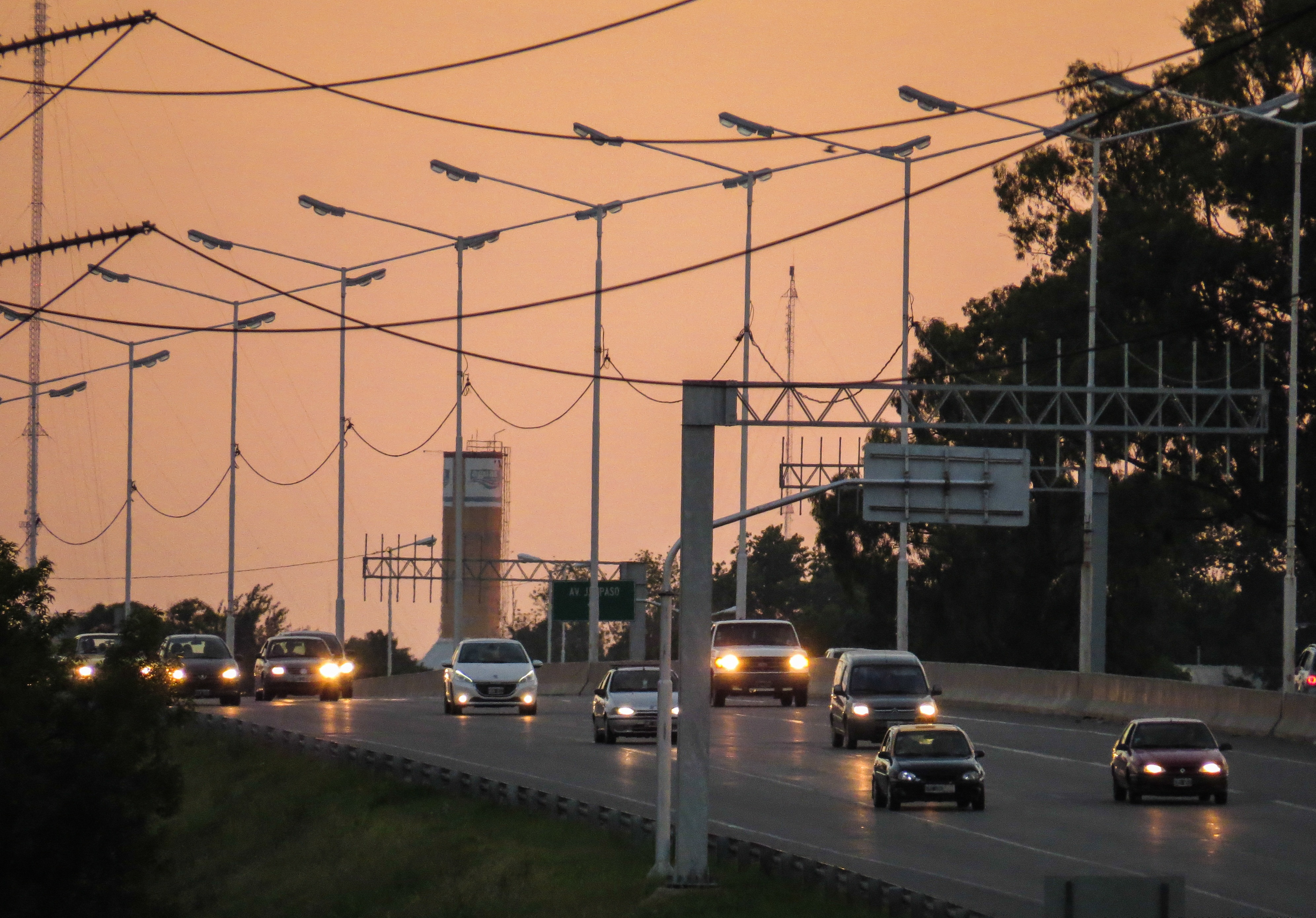
Vista de la circunvalación de Rosario, a la altura de Sorrento.

La ciudad de Rosario es un punto intermedio para quienes se desplazan entre las distintas regiones del país, siendo accesible y equidistante a las principales urbes.
Las rutas de acceso a la ciudad se enlazan entre sí con la autopista nacional A008 más conocida como Circunvalación de Rosario, la cual bordea la ciudad recorriendo su periferia en una extensión de 22 km. Esta compleja red distribuida de ingresos viales, es la tercera de Argentina detrás de la ciudad de Córdoba y Buenos Aires.
| Identificador | denominación                   | Tipo          | Itinerario |
| ------------- | ------------------------------ | ------------- | --- |
| AU 9          | Autopista Buenos Aires Rosario | Autopista     | Por bulevar Oroño a la AU 9 Autopista Buenos Aires-Rosario: hacia General Lagos, Arroyo Seco, Villa Constitución, Theobald, La Emilia, San Nicolás de los Arroyos, Juan Bernabé Molina, Sánchez, Ramallo, San Pedro, Baradero, Zárate, Campana, Belén de Escobar y Buenos Aires (305 km). |
| RN 11         |                                | Ruta nacional | Por bulevar Rondeau hacia Granadero Baigorria, Capitán Bermúdez, Fray Luis Beltrán, San Lorenzo, Santa Fe, Reconquista, Resistencia, Formosa y hasta el puente internacional San Ignacio de Loyola, en la frontera con Paraguay.                                                          |
| AP 01         | Autopista Rosario- Santa Fe    | Autopista     | Por Avenida Camino de los Granaderos a la Autopista Rosario-Santa Fe AP-01: hacia la capital provincial Santa Fe (170 km). |
| RN 9          |                                | Ruta nacional | Por Avenida Córdoba a la RN 9: hacia Funes, Roldán, San Jerónimo Sud, Carcarañá, Correa, Cañada de Gómez, Bustinza, Villa Eloísa, Armstrong, Las Parejas, Marcos Juárez, Bell Ville, Villa María, Río Segundo y hacia la ciudad de Córdoba (401 km).                                      |
| AU 9          | Autopista Rosario-Córdoba      | Autopista     | Por avenida Pellegrini a la Autopista Rosario-Córdoba a Córdoba. |

| Identificador | denominación                      | Tipo      | Itinerario |
| ------------- | --------------------------------- | --------- | --- |
| A008          | Circunvalación de Rosario         | Autopista | Se extiende a lo largo de ciudad recorriendo su periferia en una extensión de 22 km. Conecta con las rutas AU 9, RN 9, AP 01, RN 33 y RN 11. |
| A012          | Segunda Circunvalación de Rosario | Ruta      | Bordea el área metropolitana del Gran Rosario (desde Pueblo Esther al sur hasta San Lorenzo al norte recorriendo 67 km.                      |

### Puerto de Rosario
El Puerto de Rosario es un puerto fluvial con acceso desde el océano Atlántico. Se trata de uno de los mayores centros de exportación de bienes de Argentina, localizado en la ciudad de Rosario, provincia de Santa Fe, en la margen derecha (oeste) del río Paraná. Está situado a 550 km río arriba del mar Argentino, siendo el eje de la mayor zona portuaria del país conocida como Up-River.

#### Nodo portuario Gran Rosario
El Gran Rosario es el nodo portuario agroexportador más importante del mundo. Con un total bruto de 79 millones de toneladas (Mt) despachadas de granos, harinas y aceites en el año 2019, el nodo portuario del Gran Rosario se convirtió en la zona portuaria de exportación de productos más importante a nivel mundial. Le sigue de cerca el distrito aduanero estadounidense de Nueva Orleans, Luisiana, en Estados Unidos con 64,45 Mt exportadas mientras que en tercer lugar por volumen exportado se ubica el puerto brasilero de Santos, con 42,65 Mt.
Dado la fluctuación de las cosechas, en 2022 con embarques de granos, harinas y aceites por 69,1 Mt, el Gran Rosario mantuvo el segundo puesto en el ranking de nodos portuarios agroexportadores del mundo, pero se amplió la brecha con Nueva Orleans, que mantiene el primer puesto.

### Aeropuerto

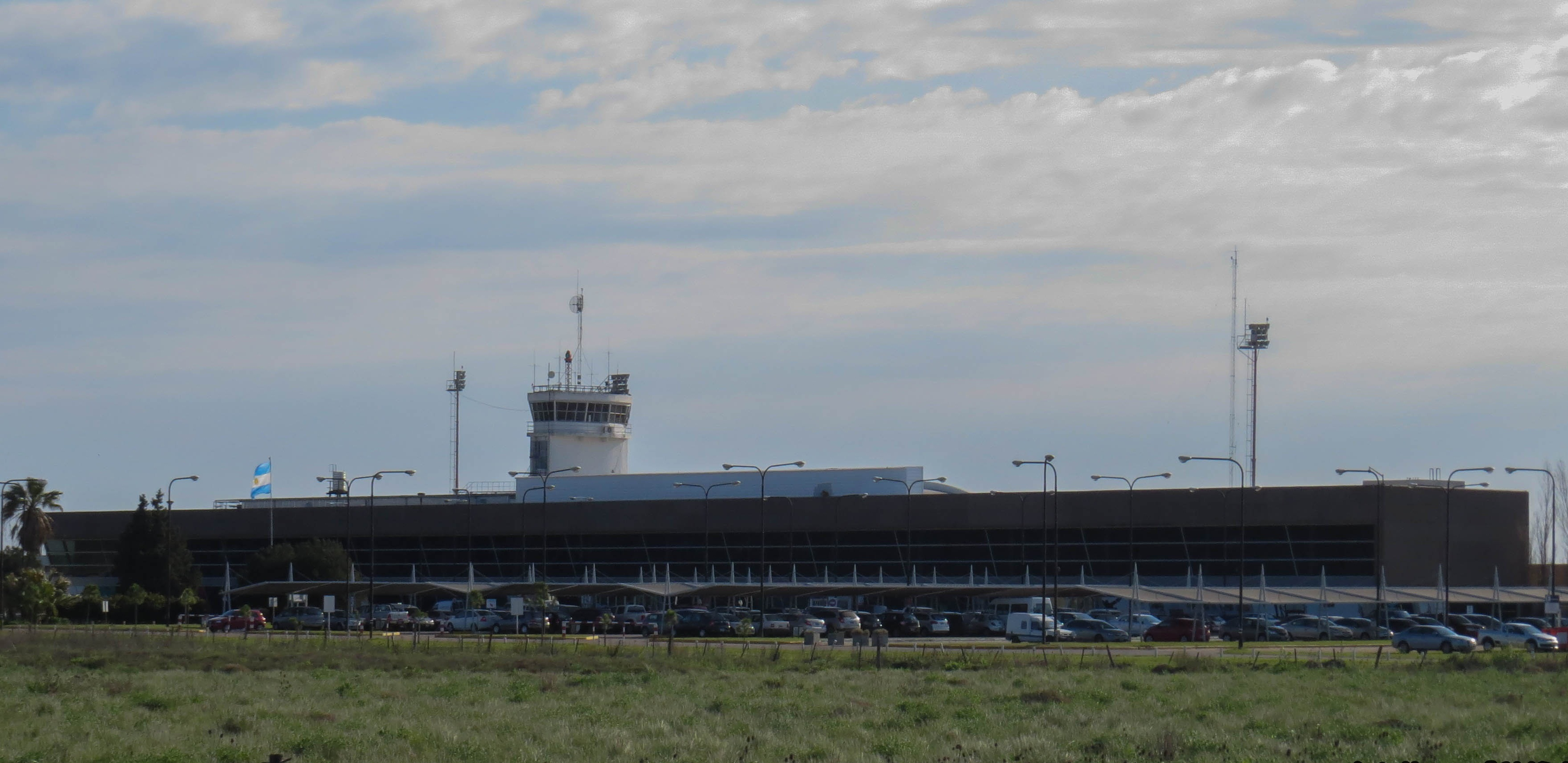
Aeropuerto Internacional "Islas Malvinas" de Rosario

El Aeropuerto Internacional de Rosario, se encuentra a 15 km del centro de la ciudad, ubicado entre el barrio rosarino de Fisherton y la vecina Ciudad de Funes, recibe una significativa frecuencia de vuelos que ofrecen varias líneas aéreas de cabotaje e internacionales.
Habiendo pasado por años de estancamiento, en 2004 fueron mejoradas sus condiciones técnicas y se recategorizó su servicio internacional. Según autoridades aeroportuarias en 2011 cerca de 540 000 personas pasaron por el aeropuerto, y se realizaron 4500 operaciones

### Ferrocarril
A través del Ferrocarril General Bartolomé Mitre, Rosario se conecta con las ciudades de Buenos Aires, Córdoba y San Miguel de Tucumán.

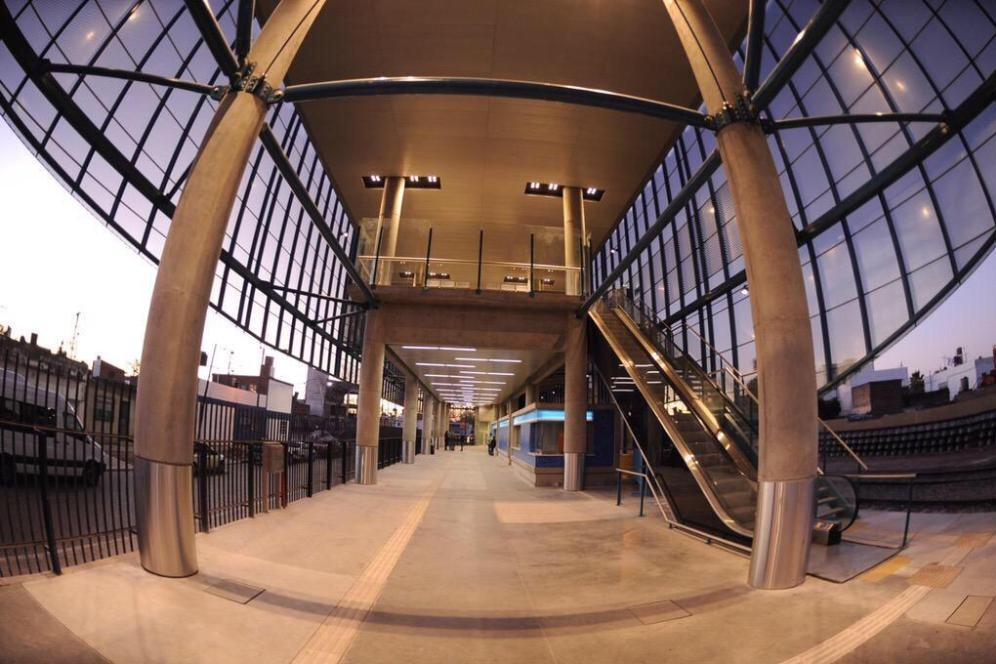
Vestíbulo de la nueva estación Rosario Sur

En marzo de 2015 se habilitó un nuevo servicio diario desde y hacia Buenos Aires, sobre las vías del Ferrocarril General Bartolomé Mitre. Los servicios pueden ser abordados en la renovada estación Rosario Sur, que fue inaugurada oficialmente en julio de 2015, y tienen como terminal en Buenos Aires a la estación Retiro Mitre. El ramal Rosario-Buenos Aires cuenta con sus vías renovadas por el Estado Nacional entre 2013 y 2016. La administración de la infraestructura del tramo Zárate - Coronel Aguirre (Villa Gobernador Gálvez) pasó a manos de Trenes Argentinos Operaciones en mayo de 2022. También la cruzan vías de la red Belgrano, siendo el Ramal CC del mismo, la conexión entre Buenos Aires y Tucumán (vía Córdoba y Santiago del Estero). Otros ramales que llegan o finalizan en Rosario: F1 (desde Santa Fe a Rosario) y G (próximamente desde Constitución hasta las afueras de Rosario). El CC2 (hoy sin actividad) obra de empalme entre el principal CC con el Puerto de Rosario. Mientras que el CC3 fue desactivado en toda su extensión (entre Embarcadero y Empalme Graneros). Belgrano Cargas y Logística tiene sede en esta ciudad, en la estación Rosario Central Córdoba. Para el 2022 se recuperó el servicio de pasajeros entre Rosario - Cañada de Gómez, que fuera cancelado en 1977:
| Línea | Destino                   | Paradas intermedias                                                                                             |
| ----- | ------------------------- | --- |
| Mitre | Rosario - Cañada de Gómez | Rosario Norte · Antártida Argentina · Funes · Roldán · San Jerónimo Sud · Carcarañá · Correa · Cañada de Gómez. |

En cuanto al transporte de cargas, hay que destacar que en esta ciudad se encuentra la sede central de la concesionaria del transporte de carga de la red Mitre a cargo de la empresa privada Nuevo Central Argentino S.A. Esta compañía opera el transporte de carga del FFCC Mitre desde su adjudicación en 1992, y cuenta con operaciones y bases desde Tucumán, Córdoba, Rafaela, hasta Retiro. En 2005 se llegó al récord anual de 9 millones de toneladas transportadas, manteniéndose en alrededor de 8 millones en los años posteriores.

## Transporte público

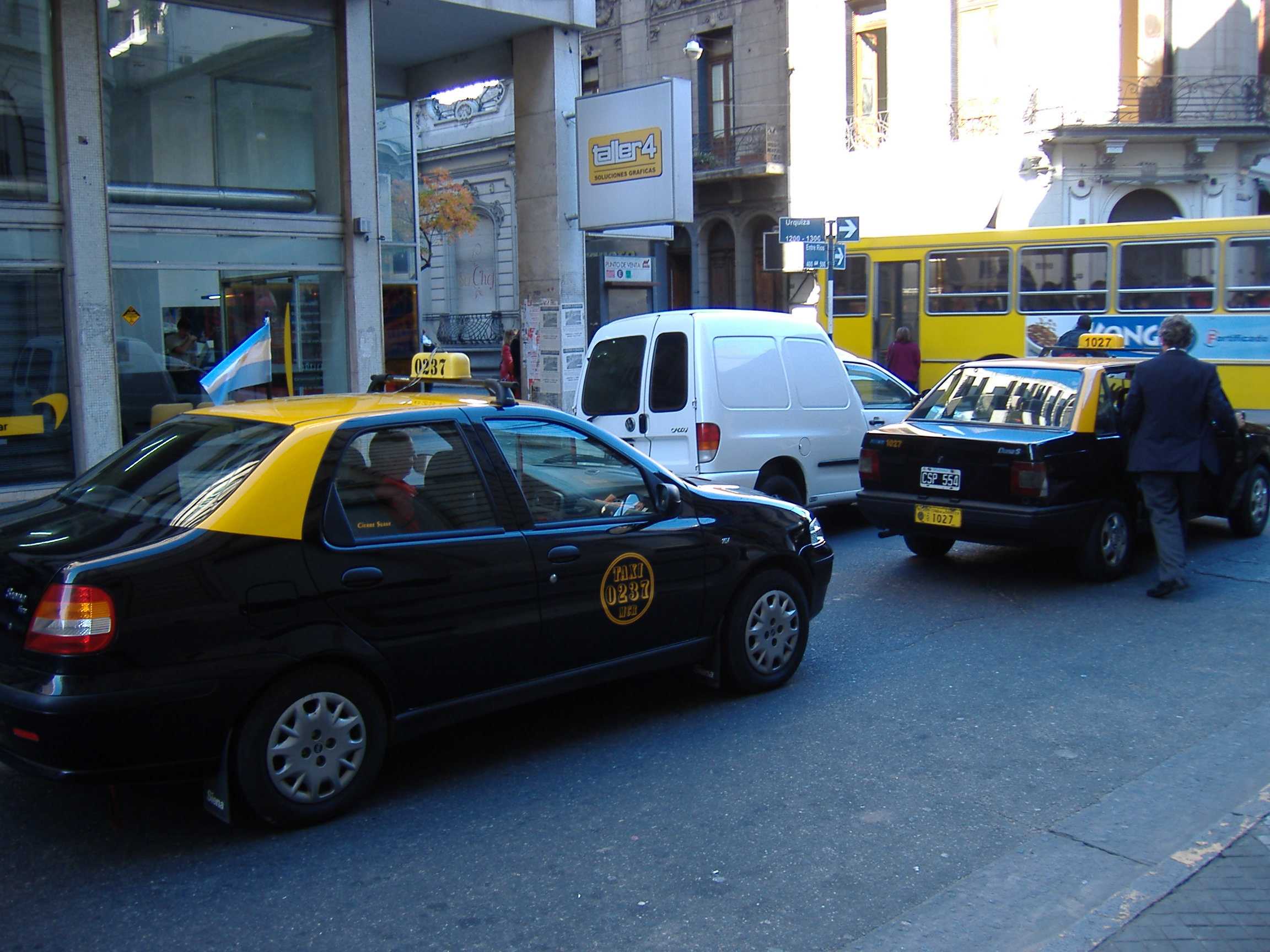
Taxis de Rosario.

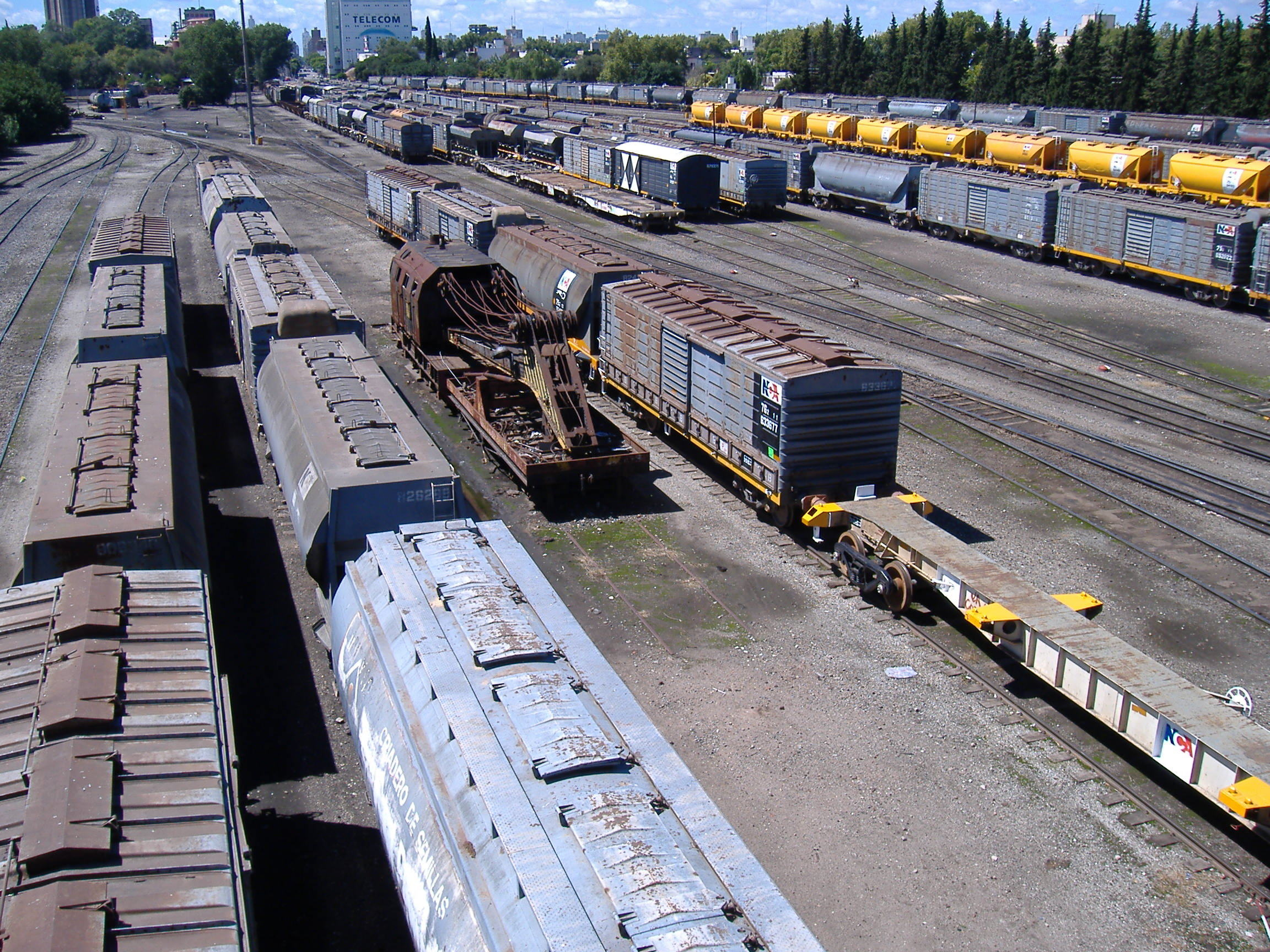
Rosario es atravesada por dos ramales de la red ferroviaria argentina.

Véase también: Líneas de colectivo de Rosario

#### Urbano e interurbano
El sistema de transporte público urbano e interurbano de la ciudad de Rosario es gestionado por el Ente de la Movilidad de Rosario, organismo autárquico descentralizado administrativa y financieramente. El 27 de septiembre de 2010, se presentó en sociedad el nuevo método de pago mediante tarjeta sin contacto (tecnología MIFARE DESFire EV1). El mismo comenzó a operar como prueba piloto el 14 de julio de 2011, dándose inicio a la comercialización y uso masivo de la misma desde el 23 de noviembre de 2011.
El 12 de febrero de 2012, se dio inicio la utilización de los carriles exclusivos para el transporte público de pasajeros en Rosario de acuerdo a la Ordenanza 8864/2011 aprobada por el Concejo Municipal. Los mismos se tratan de espacios de la calzada reservados para la circulación exclusiva del transporte público, como colectivos, taxis ocupados, remises ocupados, transporte escolar, y en urgencias las ambulancias y los móviles de bomberos y policía.
Actualmente se plantea la necesidad de una reforma y modernización total del sistema de transporte. Existen también algunos proyectos sobre coches motores aprovechando vías existentes en la ciudad.

#### Servicios de ómnibus
La Terminal de Ómnibus Mariano Moreno, localizada en cercanías del centro de la ciudad frente al complejo Patio de la Madera, brinda servicios diarios hacia algunas capitales de provincia del país, y ciudades importantes. La terminal fue renovada en 2012. También, cuenta con salidas diarias hacia los países limítrofes y combinaciones a Perú. La mayor frecuencia de viajes, con salidas cada 30 minutos, se registra en el recorrido Rosario-Buenos Aires cuya duración es de 4 horas (con el mismo tiempo, las vías ferroviarias proveían en los años cuarenta un servicio mucho más económico). Un nudo secundario se localizaba en la céntrica plaza Sarmiento, donde arribaban colectivos locales y de media distancia.

#### Estadísticas de transporte público en Rosario
El promedio de tiempo que las personas pasan en transporte público en Rosario, por ejemplo desde y hacia el trabajo, en un día de la semana es de 50 min., mientras que el 9% de las personas pasan más de 2 horas todos los días. El promedio de tiempo que las personas esperan en una parada o estación es de 14 min., mientras que el 19% de las personas esperan más de 20 minutos cada día. La distancia promedio que la gente suele recorrer en un solo viaje es de 4.3 km, mientras que el 4% viaja por más de 12 km en una sola dirección.

## Medios de comunicación

### Televisión

#### Televisión abierta
Rosario cuenta con tres señales abiertas, una digital (de la Televisión Pública) con veinte canales y dos analógicas en la banda VHF bajo la norma PAL-N, de las cuales dos son privadas.
Hay tres canales de televisión: LT 84 TV Canal 5 (Telefe Rosario), gran parte de cuya programación proviene de Telefe), LT 83 TV Canal 3 (El Tres TV) que pertenece a Televisión Litoral y retransmite gran parte de la programación de El Trece (Artear). También existe una señal abierta que transmite en la banda UHF, Cielos Abiertos TV Canal 19 que pertenece a la iglesia Santuario de Fe y retransmitía parte de la programación de canalLUZ hasta final de 2021 o principio de 2022. Además existe una repetidora de la Televisión Pública Argentina que actualmente funciona en el canal 8 y una repetidora de Solidaria TV Argentina que funciona en el canal 17.
El 17 de octubre de 2007 se produjo la primera emisión de prueba de Canal 13 TeVI Televisión Independencia, un canal no comercial de la Comunidad Solidaria Libertad Asociación Civil (participante del Concurso Abierto para la adjudicación de una licencia de TV Digital en UHF que presta la empresa estatal ARSAT S.A) que forma parte del nuevo sistema de televisión sobre la Plataforma Digital del Estado; actualmente no está en el aire. En 2009 inició sus transmisiones Canal 42 de UHF GENTV; actualmente no está en el aire; y Canal 10 Rosario, único canal que fue conducido por una cooperativa de trabajo. En agosto de 2013 fue declarado de interés municipal; actualmente no está en el aire.

#### Televisión por cable
La ciudad posee dos empresas prestadoras de televisión por cable. Flow y Express, con sus respectivos canales locales: Somos Rosario y Canal 4.

#### Televisión satelital
La ciudad posee una señal televisiva cristiana evangélica y única, Canal Luz, con emisión vía satélite las 24 h de manera libre y gratuita a través de la operadora Hispasat.

### Radios
| kHz      | Nombre de la radio                                                              |
| -------- | ------------------------------------------------------------------------------- |
| 680 kHz  | LT3 Radio Cerealista                                                            |
| 830 kHz  | LT8 Radio Rosario                                                               |
| 1090 kHz | AM Libertad (perteneciente a una ONG)                                           |
| 1230 kHz | LT2 Radio General San Martín (Radio 2).                                         |
| 1300 kHz | LRA5 Radio Nacional Fontanarrosa                                                |
| 1330 kHz | LRI237 AM 1330 (retransmite parte de la programación de AM 750 de Buenos Aires) |
| 1400 kHz | Red 24 (Fuera del aire)                                                         |

| MHz       | Nombre de la radio FM                                                                         |
| --------- | --------------------------------------------------------------------------------------------- |
| 87.5 MHz  | Frecuencia Límite                                                                             |
| 87.7 MHz  | La Voz de la Esperanza                                                                        |
| 87.9 MHz  | FM Uruguay                                                                                    |
| 88.1 MHz  | FM Gloria de Dios                                                                             |
| 88.3 MHz  | Wox                                                                                           |
| 88.5 MHz  | Radio Amiga (retransmite parte de la programación de canal LUZ)                               |
| 88.7 MHz  | F!                                                                                            |
| 88.9 MHz  | Radio Gran Rosario                                                                            |
| 89.1 MHz  | FM Sol                                                                                        |
| 89.3 MHz  | FM Popular (Comunitaria)                                                                      |
| 89.5 MHz  | CNN Radio Rosario                                                                             |
| 89.9 MHz  | M90 Radio                                                                                     |
| 90.1 MHz  | LT2 Radio General San Martín (Radio 2)                                                        |
| 90.3 MHz  | FM Urquiza                                                                                    |
| 90.5 MHz  | LA 100 Rosario                                                                                |
| 90.7 MHz  | Radio Rosario Clásica (retransmite parte de la programación de LRA338 Radio Nacional Clásica) |
| 90.9 MHz  | Rock & Pop Rosario                                                                            |
| 91.3 MHz  | Aire Libre (Comunitaria)                                                                      |
| 91.5 MHz  | Abril FM                                                                                      |
| 91.7 MHz  | FM Horizonte                                                                                  |
| 91.9 MHz  | Big                                                                                           |
| 92.1 MHz  | FM Milagro                                                                                    |
| 92.3 MHz  | ECO Radio                                                                                     |
| 92.5 MHz  | FM Misión                                                                                     |
| 92.7 MHz  | Radio Nuevo Tiempo                                                                            |
| 92.9 MHz  | LT8 Radio Rosario                                                                             |
| 93.1 MHz  | LRI818 Frecuencia Plus                                                                        |
| 93.3 MHz  | FM FOX                                                                                        |
| 93.5 MHz  | Del Plata                                                                                     |
| 93.7 MHz  | Oma FM                                                                                        |
| 93.9 MHz  | CN Radio                                                                                      |
| 94.1 MHz  | M90 Vintage                                                                                   |
| 94.3 MHz  | FM Del Sur                                                                                    |
| 94.5 MHz  | FM Latina                                                                                     |
| 94.7 MHz  | FM Urbana                                                                                     |
| 94.9 MHz  | Hit 95                                                                                        |
| 95.1 MHz  | Kiss FM                                                                                       |
| 95.5 MHz  | Corazón                                                                                       |
| 95.7 MHz  | Radio Cristiana                                                                               |
| 95.9 MHz  | Máxima                                                                                        |
| 96.1 MHz  | POP Radio Rosario                                                                             |
| 96.3 MHz  | Radio FE                                                                                      |
| 96.5 MHz  | Radio Mitre Rosario                                                                           |
| 96.7 MHz  | FM Glaciar Argentino                                                                          |
| 96.9 MHz  | FM Río                                                                                        |
| 97.1 MHz  | Cadena Alegría                                                                                |
| 97.3 MHz  | Boing                                                                                         |
| 97.9 MHz  | FM Vida                                                                                       |
| 98.1 MHz  | Tu Radio                                                                                      |
| 98.3 MHz  | Radio La Red Rosario                                                                          |
| 98.5 MHz  | Radio 10                                                                                      |
| 98.7 MHz  | Tango                                                                                         |
| 98.9 MHz  | Sí                                                                                            |
| 99.3 MHz  | Radio Rebelde Rosario                                                                         |
| 99.5 MHz  | LRM748 Del Siglo Hits                                                                         |
| 99.7 MHz  | FM Góspel (retransmite parte de la programación de Metanoia)                                  |
| 99.9 MHz  | FM León                                                                                       |
| 100.1 MHz | Cadena 3 Rosario                                                                              |
| 100.3 MHz | Cadena Oh                                                                                     |
| 100.7 MHz | Radiofónica                                                                                   |
| 100.9 MHz | Destino FM                                                                                    |
| 101.1 MHz | FM Winner                                                                                     |
| 101.3 MHz | Hollywood                                                                                     |
| 101.7 MHz | FM Antorcha                                                                                   |
| 102.1 MHz | Lico                                                                                          |
| 102.3 MHz | Radio Conectar                                                                                |
| 102.5 MHz | FM Hot                                                                                        |
| 102.7 MHz | Play Radio                                                                                    |
| 102.9 MHz | FM Pan de Vida (retransmite parte de la programación de Metanoia)                             |
| 103.3 MHz | LRM752 Radio Universidad                                                                      |
| 103.5 MHz | La Retro                                                                                      |
| 103.7 MHz | Radio Metropolitana Rosario                                                                   |
| 103.9 MHz | Radio María                                                                                   |
| 104.1 MHz | LRI854 Vorterix Rosario                                                                       |
| 104.3 MHz | FM La Hormiga                                                                                 |
| 104.5 MHz | LRA305 Radio Nacional Fontanarrosa                                                            |
| 104.7 MHz | Visión 20/20                                                                                  |
| 104.9 MHz | Bonita FM                                                                                     |
| 105.1 MHz | Comunidad Fan                                                                                 |
| 105.3 MHz | Premium                                                                                       |
| 105.5 MHz | Red TL (la primera radio de rock nacional del país)                                           |
| 105.7 MHz | AM 1330 (retransmite parte de la programación de AM 750 de Buenos Aires)                      |
| 105.9 MHz | Mega Rosario                                                                                  |
| 106.1 MHz | FM Santafesina                                                                                |
| 106.3 MHz | Radio Rivadavia Rosario                                                                       |
| 106.5 MHz | FM El Signo                                                                                   |
| 106.7 MHz | FM 106.7                                                                                      |
| 107.1 MHz | Meridiano                                                                                     |
| 107.3 MHz | Red Aleluya Rosario                                                                           |
| 107.5 MHz | Súper (retransmite parte de la programación de Radio con vos)                                 |
| 107.9 MHz | Cristal FM                                                                                    |
| 104.8 MHz | Radio K-pop y Latin pop Power                                                                 |

| Sitio web                   | Nombre de la radio |
| --------------------------- | ------------------ |
| jetradio.radiostream123.com | JET-Radio          |
| www.341rock.com.ar          | 341 Rock           |

### Medios gráficos
En la ciudad se publican cuatro diarios con edición en papel:
- La Capital fundado en 1867 por Ovidio Lagos, siendo ahora el «decano de la prensa argentina» por ser el diario de más antigüedad existente en el país.
- Rosario/12 (1991, suplemento del porteño Página/12)
- El Ciudadano & la Región (1998)
- Mundo Villa, la edición Rosario se imprimió por primera vez en enero de 2017.

### Medios informativos digitales
En la ciudad se editan los siguientes diarios digitales:
- Rosario3.com, diario de alcance masivo perteneciente al Grupo Televisión Litoral.
- Lacapital.com.ar fundado en 1867 por Ovidio Lagos, siendo ahora el «decano de la prensa argentina» por ser el diario de más antigüedad existente en el país.
- puntobiz.com.ar fundado en 2003 por Gabriel González y Julio Torné es el primer medio de economía y negocios de Rosario y la región.
- Rosarioplus.com
- Elciudadanoweb.com (1998)
- Ojodeprensa.com.ar (2013)
- Ecos365.com.ar, diario digital enfocado en contenidos de negocios, economía, gestión, finanzas y emprendimientos de Rosario y su región.
- CiudaddeRosario.com, fundado en 2017. Portal web con artículos de interés sobre la ciudad e información local y de la región.

### Telefonía e Internet

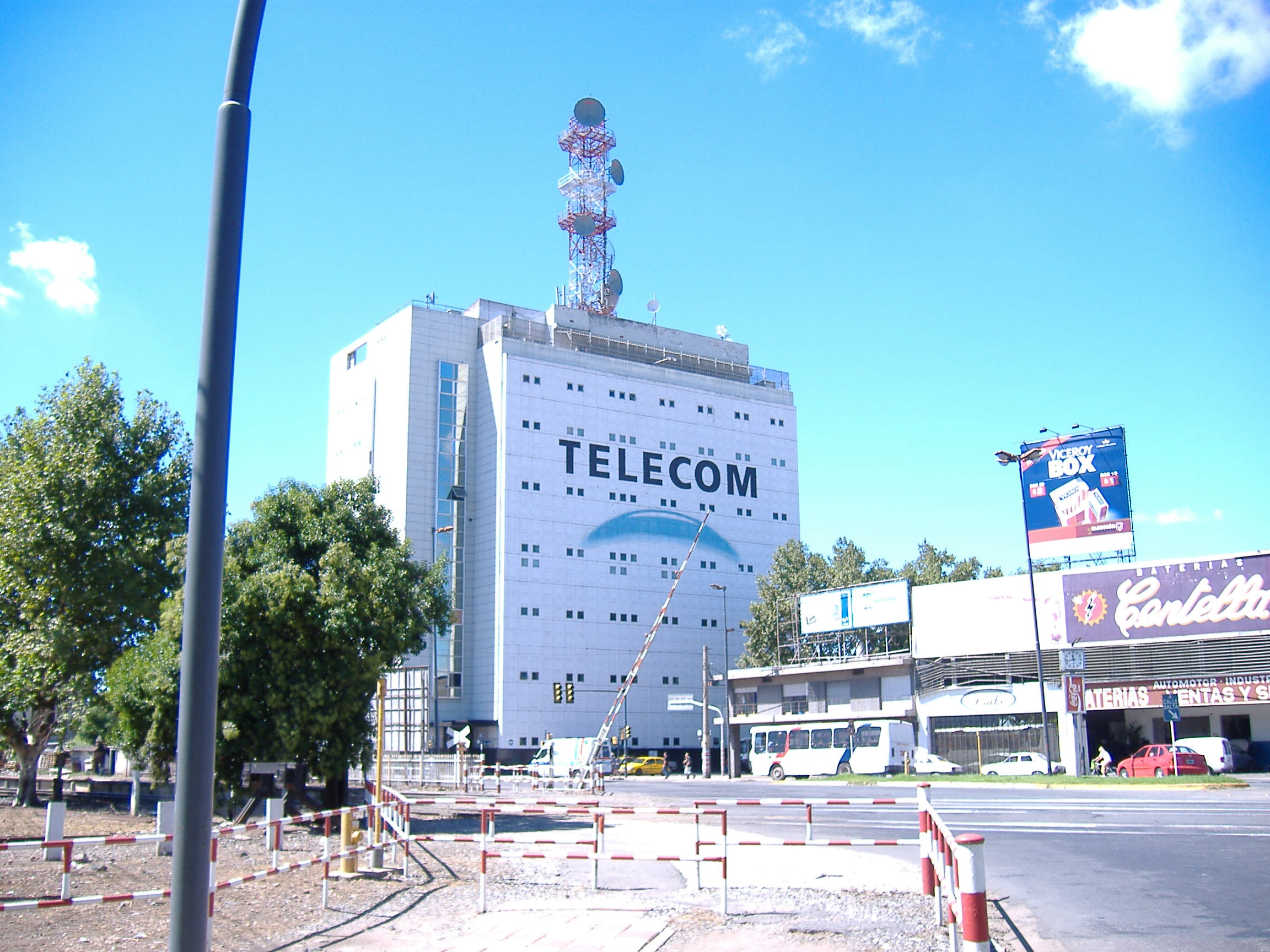
Sede de operaciones de Telecom Argentina.

Rosario está en el centro del anillo de fibra óptica de Argentina. Los principales operadores de comunicación de datos ofrecen todos sus servicios en la urbe, pudiendo encontrar desde teléfonos públicos hasta conexiones de internet inalámbricas de banda ancha pasando por redes de telefonía móvil que abarcan incluso centros de navegación o cibercafés. El 90 % de los hogares cuenta con servicio de telefonía básica, lo cual representa un total de 272 170 líneas de teléfono aproximadamente en funcionamiento.
En Rosario hay muchos grupos y empresas en el área de servicios informáticos, diseño web o programación.

### Redes de datos
La ciudad cuenta con tres proyectos para acercar la información a la sociedad, uno es RosarioSinCables que pretende crear una Red Digital de área metropolitana de carácter comunitario e independiente a internet y el Lugro-Mesh, una Red Mesh Inalámbrica para acercar a todos el acceso a internet. Además, el municipio impulsa el proyecto Rosario Ciudad Digital aprobado por el Concejo Deliberante en el año 2006, para ofrecer a la comunidad un conjunto de servicios inteligentes que mejoren la calidad de vida y aporten al desarrollo social, económico y cultural. Se estipula que a partir del año 2009 y hacia el 2011 se acelerarán los planes para brindar acceso gratuito a internet.

## Salud

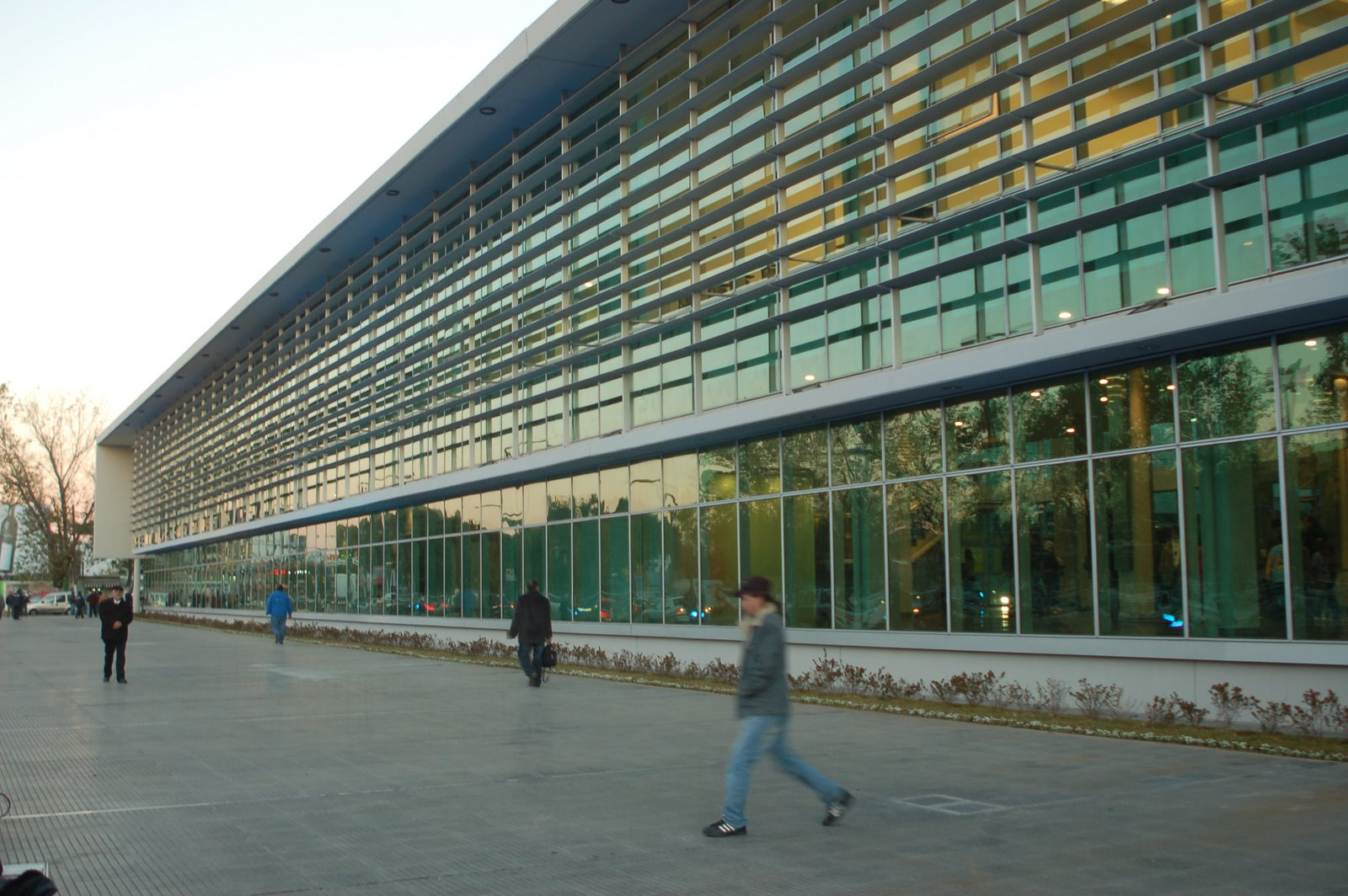
El Hospital de Emergencias «Dr. Clemente Álvarez» (HECA) es un centro de alta complejidad ante problemáticas de salud en toda el área metropolitana de Rosario y de la región.

La Municipalidad de Rosario destina el 35 % de su presupuesto a la atención de la salud.[cita requerida]
En 2008, la tasa bruta de natalidad de la ciudad fue de 17.8 ‰ (18 464 nacimientos) y la tasa bruta de mortalidad alcanzó un 9.9 ‰ (10 850 defunciones) con un bajo crecimiento vegetativo del 7.9 ‰ (0.79 %).
En tanto la mortalidad infantil fue de 10.8 sobre mil.
En el ámbito de la salud pública la ciudad posee 79 centros de atención primaria de la salud, 5 hospitales provinciales y 7 municipales.

### Hospitales municipales
- Hospital «Dr. Juan Bautista Alberdi»
- Hospital «Dr. Roque Sáenz Peña»
- Hospital «Intendente Gabriel Carrasco»
- Hospital de Emergencias «Dr. Clemente Álvarez»
- Hospital de Niños Víctor J. Vilela
- Maternidad Martin
- Centro de especialidades médicas ambulatorias M. H. Zuasnábar

### Hospitales provinciales y nacionales
- Hospital de Niños Zona Norte
- Hospital Provincial de Rosario privado subsidiado
- Hospital Provincial del Centenario
- Policlínico PAMI I
- PAMI II

## Cultura
En la ciudad se desarrolla una intensa actividad cultural en todas las disciplinas artísticas cuyos valores trascienden nacional e internacionalmente.
Rosario ha dado grandes personalidades a la historia cultural de Argentina. La música, la pintura, el pensamiento filosófico y político, la poesía y la narrativa, en el campo de la medicina y el derecho, dan buena cuenta de ello.

### Lengua
Rosario es uno de los principales centros urbanos en donde se habla el dialecto castellano rioplatense. El «castellano rosarino», aunque no se diferencia substancialmente de las otras variantes del mismo dialecto, presenta particularidades fácilmente reconocibles por los hispanohablantes de los otros grandes centros urbanos de la región. Una de las características más notables de la lengua de la zona de Rosario es el proceso de aspiración y desaparición de la -s, muy intenso en la ciudad, a tal punto, que se lo considera una de las características más notables del castellano de la zona. Además, cuando la -s se ubica en posición implosiva, final de sílaba o palabra, subseguida de consonante, se evidencia su aspiración sorda y suave [h] (asistir se pronuncia aˈsihtir), que llega a la supresión total en el lenguaje popular.
Al igual que en Buenos Aires, el voseo es pronominal y verbal. El pronombre tú y sus formas verbales asociadas son inexistentes (a diferencia de la variante montevideana).
En Rosario no existe la tendencia porteña a añadir una -s al final de las formas verbales de la 2.ª persona del singular (vos fuistes, vos vinistes). Existen también diferencias de entonación, siendo la rosarina generalmente más neutra o monótona que la de las variantes porteñas.
Asimismo, aunque el léxico rosarino es similar al porteño, existen muchos términos y expresiones idiomáticas que Rosario comparte con el resto del interior del país y no con la capital, así como también aquellos que son propios de la ciudad, tanto del habla formal como informal, que no obstante, son más notorios en las jergas locales.
El rosarigasino o «gasó» es un tipo de jerigonza nacida en Rosario, que se difundió a mediados del siglo XX en la ciudad, haciéndose muy popular, y que fue rescatado y popularizado por el humorista Alberto Olmedo en los años 80. Por lo visto, es muy útil utilizar esta jerga para cuando quieres evitar que los demás oigan una conversación privada, y hoy en día su uso ha decaído un poco con el paso de los años, aunque existen manuales para su sencillo aprendizaje y hoy en día es utilizado en tono jocoso por los rosarinos, y para nombrar establecimientos o por fines publicitarios.

### Museos
La ciudad cuenta con una cantidad de instituciones de reconocida trayectoria nacional e internacional:
- Museo Municipal de Bellas Artes «Juan B. Castagnino»: considerado el segundo museo de Bellas Artes de Argentina luego del de Buenos Aires.
- Museo de Arte Decorativo Firma y Odilo Estévez
- Museo Histórico Provincial «Dr. Julio Marc». Tiene salas dedicadas a Lisandro de la Torre.
- Museo de la Ciudad de Rosario. Exhibe elementos relacionados con el pasado y presente de Rosario.
- Museo de Arte Contemporáneo de Rosario (MACRo). Inaugurado en 2004, posee la colección más amplia en el país de arte contemporáneo argentino.
- Museo Provincial de Ciencias Naturales Dr. Ángel Gallardo. Reubicado, luego del incendio del 1 de julio de 2003 que destruyó el 80 % de su acervo, reabrió en 2005.
- Museo de la Memoria. Narra la historia reciente vinculada a las violaciones a los derechos humanos efectuadas por la última dictadura militar argentina.
- Museo «Florentino y Carlos Ameghino». Vertebrados fósiles argentinos de las eras terciaria y cuaternaria. En la Facultad de Ciencias Exactas, Ingeniería y Agrimensura, UNR.
- Museo del Paraná y las Islas. Cuenta con piezas arqueológicas y elementos aborígenes y regionales, además de los murales del pintor Raúl Domínguez.
- Museo de Arte Sacro Eduardo Barnes. Esculturas y moldes de dicho artista.
- Museo de Ciencias Morfológicas «Dr. Juan Carlos Fajardo». Referido a anatomía humana y comparada.
- Museo del Círculo Odontológico de Rosario. Objetos vinculados con el desarrollo de la profesión.
- Museo Experimental de Ciencias.
- Museo de la Partitura Histórica (calle Dorrego 2180). Entre sus 7000 obras posee reliquias como el primer tango registrado como tal, La canguela (1889).
- Museo Activo del Pago de los Arroyos. Posee piezas de arqueología de los pueblos originarios y urbana.
- Museo Policial Provincial. Una honesta exposición de la historia policial y de bomberos, en la ex Jefatura de Policía (centro clandestino de detención, durante la dictadura 1976-1983).
- Museo de la Bolsa de Comercio de Rosario.
- Museo del Diario La Capital.
- Museo de Cera. Exposición «La gran epopeya de los trasplantes».
- Museo del Puerto
- Museo del Deporte Santafesino.

Centros culturales
- Centro Popular de la Memoria
- Centro Cultural Islas Malvinas
- Centro Cultural Estación Provincial
- Grupo Pasajes
- Centro de Cultura & Comunicación
- Centro Cultural El Núcleo
- Centro Cultural Los Hornos

Teatros
- Teatro Municipal Coliseo Podestá
- Anfiteatro Martín Fierro
- Teatro La Nonna
- Teatro La Hermandad del Princesa
- Sala 420
- Taller de Teatro de la UNLP
- Complejo «El Teatro»
- Teatro «La Lechuza»
- Complejo Cultural Atlas
- Teatro El Círculo
- Teatro La Comedia
- Teatro El Rayo
- Teatro Broadway
- Teatro Mateo Booz
- Plataforma Lavardén

Cines
- Cinema San Martín
- Cinema 8
- Cinema City
- Cinema Paradiso
- Cinema Rocha
- Cine Select
- Espacio INCAA km 60

Bibliotecas
- Biblioteca Central General José de San Martín
- Biblioteca Municipal Francisco López Merino
- Biblioteca de la Legislatura de la Provincia
- Biblioteca Pedagógica Eudoro Díaz

Además, el estado argentino proyecta trasladar a Rosario el Museo Nacional de Arte Oriental, cuyas obras permanecen guardadas en depósitos del Palacio Errázuriz que alberga el Museo Nacional de Arte Decorativo de la ciudad de Buenos Aires.

### Teatro y música

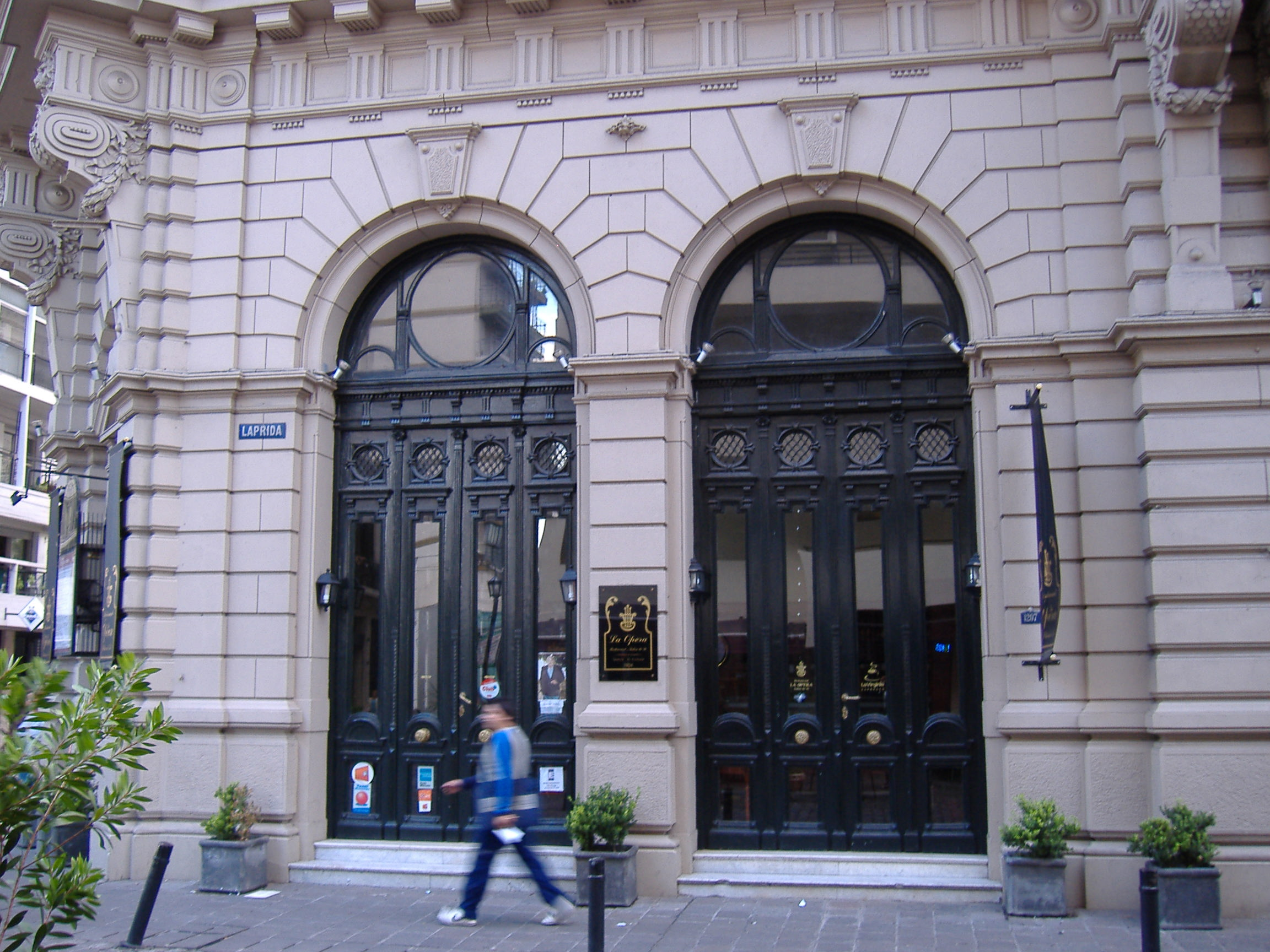
Teatro El Círculo.

En Rosario hay gran pasión por el teatro, contando con más de treinta salas. Tanto en los grandes recintos como en la extensa cadena de centros teatrales, los autores, directores y actores locales vuelcan su rica obra que muchas veces logra alcance nacional. Son joyas de la ciudad grandes salas como El Círculo, La Comedia, la sala Lavardén o el Auditorio Fundación Astengo.
El gusto y la exigencia del público rosarino son reconocidos tanto por los críticos como por los artistas, que a menudo hacen de la ciudad su lugar de estreno (el grupo músico-cómico Les Luthiers lo ha hecho con muchos de sus espectáculos).
En 1964 surge Los Gatos Salvajes pionero del rock en español y antecesor del exitoso grupo Los Gatos.
En la década de 1980 sucedió el boom de la Trova rosarina, con la edición del LP Tiempos difíciles, de Juan Carlos Baglietto, en el que participa un joven Fito Páez; hoy día uno de los músicos solistas argentinos más reconocido a nivel internacional.
En esta ciudad también han nacido otros intérpretes y agrupaciones de gran renombre internacional y nacional como Antonio Agri, Rodolfo «Cholo» Montironi, Cristián Hernández Larguía (1921-2016), Gato Barbieri, Ernesto Bitetti, Franco Luciani, así como los grupos Los Trovadores del Norte, Vilma Palma e Vampiros, Cielo Razzo, entre otros.

### Cine
Rosario cuenta con la Escuela Provincial de Cine y Televisión (EPCTV) y con producción local. Han trascendido películas rosarinas como El asadito y Días de mayo, de Gustavo Postiglione, Ilusión de movimiento de Héctor Molina, Madres sobre ruedas de Mario Piazza y Rosarigasinos de Rodrigo Grande (estrenada en España como Presos del olvido y ganadora de más de diez premios en festivales internacionales).
En 2006, Fito Páez filmó en la ciudad su segunda película ¿De quién es el portaligas?.

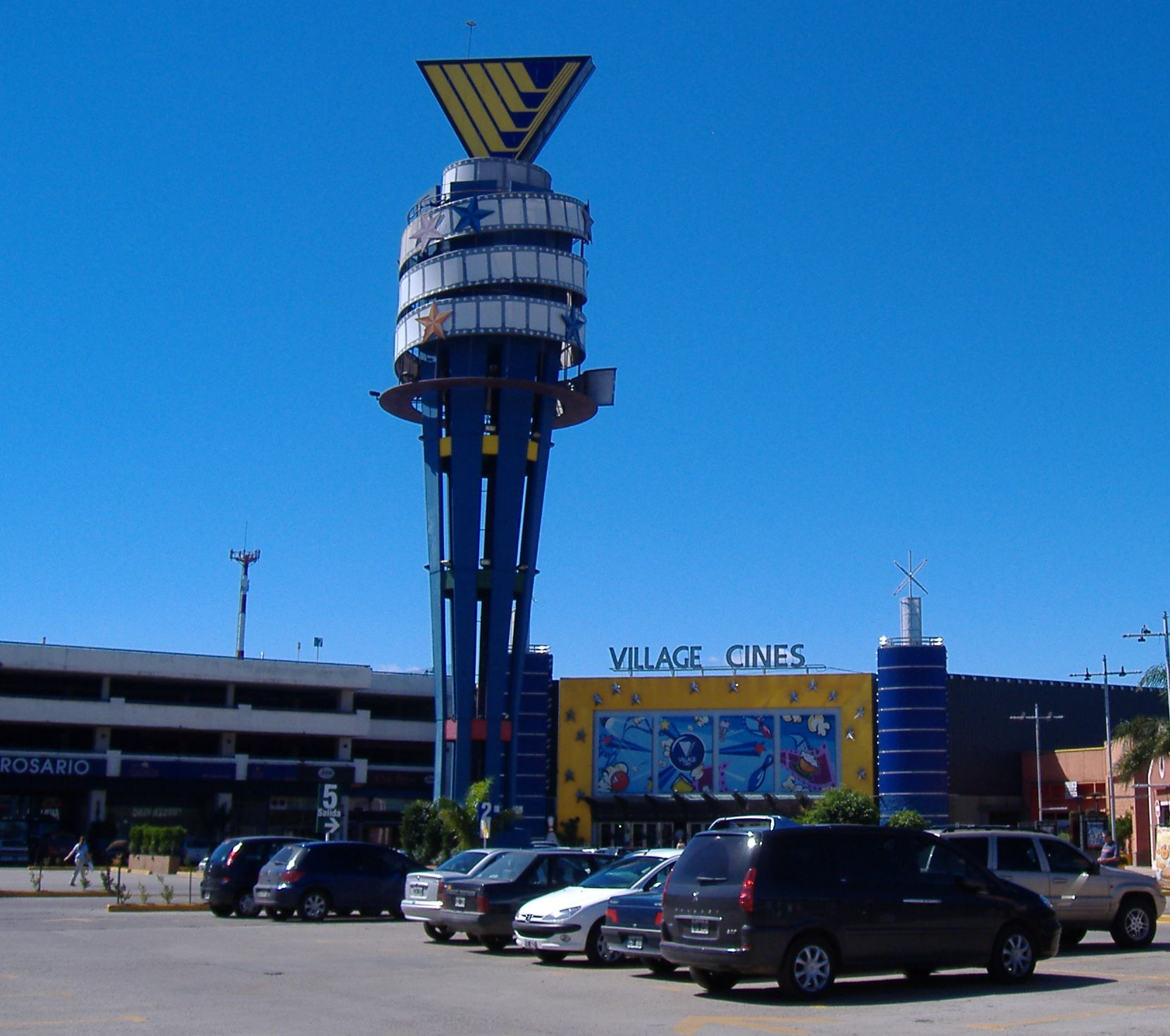
Complejo de salas de cine en la zona oeste de Rosario.

Rosario perdió gran parte de los cines de barrio y emblemáticos del centro. En la actualidad existen cinco complejos con múltiples salas para proyección (Monumental, Hoyts, Del Centro, Village y Showcase), así como también los cines Madre Cabrini, Lumiere, la tradicional sala El Cairo y el microcine La Cortada. Además, en distintos espacios públicos el séptimo arte se brinda a la comunidad de manera gratuita (por ejemplo, en el Centro Cultural Roberto Fontanarrosa.

#### Cineclubes
Arteón, creado por Quicho Fenizzi, Néstor Zapata y otros. El Arteón fue originador de Cristina de mi ciudad, primer teleteatro filmado en Rosario, en 1972. Su director fue Carlos Serrano, las filmaciones en exteriores de Fenizzi (con imágenes registradas en 16 mm mudo). La mayoría de las tomas se realizaron en las calles de la ciudad y otras en el interior de la tienda La Favorita (desde 1996). Las imágenes se llevaban a estudio, donde se grababa el resto de la telenovela, y allí se le incluían las voces.
Papel protagónico: Nora Kovalcik; ayudante de producción: Quique Pesoa, ambos reconocidos locutores. Al casting actoral asistieron unas 5000 personas.
En octubre de 1972 un incendio arrasó con todo el material del grupo.

### Centros comerciales
La ciudad de Rosario cuenta con seis modernos centros comerciales.
El más antiguo de ellos data de 1993 y es el centro comercial Palace Garden, ubicado en pleno centro de la ciudad.
También, ubicado en la zona céntrica y de la misma época es el Shopping del Siglo, que además de numerosos locales y comercios, cuenta con salas de cine: los Cines del Centro.
Los otros dos centros comerciales se encuentran en la zona norte de la ciudad. Uno de ellos es el Alto Rosario, para el que se aprovecharon los talleres del Ferrocarril Central Argentino de principios del siglo XIX.
Posee gran cantidad de comercios, una amplia propuesta gastronómica, un complejo de cines de la cadena Showcase, y el Museo Ferroviario, un lugar cultural donde se exponen diversas piezas de la actividad ferroviaria de la época. El otro es el Portal Rosario, cuyo modelo arquitectónico no deja de sorprender a los numeroso visitantes que recibe a diario. Ambos fueron inaugurados en 2004.

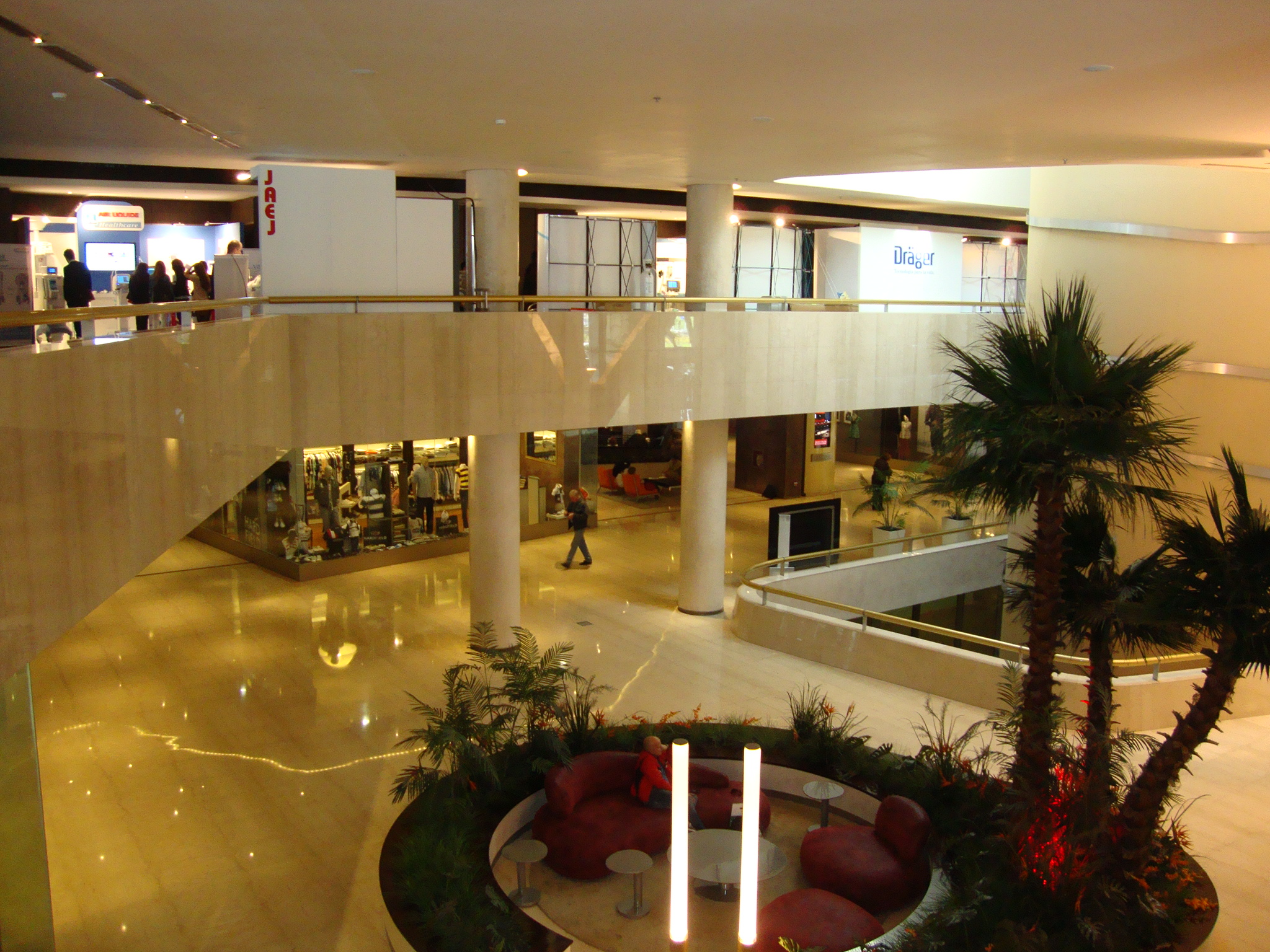
City Center Rosario (hall).

Al oeste, en el sector del Aeropuerto y limitando con la Ciudad de Funes, se encuentra el Fisherton Plaza Chic Mall, inaugurado en 2014.
Más reciente, en la zona noroeste de la Ciudad se encuentra el centro comercial Paso del Bosque, inaugurado en 2018.

### Gastronomía
La ciudad de Rosario cuenta con un plato conocido como "El Carlito", que es un sándwich tostado con jamón y queso, además de tener ketchup (salsa de tomate). El tostado surgió por parte de Rubén Ramírez, antiguo dueño de una chopería llamada Cachito, ubicado en la zona de Pellegrini. En 2014, se propuso declararlo Patrimonio Cultural de Rosario. Con el tiempo, han ido surgiendo variaciones del plato, incorporando cortes de carne como el lomito.
Una característica de la cocina de Rosario es el uso de pescado proveniente del río Paraná como el boga, el pacú y el surubí.
Por otro lado, Rosario es conocida como la capital del helado artesanal, contando con más de 70 locales en este rubro.
A mediados de la década del 2010, en Rosario comienzan a surgir alternativas vegetarianas y años más tarde, opciones veganas.

## Turismo
Es una localidad que invita a ser recorrida, mostrando al visitante su progreso edilicio y una urbanización que se moderniza constantemente, caracterizada por sus bellos paseos.
Su variada arquitectura merece un capítulo aparte, con zonas donde se ha mantenido intacto el estilo de principios del siglo XX.
Los bulevares y los extensos parques le brindan su carácter distintivo de gran ciudad.
Puerto de primera categoría, con extensos muelles, es digna de ver la dársena de cabotaje y sus elevadores de granos en funcionamiento.

### Sitios de interés

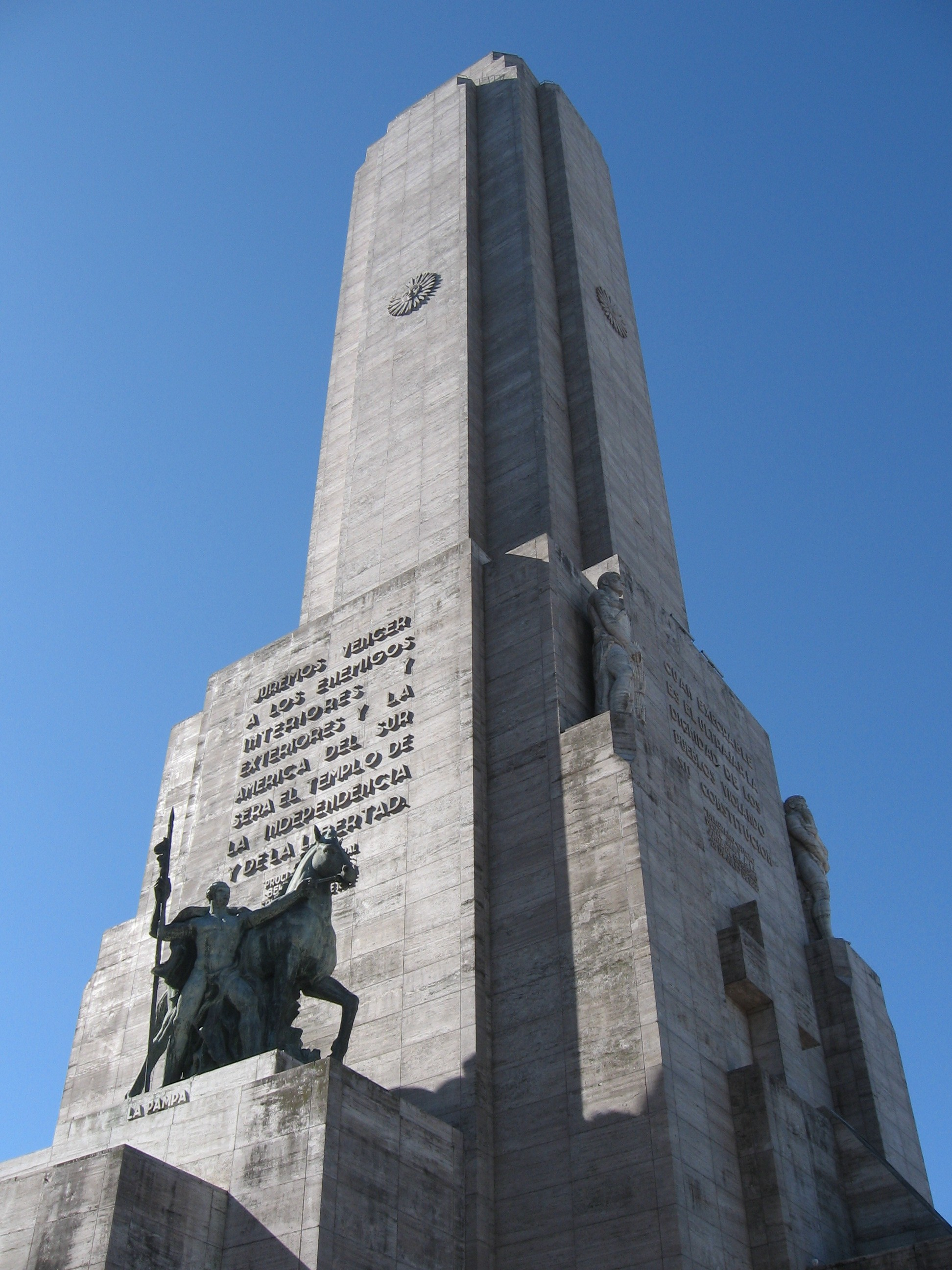
Monumento a la Bandera

- Monumento a la Bandera: en la confluencia de calles Córdoba, Santa Fe y avenida Belgrano. Estructura distintiva de la ciudad, consistente en una torre de 70 m de altura, desde la cual parte una explanada escalonada que va subiendo suavemente hasta llegar al propileo, donde una llama votiva cuida la Tumba del Soldado Desconocido. Representa una embarcación que navega en el Atlántico. En la proa, como así también en la popa, se aprecian excelentes esculturas. además, tiene varios cañones al frente y un mástil donde flamea la bandera de Argentina. Conmemora la primera ocasión en la que Manuel Belgrano enarboló el Pabellón Nacional, que (según registros históricos) se dio en ese mismo sitio.

- Basílica Catedral de Nuestra Señora del Rosario: el Santuario Basílica Catedral de Nuestra Señora del Rosario es una basílica menor y catedral dedicada a la Virgen del Rosario, de la ciudad de Rosario, provincia de Santa Fe en la República Argentina. Es la sede episcopal del Arzobispado de Rosario.

- Plaza San Martín: delimitada por las calles Dorrego, Moreno, Córdoba y Santa Fe. Espacio verde rodeado por espectaculares ejemplos de arquitectura de estilo, entre ellos el edificio donde se encontraba hasta hace poco un centro clandestino de detención (donde se torturaron y asesinaron decenas de personas durante la dictadura de Videla), en un despojado art déco; la Casa Prats, neorrenacentista italiana; la Facultad de Derecho, también en estilo neorrenacentista italiano; y la sede de la gobernación de la provincia, construida según los cánones del neoclasicismo alemán. Este último edificio, que ocupa una manzana, ostenta en lo alto del frontispicio una cuadriga de notables dimensiones (obra del escultor, Guillermo Gianninazzi 1914) y presenta la particularidad de que en su interior se ubica una plaza, denominada «Plaza Cívica», donde se realizan recitales de música, representaciones teatrales y otros espectáculos públicos.

- La Plaza 25 de Mayo es el núcleo del asentamiento original. Su nombre se puso en 1852 en alusión a la fecha de la Revolución de Mayo. Antes se llamaba "Plaza Principal" o "Plaza de Armas". Se encuentra en el borde oriental de la actual zona centro de la ciudad, no lejos del río Paraná, y ocupa una manzana definida por las calles Santa Fe, Buenos Aires, Laprida y Córdoba. El 6 de noviembre de 2015 fue declarado Lugar Histórico Nacional, el espacio de homenaje a la generación diezmada durante la última dictadura cívico militar y a las Madres de la Plaza 25 de Mayo.

- Casa natal del Che Guevara: el edificio perteneció a La Rosario Compañía de Seguros, de ahí deriva su nombre, La Rosario. Tiene cinco pisos, más tres casas para porteros (en la terraza), con ocho departamentos por piso, y cuenta con tres ingresos: uno por Entre Ríos 480 y dos por calle Urquiza. En el ingreso por calle Entre Ríos se planeaba instalar una placa de bronce que indicaba que en ese edificio había nacido el revolucionario y guerrillero Ernesto Che Guevara, pero el 30 de abril de 1992, a las 3:30 de la madrugada estalló una granada EAM 75 (de origen español) en el frente de la casa, que disuadió la instalación.[102] Actualmente la planta baja está ocupada por las oficinas de la empresa española Mapfre.

- Pasaje Monroe: conecta las calles Suipacha y Callao, entre calles Nueve de Julio y Estanislao Zeballos, y se caracteriza por sus casas de altos íntegramente edificadas según los cánones del art déco.

- Ruta modernista: recorrido de edificios de influencia art nouveau-modernista del centro de la ciudad que, arrancando en el palacio Remonda Monserrat (San Lorenzo y Entre Ríos, y donde está ubicado el bar La Sede), pasa por la Asociación Española, el edificio Transatlántica, la panadería La Europea y el Palacio Cabanellas para terminar en el deslumbrante Club Español sobre calle Rioja.

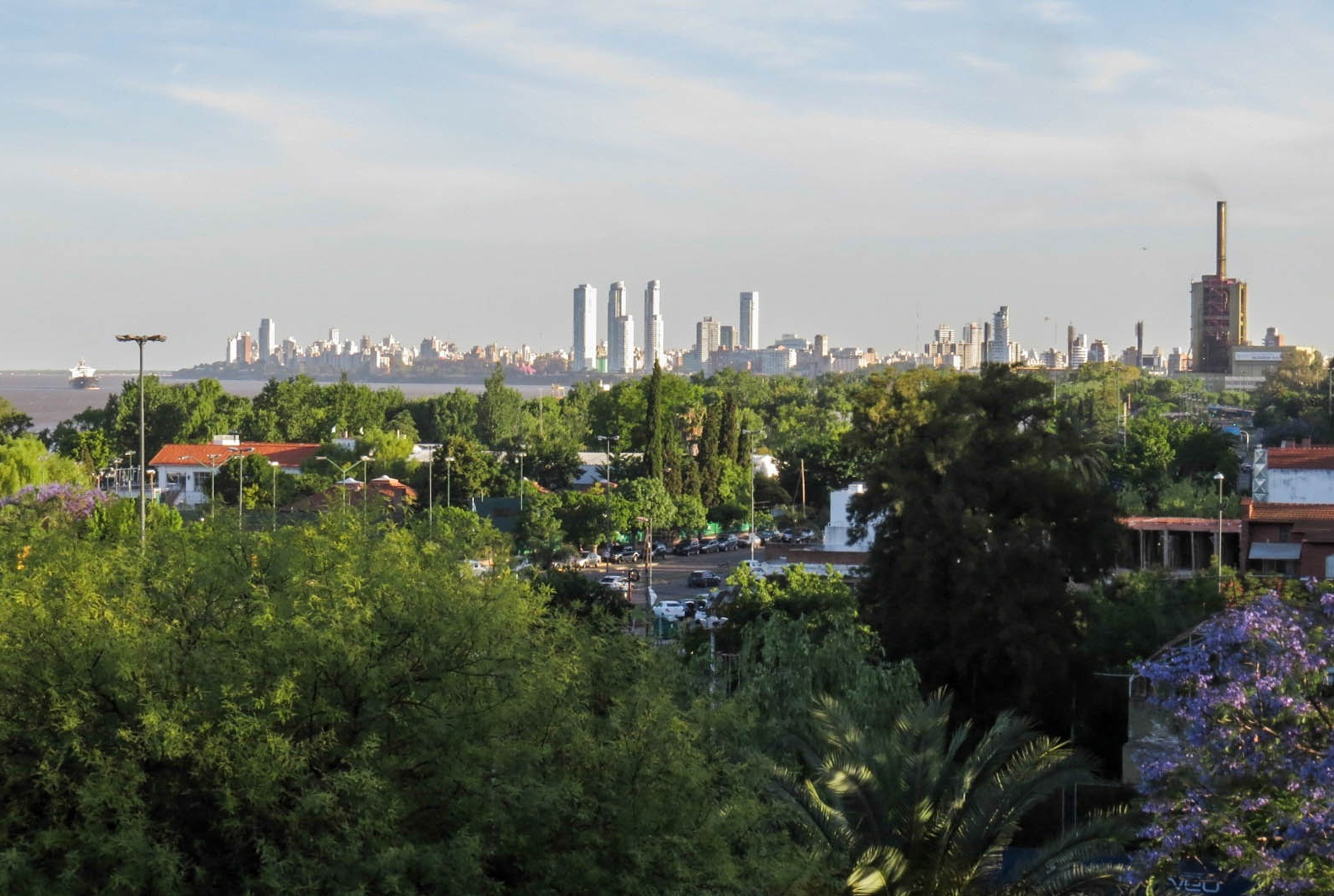
La Florida - Rosario

- Playas de La Florida: balneario sobre el río Paraná, con acceso al público, paseo sobre la arena, vista al puente Rosario-Victoria, a las islas. Hermoso portal del río y sus islas.

- Barrio de los Ingleses (Batten Cottage): en avenida Alberdi y Mongsfeld. Se trata de unas cuantas pequeñas e irregulares manzanas de casas de ladrillo con techo de zinc, que le confieren al barrio el aspecto de un suburbio londinense.

- El Bajo: atmosférico barrio que se derrama sobre el río, con calles adoquinadas de pronunciada pendiente, algunas de ellas sinuosas, y una interesante oferta cultural y gastronómica.

- Barco Ciudad de Rosario: desde el Parque a la Bandera, frente al Monumento Nacional a la Bandera, sale la famosa embarcación que incursiona por las islas entrerrianas, permitiendo apreciar el perfil de la ciudad en toda su magnitud y también el Puente Rosario-Victoria.

- Parque de España: gran parque realizado con fondos del estado español y que abre un gran balcón hacia el Paraná.

- Parque Independencia: el pulmón de la ciudad, ubicado cerca del centro, es un parque de varias hectáreas, con árboles centenarios, atracciones infantiles, un pequeño lago artificial, parque de diversiones y senderos para caminar.

### Hotelería y gastronomía

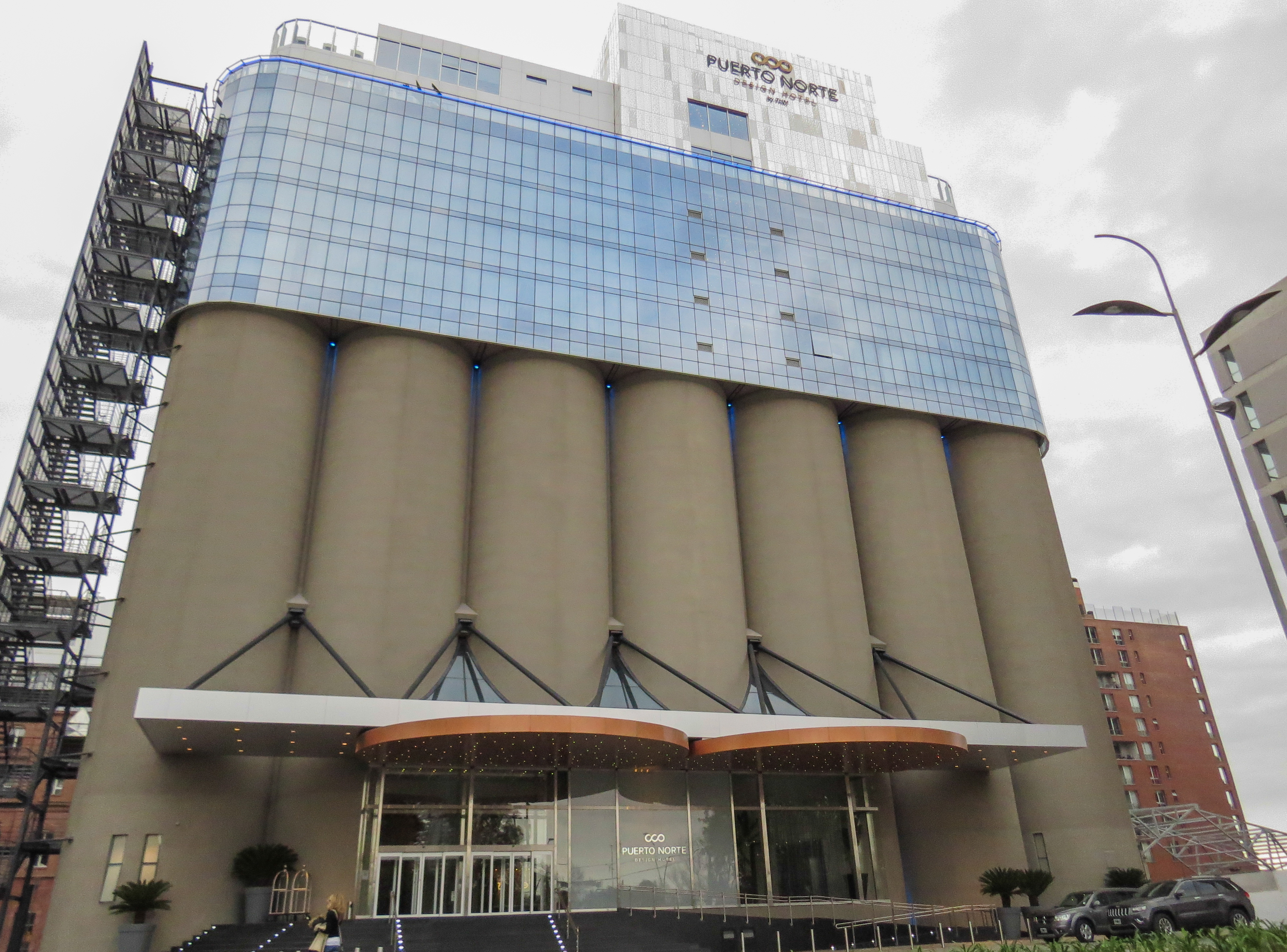
Hotel Puerto Norte, construido sobre los antiguos silos de la ex unidad III

Rosario brinda un variado menú de hoteles tradicionales e internacionales, así como distintos aparts y hostels.
Cuenta con 7200 plazas de diferentes categorías (que en 1999 eran cerca de 4500), en el marco de un sector en plena expansión.
Los fines de semana largos la ciudad es «invadida» por entre 12 000 y 15 000 turistas, visitantes la mayoría de Capital Federal y Gran Buenos Aires, pero también arriban del interior de Santa Fe, de Córdoba y Entre Ríos. A estas visitas hay que sumarle la gente que llega a la urbe por negocios o para participar de convenciones, ferias y congresos. (Rosario ocupa el tercer lugar del país como sede de eventos).
Tanto la oferta como la demanda de servicios hoteleros han crecido desde 2007, haciéndolo más la primera que la segunda. En este período se sumaron unas 27 000 nuevas plazas disponibles en la ciudad alcanzando actualmente las 210 000.
La gastronomía destaca en productos típicos de la ciudad como el pescado de río. La oferta de restaurantes es amplia, y variada. Sobre calle Pellegrini abundan pizzerías y cervecerías, en el centro las tradicionales cafeterías y restaurantes con menú ejecutivo, en el Paseo del Parque España y Parque de las Colectividades, restaurantes y retobares con vista al río ofrecen opciones de parrilla y platos internacionales. En la Florida, destacan bares de finger food, y un ambiente de río. El Barrio de Pichincha destaca por su mercado de pulgas, y su ambiente de bares, restaurantes y casas de antigüedades.

### Fiestas locales y encuentros

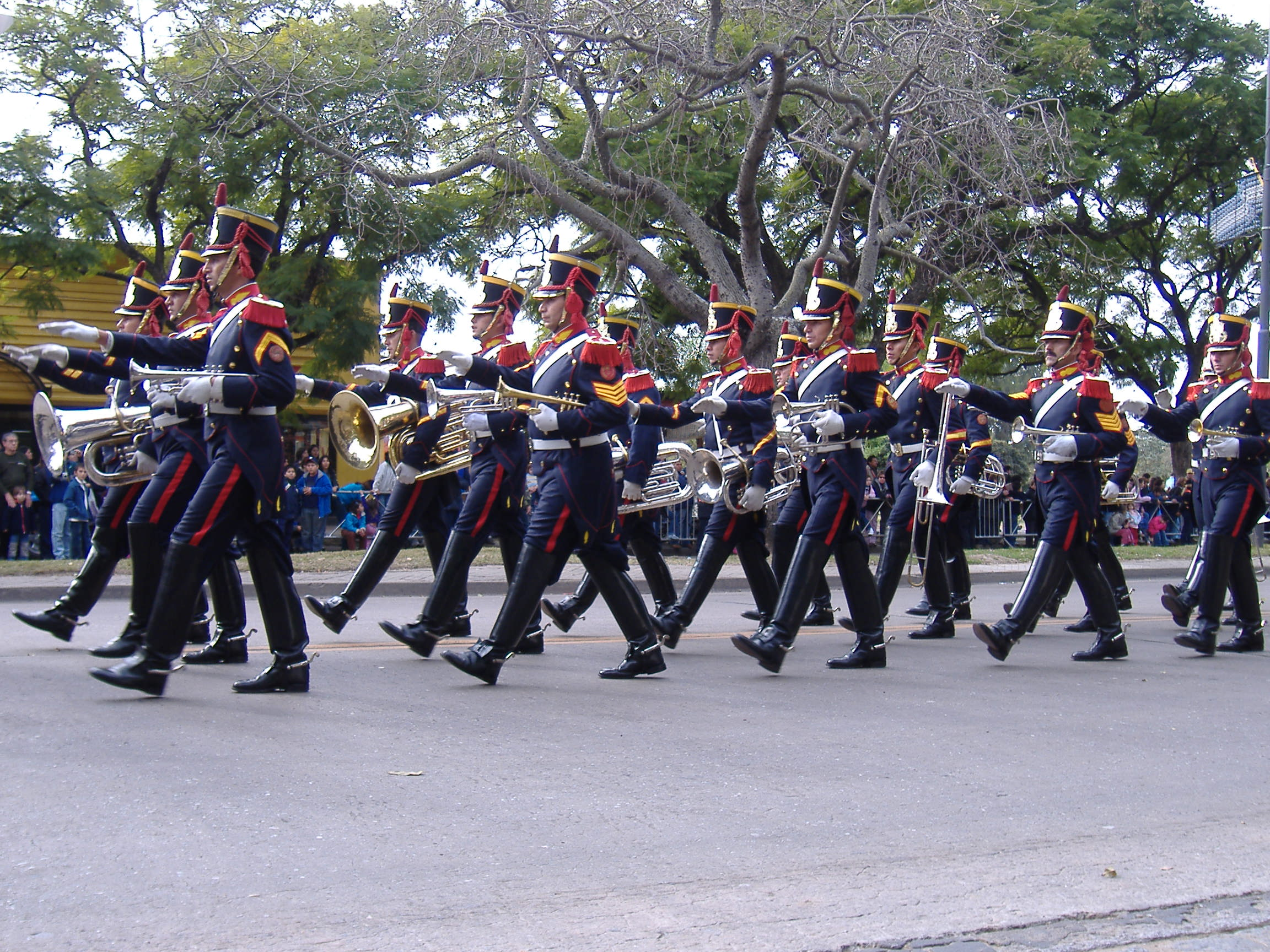
Granaderos en el día de la bandera.

| Fecha                             | Nombre | Características |
| --------------------------------- | --- | --- |
| 17 de marzo                       | San Patricio - Saint Patricks day | Se festeja en distintos pubs y bares. O'Connells hace este festejo tradicional, y los últimos años los bares de la zona de Pellegrini, se han adherido a este festejo                                                                                |
| mayo                              | Feria Internacional de la Alimentación (FIAR) | Bienal. Se inició en 2001. |
| mayo                              | Semana Gastronómica Rosario | Anual. Se inició en 2010. |
| 1.º fin de semana de mayo         | Encuentro Nacional de Chevrolet | Desde el 2000. Declarado de interés municipal. Reuniendo en el parque nacional a la Bandera vehículos Chevrolet de todos los tiempos. |
| 20 de junio                       | Día de la Bandera (muerte del general Dr. Manuel Belgrano) | Feriado local inamovible. Desfile militar y cívico frente al Monumento Nacional a la Bandera. Paso de la bandera más larga del mundo. |
| 20 de julio                       | Día del amigo | Anual. Esta celebración de amistad es común en todo el país, pero especialmente popular como un fenómeno de masas en Rosario. |
| julio                             | Festival de Jazz de Rosario Santiago Grande Castelli | Anual. Empezó en 1997. Se desarrolla en el Centro Cultural Parque de España. |
| agosto                            | Encuentro de Músicos - Argentina en Rosario | Conciertos y Talleres. Iniciado en 2004. |
| agosto                            | Convención Internacional de Historietas de la Ciudad de Rosario Crack Bang Boom | Anual. Comenzó en 2010. |
| septiembre                        | Festival Latinoamericano de Video Rosario | Anual. Comenzó en 1994. |
| septiembre                        | Encuentro Internacional de Escultura en Madera-Piedra-Hierro de Rosario | Anual. Inició en 1993. |
| septiembre                        | Festival Internacional de Poesía de Rosario | Anual. Comenzó en 1993. |
| 7 de octubre (Semana de Rosario). | Día de la Virgen del Rosario (Patrona de la ciudad) | Feriado local. Procesión y festejos del culto católico. |
| 8 de octubre                      | Conmemoración de la caída en combate y posterior asesinato del Che Guevara en Bolivia (1967). En el marco de la puerta de acceso al edificio donde nació, a 2006 aún se encuentra el estrago por granadas para destruir una placa conmemorativa. | |
| octubre                           | Semana del Arte Rosario | Anual. Comenzó en 2005. |
| octubre                           | Feria Nacional de Maestros Artesanos | Exposición de artesanías de las diferentes regiones argentinas. |
| noviembre                         | Rosario Rema, Travesía en kayak por el río Paraná y arroyos internos organizada por el Círculo Rosarino de Canotaje | Anual. Arrancó en 2013. |
| noviembre                         | Festival Iberoamericano de Cine Rosario | Anual. Arrancó en 2003. |
| noviembre                         | Encuentro y Fiesta Nacional de Colectividades | Anual. Empezó en 1985. El parque nacional a la Bandera es el escenario natural de este tradicional acontecimiento, donde casi un millón de personas se convocan para recorrer la exposición de música, canciones, cultura y gastronomía extranjeras. |
| noviembre                         | Maratón de Rosario | Clásica carrera pedestre de 42 km |

## Otras denominaciones
Rosario ha recibido los siguientes alias:
- Cuna de la Bandera. Por ser el lugar donde se enarboló por primera vez la bandera de Argentina.[106]
- Ciudad fenicia. Denominada así en el siglo XIX, de manera peyorativa, por su incipiente burguesía, a la cual se consideraba poco afecta a las manifestaciones culturales, y por su perfil comercial.[107]
- La Chicago argentina. Porque a fines del siglo XIX y principios del XX se convirtió en el principal puerto cerealero del país y, además, fue la sede de criminales cuyas acciones recordaban a las bandas mafiosas de esa ciudad estadounidense.[108]
- La capital de los cereales. Por su carácter de primer puerto cerealero argentino.[109]
- Rosagasario. Este es el nombre de la ciudad en gasó (especie de jerigonza local popularizada en televisión por el actor Alberto Olmedo).[110]
- La Barcelona argentina. Llamada así por los conflictos obreros que tuvieron lugar en Rosario a principios del siglo XX y, especialmente, por la importante presencia anarquista en ellos.[111][112] Más tarde, finales del siglo XX, se retomó el apodo aludiendo al desarrollo económico y cultural de la ciudad.[113]

## Ciudades hermanas
Rosario posee ciudades hermanas alrededor del mundo. Los convenios de hermandad se establecen con el propósito de promover la cooperación y solidaridad entre localidades y regiones que comparten características, relaciones históricas o problemas comunes.
El organismo municipal que se encarga de estos hermanamientos es la Dirección General de Relaciones Internacionales.
| País                 | Ciudad                  | Año del acuerdo |
| China                | Shanghái                | 1997            |
| Brasil               | Porto Alegre            | 1994            |
| Chile                | Valparaíso              | 1994            |
| Bolivia              | Santa Cruz de la Sierra | 1998            |
| Colombia             | Manizales               | 1998            |
| Colombia             | Medellín                | 2011            |
| Cuba                 | Santiago de Cuba        | 1993            |
| Ecuador              | Cuenca                  | 2010            |
| España               | Bilbao                  | 1988            |
| Grecia               | El Pireo                | 1993            |
| Italia               | Imperia                 | 1987            |
| Italia               | Alessandria             | 1988            |
| Italia               | Turín                   | 2013            |
| Israel               | Haifa                   | 1988            |
| Kazajistán           | Almaty                  | 2019            |
| Kuwait               | Kuwait                  | 2011            |
| México               | Monterrey               | 1993            |
| Paraguay             | Asunción                | 1993            |
| Perú                 | Pisco                   | 1986            |
| República Dominicana | Santo Domingo           | 1998            |
| Senegal              | Dakar                   | 1998            |
| Uruguay              | Montevideo              | 1998            |
| Venezuela            | Caracas                 | 1998            |

## Despliegue de las Fuerzas Armadas argentinas en Rosario
| Unidades de la Guarnición Militar Rosario                  | Sigla         |
| ---------------------------------------------------------- | ------------- |
| Sección de Aviación de Ejército 121                        | Sec Av Ej 121 |
| Centro de Atención Médica Primaria «Fuerte Sancti Spíritu» |               |